# Meule à grains
Vous lisez un « bon article » labellisé en 2008.

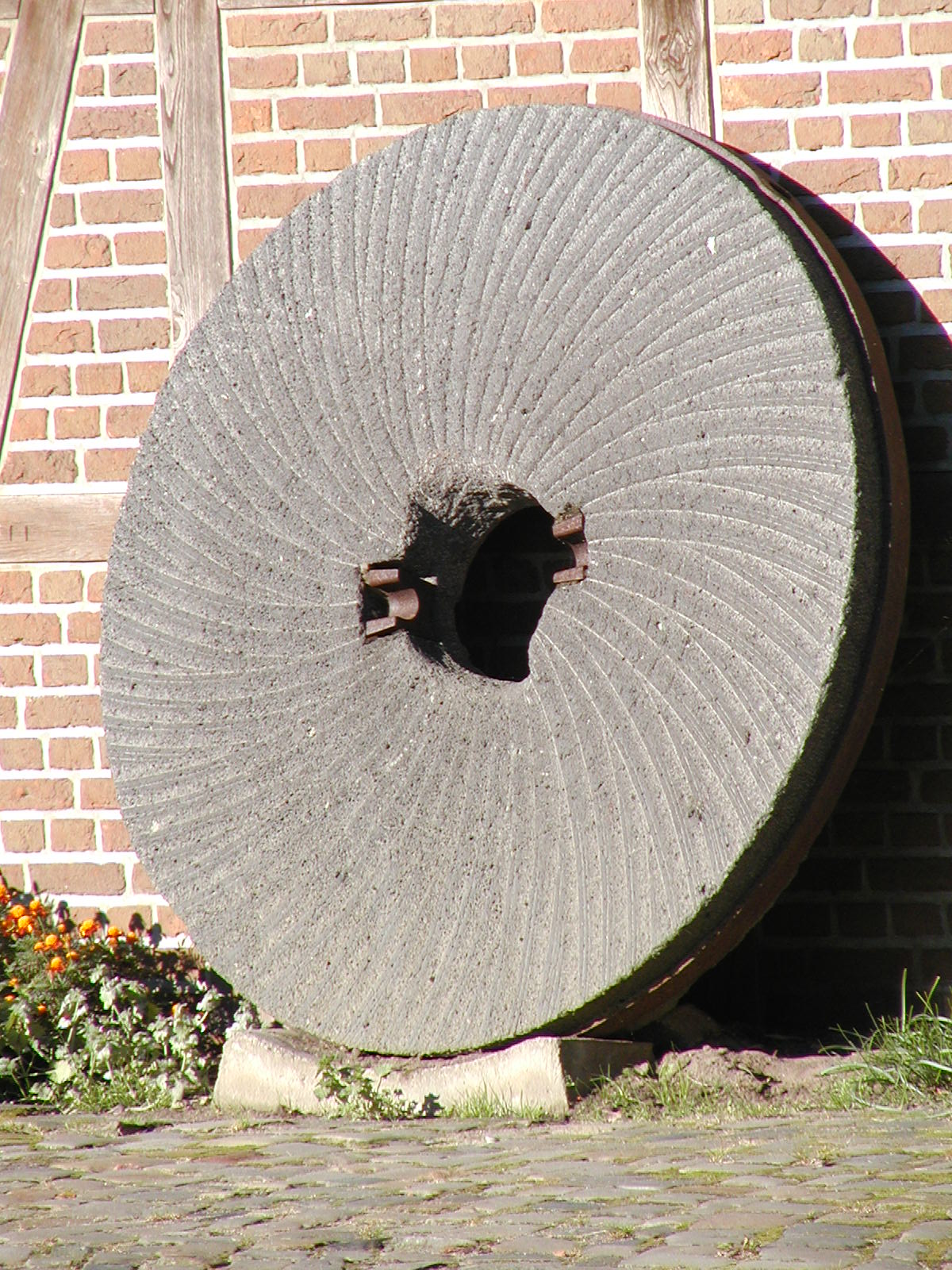
Objet fondamental, hautement symbolique du lieu où elle travaille, la meule usagée adossée le long d'un mur, signale la qualité de l'usine à laquelle elle appartient

Une meule à grains est un objet technique, traditionnellement en pierre, qui permet le broyage, la trituration, le concassage, ou plus spécifiquement la mouture de diverses substances.
Selon les lieux et les époques, la meule de pierre fut utilisée pour la mouture « sèche »:  dans la fabrication de la farine, du sucre ou des épices, mais aussi pour la préparation des kaolins, ciments, phosphates, chaux, émaux, engrais et autres minerais. L'opération de mouture peut également être réalisée « humide », comme pour la semoule de blé dur, le nixtamal ou le broyage des graines de moutarde. Lors de leur préparation, certaines matières premières permettent d’obtenir une pâte qui devient naturellement fluide, par exemple dans la trituration des olives ou le concassage du cacao.
Souvent qualifiée de « plus vieille des industries », l’utilisation de la meule de pierre est indissociable de l’histoire humaine. Intégrée depuis la fin du Paléolithique à des processus alimentaires, son usage est resté constant jusqu’à la fin du XIXe siècle, où elle fut progressivement remplacée par des outils métalliques d’un genre nouveau. Pourtant, elle est toujours visible dans des installations domestiques rurales, comme en Inde, où 300 millions de femmes employaient quotidiennement des moulins à bras pour la production de farine en 2002.

## Aux origines d’une industrie
La préparation par broyage ou mouture de substances végétales (racines, tubercules, amandes, feuilles…), animales (moelle, tendons...) ou minérales (ocre), en vue de leur consommation ou d’un usage technique, existe depuis plusieurs dizaines de millénaires. À la différence du concassage qui consiste à faire éclater une enveloppe dure comme une coquille ou un os pour en récupérer le contenu, il s'agit ici de réduire en poudre ou en pâte une matière de consistance nettement plus tendre.
Sur le site archéologique de Tell Abu Hureyra, dès le VIIIe millénaire av. J.-C., le squelette des femmes montre des traces d'arthrose au niveau des genoux, de déformation de la colonne vertébrale et du premier métatarse, pathologies associées à de longues périodes de position fléchie durant le travail de mouture, ce qui appuie la théorie selon laquelle les premiers humains auraient pratiqué une division sexuelle du travail.

### Broyage, pilage, mouture: des gestes différents
Dans sa typologie des percussions, André Leroi-Gourhan définit plusieurs familles de gestes, dont trois sont essentiels pour la préparation des matières premières :
1. Les gestes de pilage qui s’opèrent en une percussion lancée verticale à l’aide d’un objet lourd et allongé à la manière du pilon africain. Ce geste est également mis en œuvre avec le martinet dans la fabrication de la pâte à papier ou le forgeage ;
2. Les gestes de mouture, en percussion posée, qui s’exercent en un mouvement circulaire, désordonné, ou d’avant en arrière sur une dalle à moudre ;
3. Les gestes de broyages où les mouvements sont à peu près circulaires et de temps à autre verticaux, combinant ainsi une percussion lancée et une percussion posée qui sont ici qualifiées de diffuses. C'est le cas du système mortier-pilon contemporain.

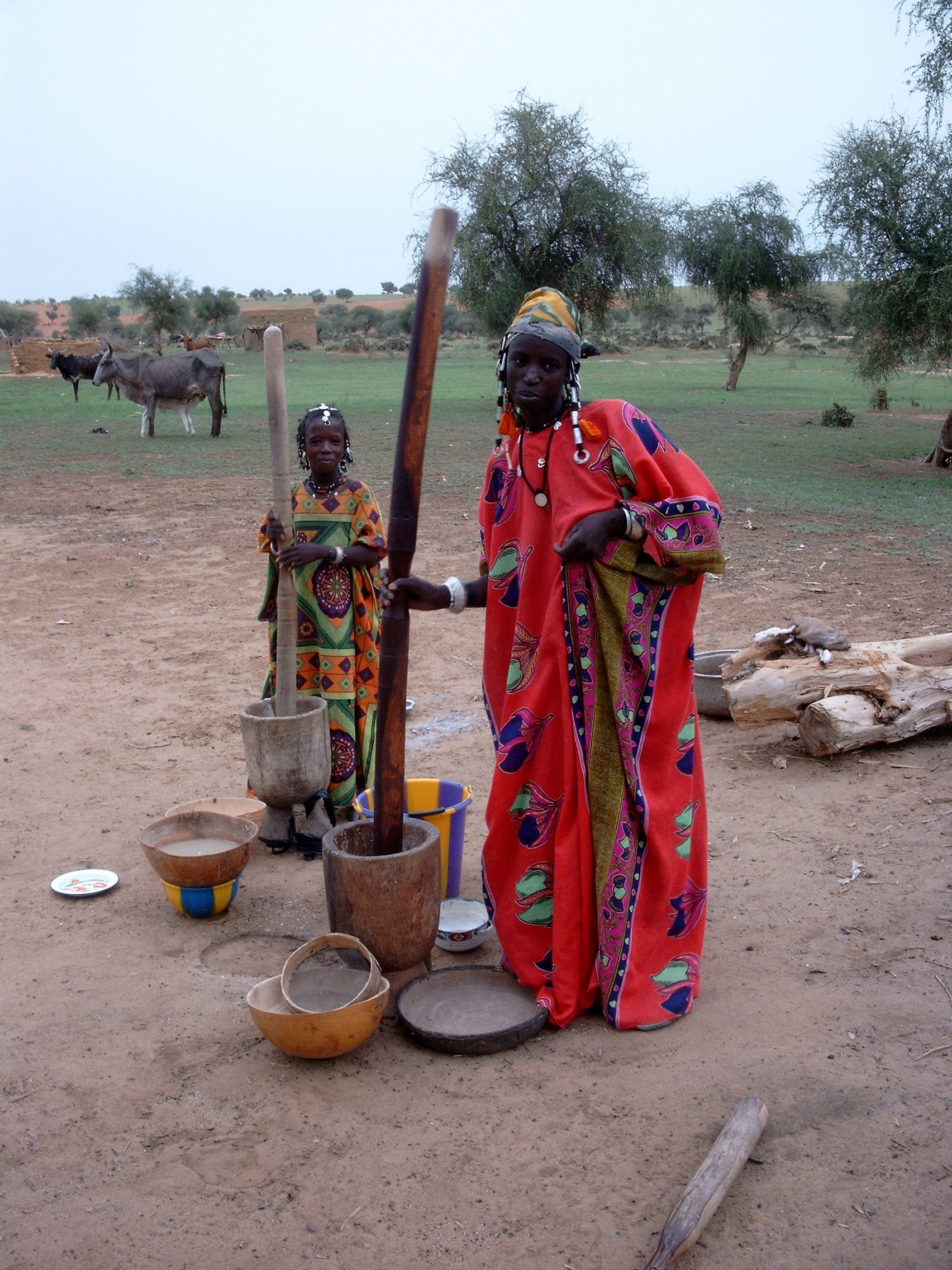
Pilon : Pilage par percussion lancée verticale
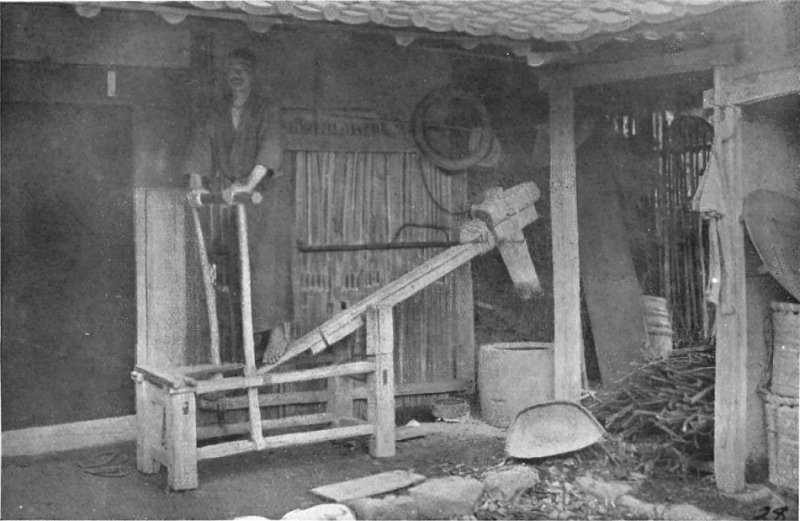
Pilage par percussion d'un martinet
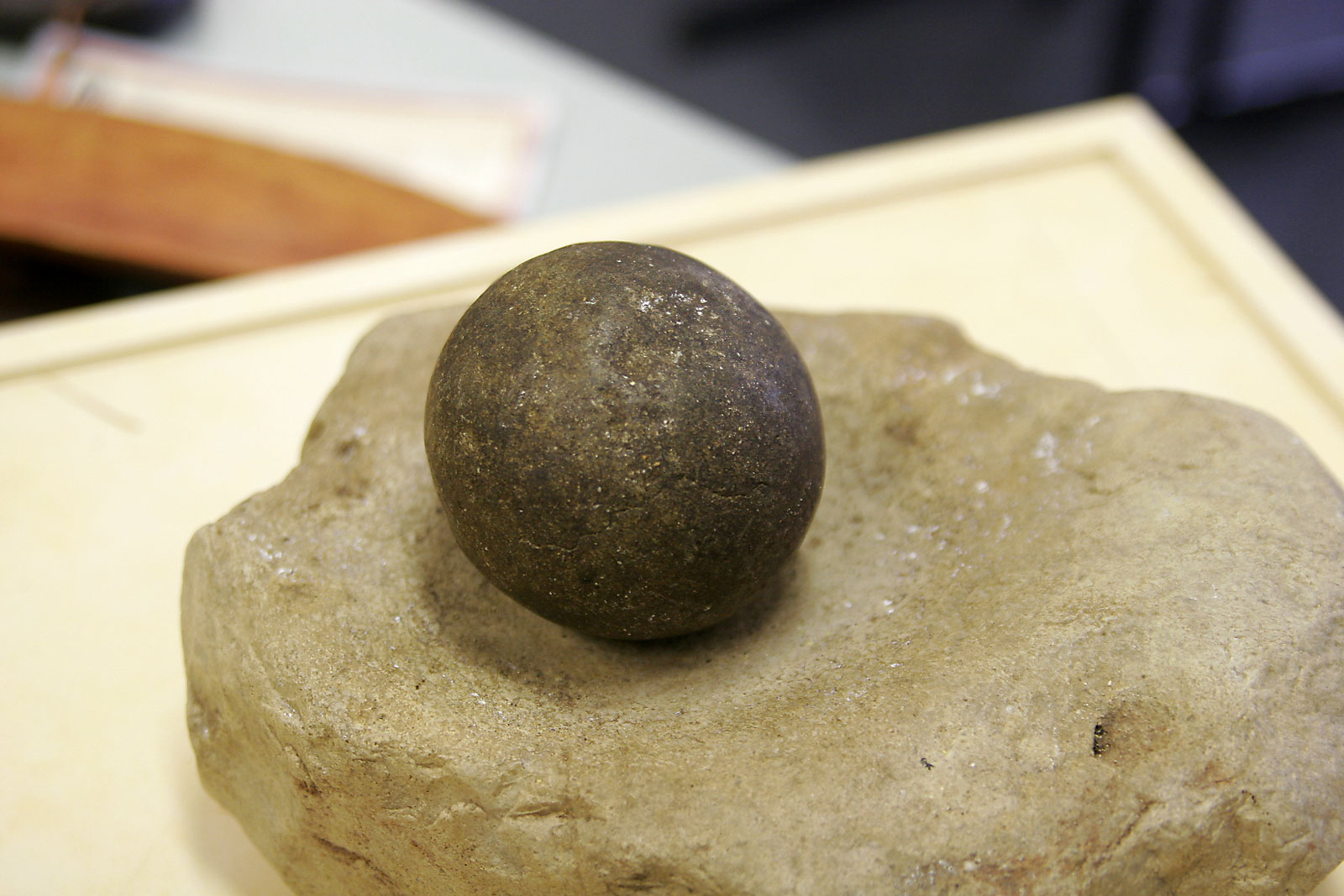
Meule monolithe et sa molette : Mouture par percussion posée avec mouvements désordonnés
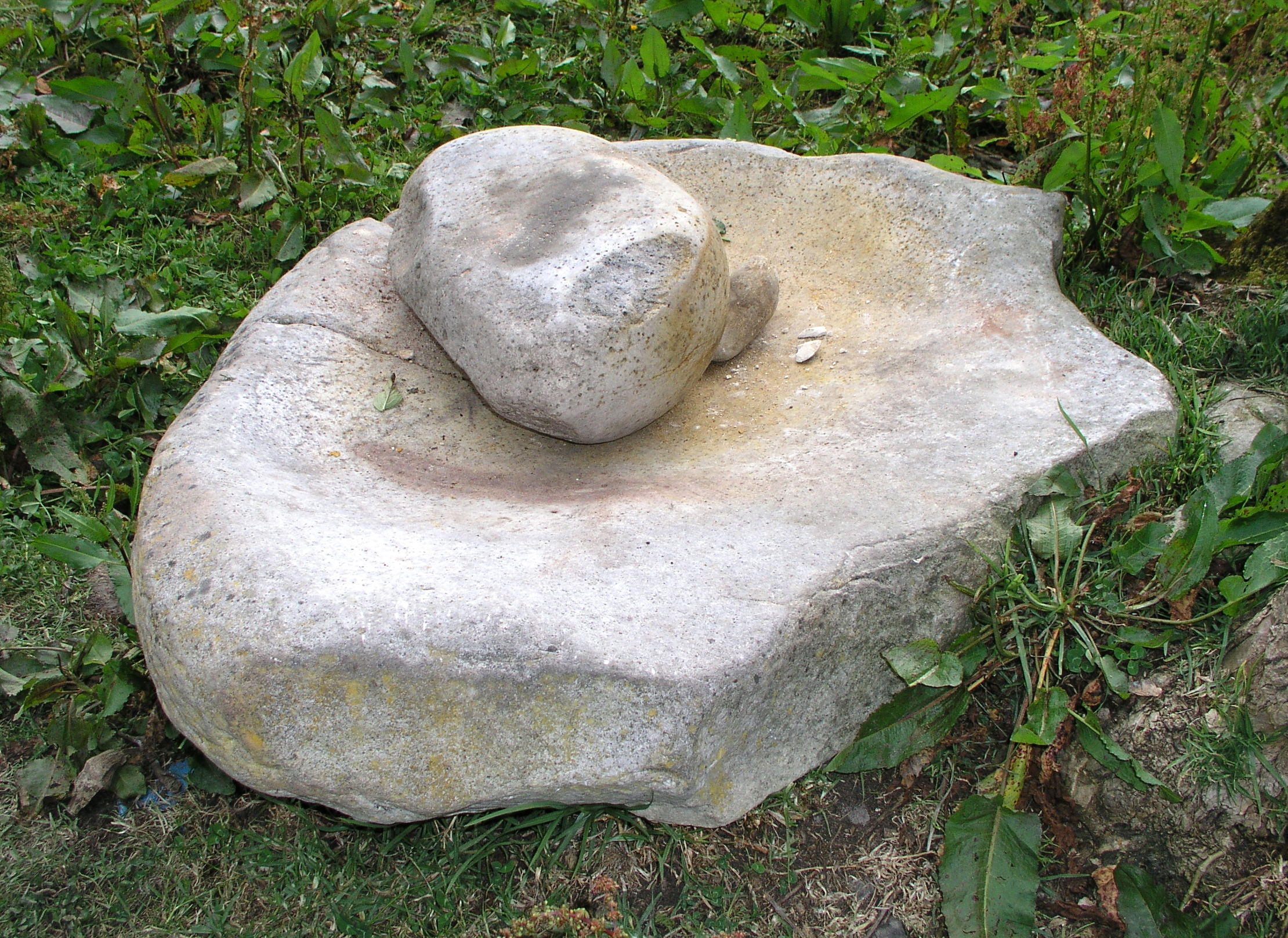
Batán de pierre (grès) du Pérou : Mouture par percussion posée
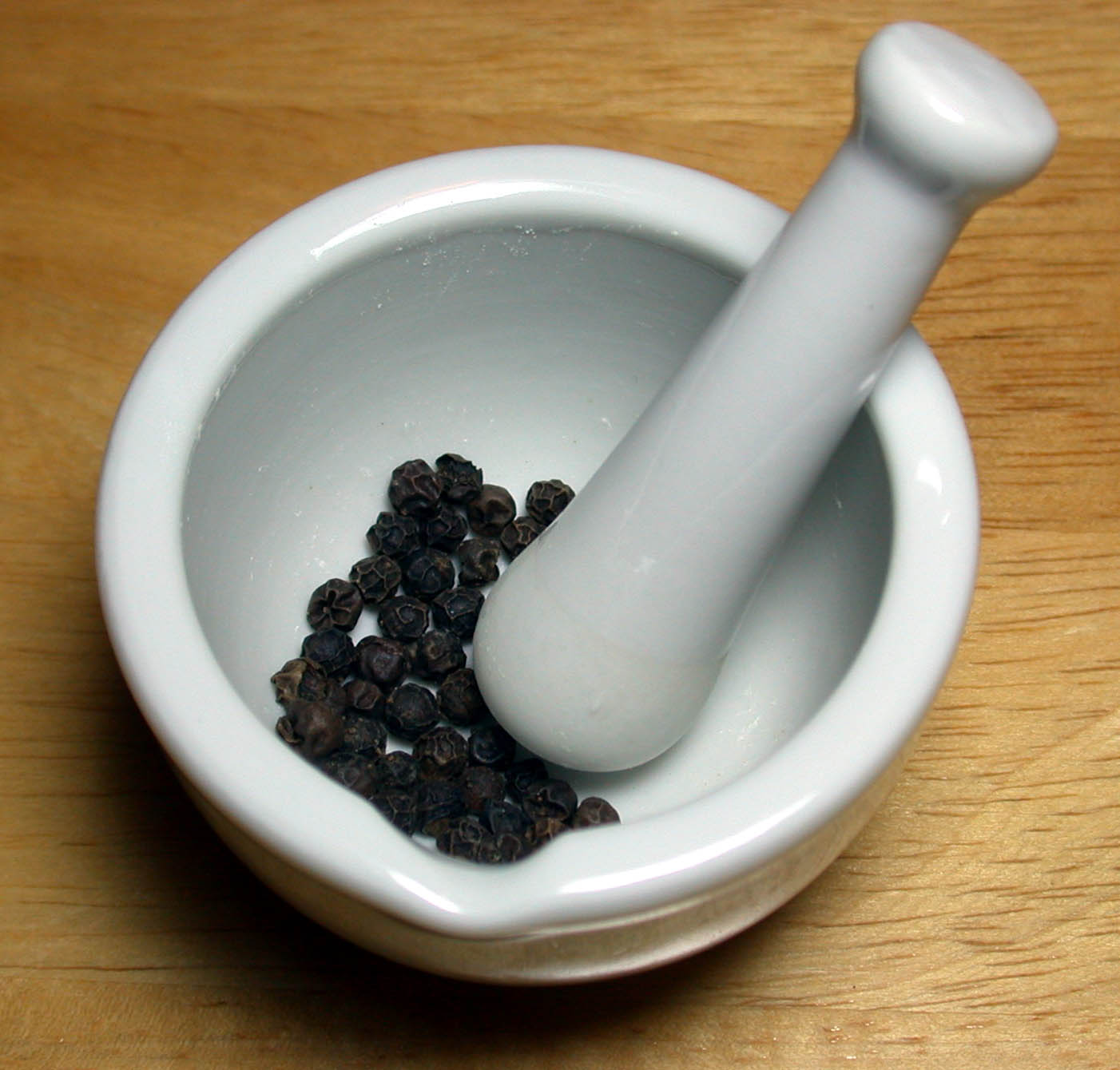
Mortier et pilon : Broyage par percussion lancée diffuse et percussion posée diffuse

### Évolution du matériel de broyage et de mouture du Paléolithique au Néolithique

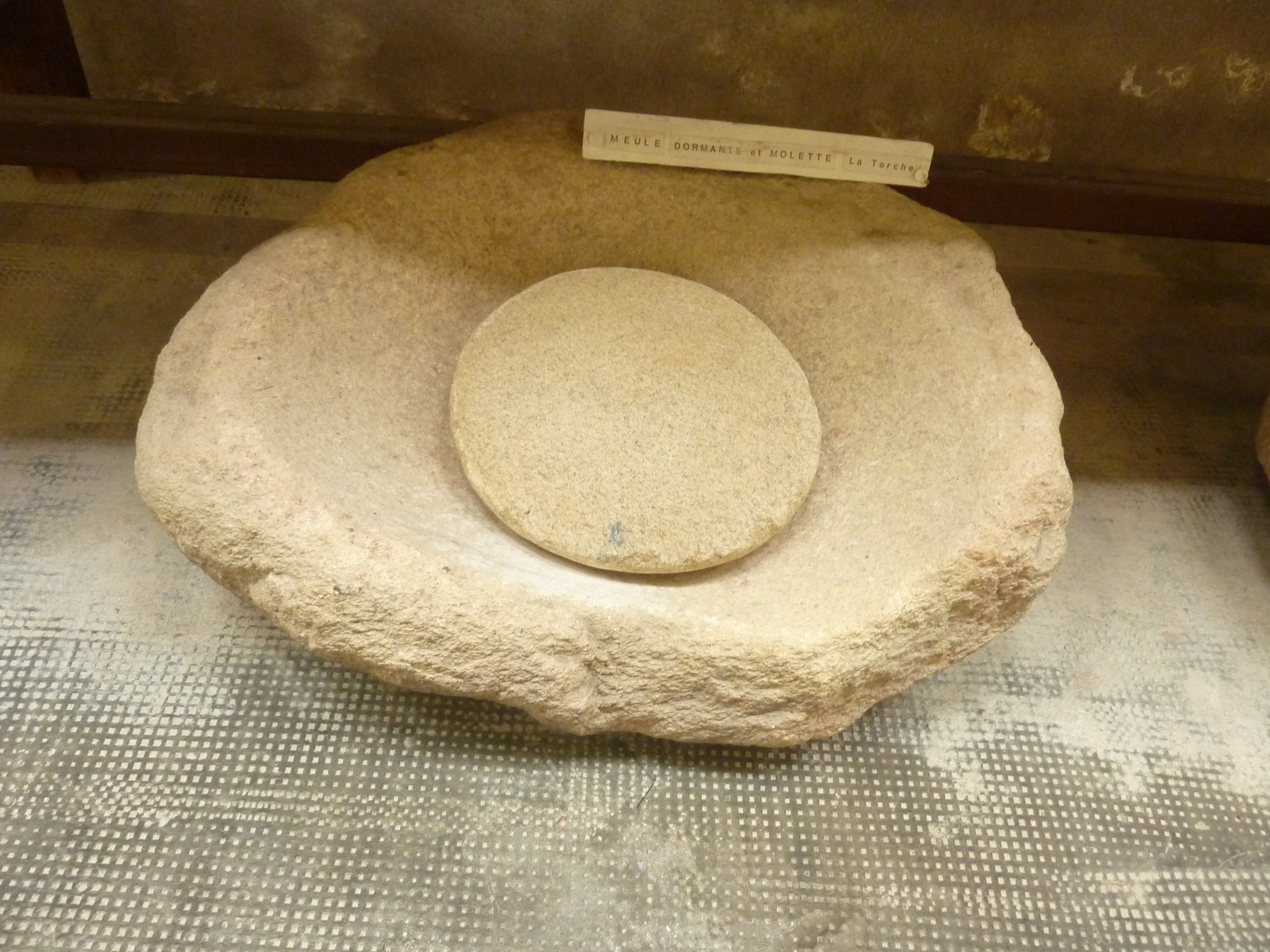
Meule dormante (partie fixe) et molette trouvées sur le site de La Torche (en Plomeur)

L’examen attentif des broyeurs du Paléolithique (galet, molette, pilon-broyeur…) permet de déterminer la nature de l’action exercée sur la matière et le geste accompli ; la fonction de l’outil peut alors être précisée, ainsi que l’activité à laquelle il a participé.

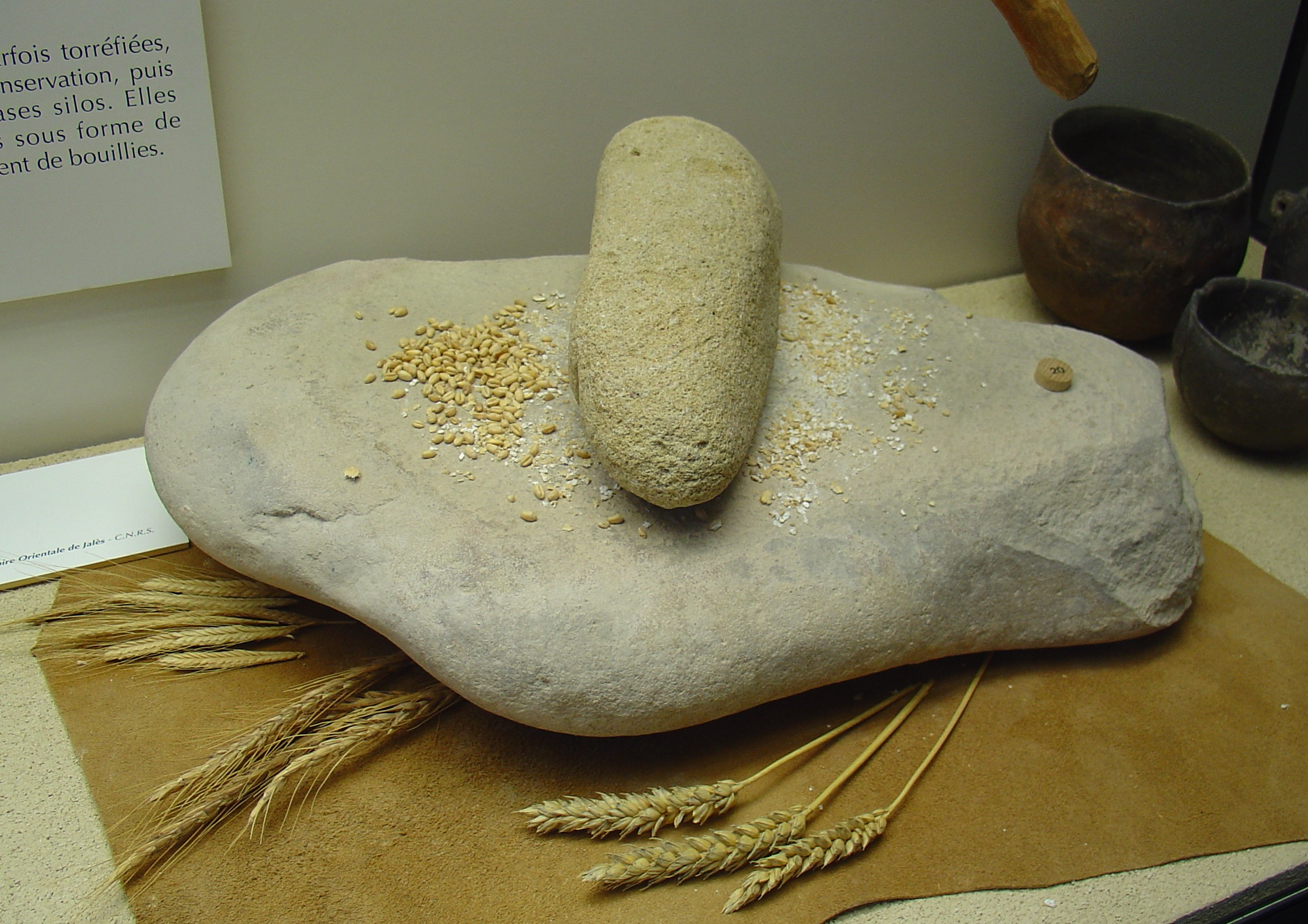
Meule et broyeur du Néolithique

L’homme de Néandertal utilisait déjà des outils sommaires pour écraser différentes substances, comme l’atteste la présence de broyeurs rudimentaires à la fin du Moustérien et de meules au Châtelperronien. À partir de l’Aurignacien (vers 38 000 ans), l’homme de Cro-Magnon utilise régulièrement meules, broyeurs allongés et molettes circulaires. Ce matériel se diversifie à partir du Gravettien (vers 29 000 ans), avec l’apparition de nouveaux types d’outils tels que meules-mortiers et pilon-broyeurs.
À la fin du Paléolithique, les meules de Wadi Kubbaniya (Moyen-Orient, 19 000 avant le présent) sont impliquées dans des processus alimentaires et associées à des résidus de plantes tubéreuses dont on sait qu’il faut absolument les moudre avant de les consommer, soit pour en extraire les toxines (Cyperus rotundus, un souchet), soit pour faire disparaître la texture fibreuse qui les rendrait indigestes (Scirpus maritimus). Les rhizomes de fougères et la chair du fruit du palmier doum, également retrouvés sur ce site, gagnent à être moulus pour améliorer leurs qualités nutritionnelles ; ils venaient ainsi compléter l’alimentation carnée des chasseurs-cueilleurs. La mouture de graines d’orge ou d’avoine était pratiquée à la fin du Paléolithique supérieur (Franchthi) ou du Kébarien (Ohalo II, 19 000 avant le présent).
Avec l'amélioration de l'outillage, la matière est de plus en plus finement broyée, mais on ne peut parler de mouture que lorsqu'elle devient une véritable poudre. Ainsi, les hommes du Paléolithique supérieur européen dissociaient déjà broyage et mouture comme l'atteste l'apparition à cette époque des premières dalles à moudre utilisées avec des broyeurs ou des molettes. Si la mouture de céréales sauvages n'est pas attestée pour les débuts du Paléolithique supérieur, du moins en Europe, il n'est pas interdit de penser que la mouture d'autres matières végétales (glands, noix, noisettes...), animales (graisse) se pratiquait déjà pour les réduire en pâte avant cuisson. De même, il est probable que les hommes utilisaient à cette époque des meules à des fins techniques, pour écraser des substances minérales (colorants) et certaines fibres végétales ou animales pour une utilisation technique.

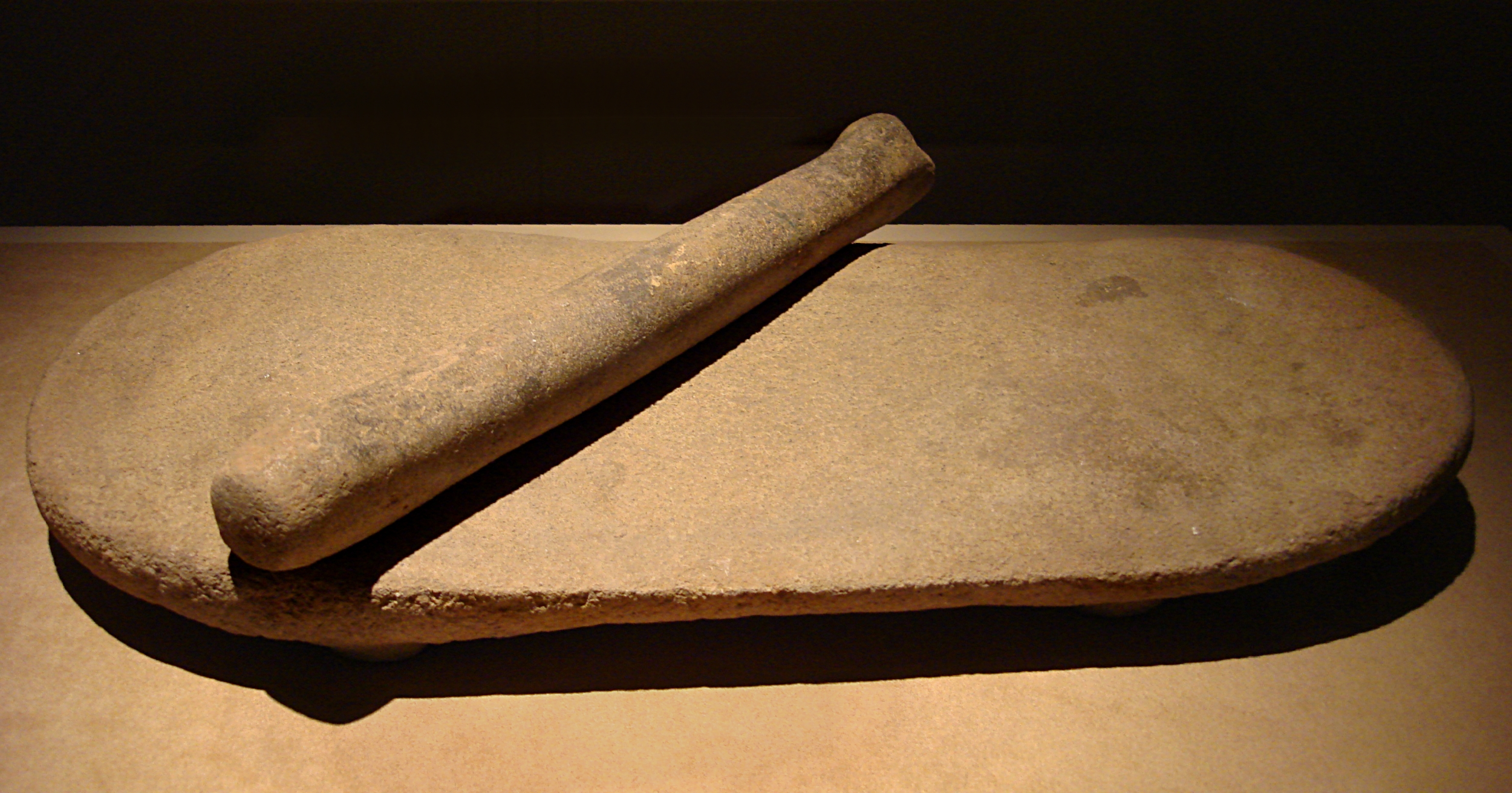
Dalle à moudre avec rouleau servant de molette Culture de Peiligang (5500 – 5000 av J.C), Xinzheng

Au Mésolithique, puis au Néolithique, avec la domestication des plantes, un matériel de broyage, de pilage et de mouture entièrement façonné et de beaucoup plus grandes dimensions fait son apparition. À partir du Natoufien, plusieurs types de meules peuvent se côtoyer, telles que des meules profondes « en forme d'auge » ou des meules plates, ce qui témoigne d'une spécialisation de leur fonction. Au Proche-Orient, le pilon-broyeur commence à être façonné à partir du Kébarien et du Natoufien. Il évolua progressivement vers le pilon lancé qui est un objet lourd, généralement en bois. Ce type de matériel subsiste encore de nos jours dans de nombreuses régions, comme en Éthiopie pour la mouture du mil.

L’apparition des meules plates et allongées au Natoufien (Abu Hureïra sur l’Euphrate) daterait du IXe millénaire av. J.-C.. Elles présentent des surfaces actives plus importantes et marquent l’apparition d’un nouveau geste, celui de la mouture exercée d’avant en arrière, à deux mains et qui implique une nouvelle posture du corps, agenouillé devant la meule. L’apparition des grandes meules asymétriques et façonnées (Mureybet, Cheikh Hassan, vers 10 000 BP) aboutira aux meules « en forme de selle » connues encore aujourd’hui avec le metate.

## Les meules «à force de corps»
Jusqu'à l'invention du moulin à eau, les moulins ont fonctionné « à force de corps », c'est-à-dire en utilisant la force motrice des animaux ou des hommes.

### Le metate, meule dormante du Mexique

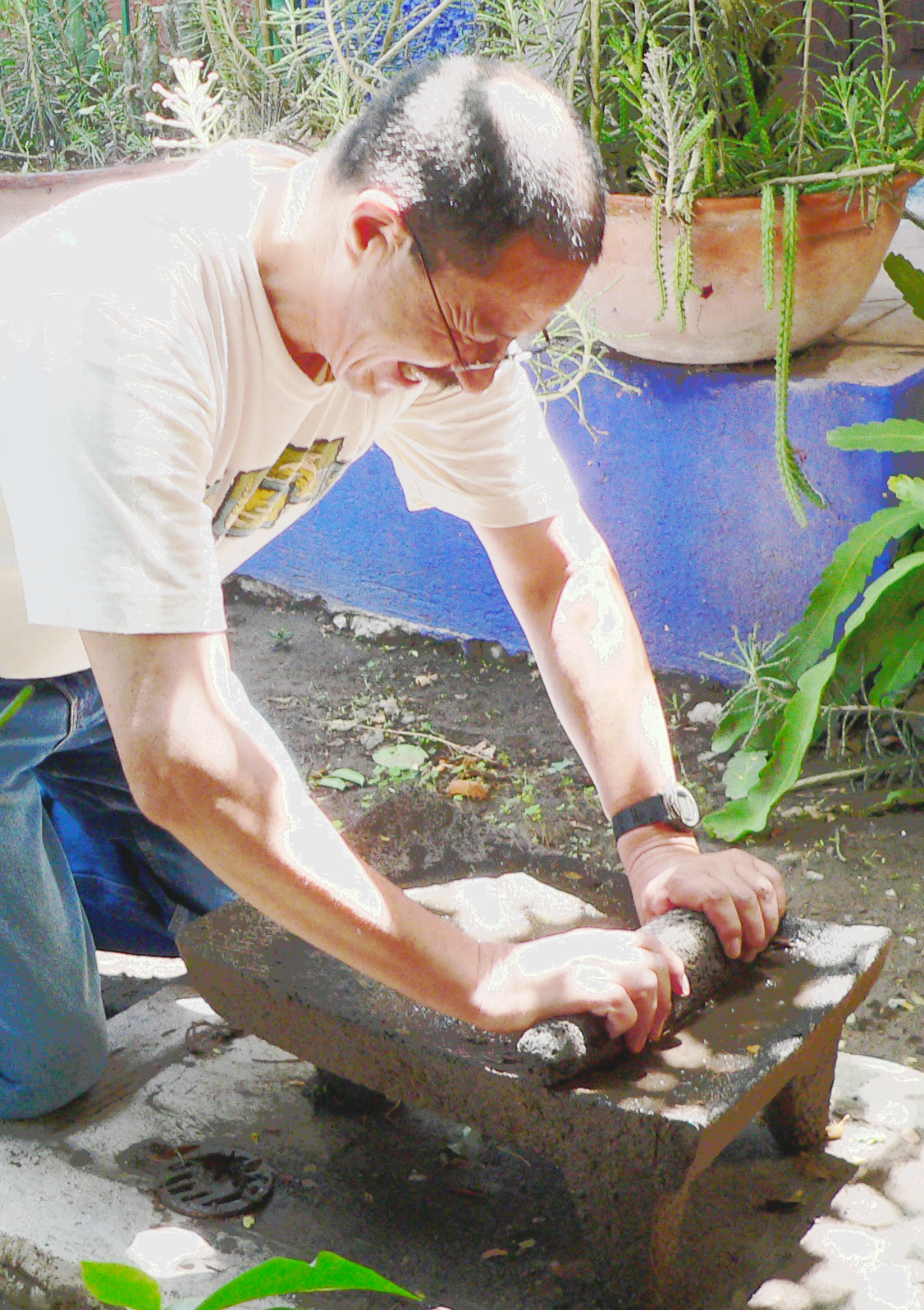
Metate mexicain

Dans un système de mouture, on appelle meule dormante ou meule gisante la partie qui reste immobile pendant l'opération de mouture et qui se trouve généralement en position inférieure. Ce terme s'oppose à meule courante ou meule mobile qui, comme son nom l'indique, est animée d'un mouvement à la surface de la précédente.
Le metate est une meule dormante de pierre, d’usage domestique, qui sert à moudre le maïs. Utilisée depuis plusieurs milliers d’années (environ 3000 av. J.-C) dans l’aire culturelle de la Mésoamérique, son nom provient du nahuatl « metatl ».
Les meules actuelles sont monolithiques, le plus souvent en basalte, apodes ou tripodes, rectangulaires et légèrement concaves sur la surface de mouture. Ces meules sont associées à une molette, saisie à deux mains, appelée « mano », dont la dimension dépasse généralement la largeur de la meule et qui est actionnée en un mouvement rectiligne alternatif. Sur les meules tripodes, l’un des pieds est légèrement plus haut que les deux autres ce qui donne une inclinaison à l’ensemble, l’utilisateur se plaçant devant la partie la plus haute.
La fabrication des meules est un travail essentiellement masculin. À l'époque préhispanique, les meuliers n'utilisaient que des outils en pierre : cette pratique persista dans certains villages jusqu'au milieu du XXe siècle. L'utilisation d'outils en métal, hérités probablement des tailleurs de pierre de construction, permit d'utiliser les basaltes les plus durs donnant des meules d'une durée de vie supérieure à trente ans. Si la fabrication de meules apodes à partir de blocs de pierre naturellement polis dans le lit d'une rivière était autrefois à la portée de nombreux paysans, l'élaboration de metates tripodes requiert une spécialisation artisanale.
La mouture occupe une place prépondérante dans la cuisine rurale mexicaine. On peut moudre à sec, mais très peu de recettes sont réalisées de cette façon : on réduit en poudre du café torréfié, du maïs ou des haricots grillés, du sel, des pains de sucre ainsi que du cacao. Mais la plupart des préparations nécessitent une mouture à l’eau. On moud ainsi des fruits pour en faire des jus, des haricots ou des légumes bouillis, les ingrédients de diverses sauces pimentées et surtout le maïs pour confectionner des galettes (tortillas) qui constituent la base du repas. Ces dernières sont confectionnées à partir de nixtamal, c’est-à-dire de grains de maïs sec cuits avec de la chaux, puis rincés à l’eau, ce qui ramollit les grains et permet d’obtenir une pâte. Le maïs ou le nixtamal peuvent être moulus pour des préparations autres que les galettes : tamales, pozole, atole, pinole, masa, avec des variations dans la finesse de la mouture selon l'utilisation.

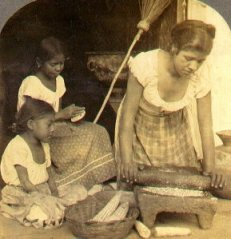
Fabrication des tortillas au Salvador vers 1900

L’usage du metate est exclusivement féminin et, en pays mixtèque, le lieu où se trouve la meule est un espace réservé aux femmes. Un couple acquiert, ou se voit souvent offrir une meule au moment d’établir son foyer. Cette acquisition représente une dépense majeure dans la vie d’un paysan mixtèque comme en témoignaient déjà des testaments de nobles et de riches paysans du XVIe siècle – XVIIIe siècle dans lesquels figuraient des metates.
La fabrication des tortillas quotidiennes se fait à partir de pâte de maïs suffisamment humidifiée, qui ne peut donc pas être conservée, à la différence de la farine. Cette caractéristique technique explique sans doute le fait que les metates domestiques n’aient pas été remplacés il y a plusieurs siècles par des moulins, comme en Europe. Lors des guerres du XIXe siècle et de la Révolution de 1910, les armées mexicaines étaient accompagnées de femmes et de metates pour assurer l’intendance ; la conquête espagnole n’a pas eu pour effet de remplacer les tortillas par le pain, bien au contraire. À la fin du XIXe siècle les propriétaires des grandes plantations introduisirent les moulins à moteur pour le maïs, ce qui eut pour conséquence de libérer la main d’œuvre féminine pour les champs. À partir de 1920, des moulins électriques apparaissent dans les campagnes et sont la propriété de municipalités, de coopératives ou de privés. Pourtant les meules dormantes sont toujours utilisées et font encore partie du patrimoine rural du Mexique.

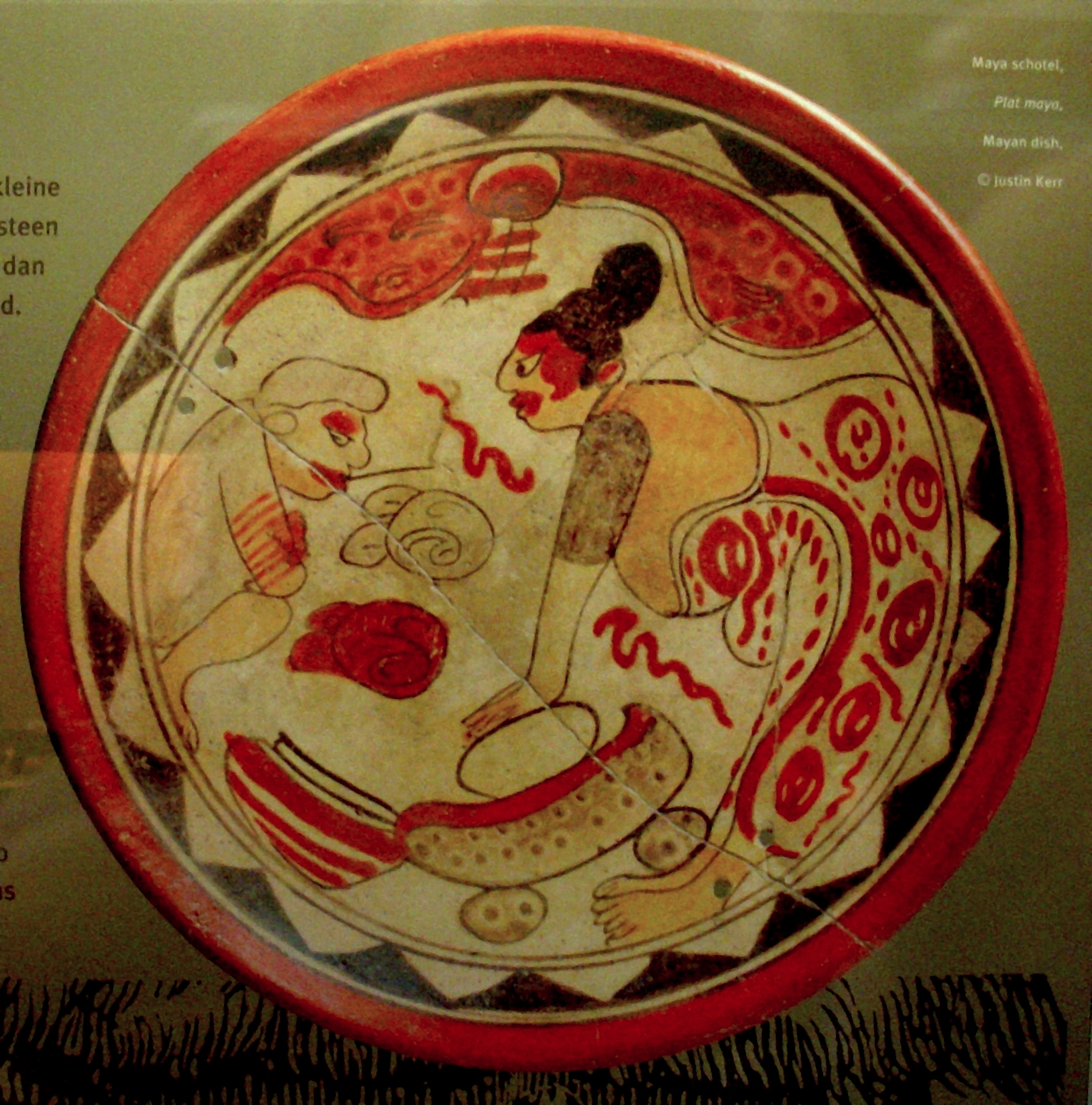
Plat maya figurant l'utilisation d'un metate pour broyer les fèves de cacao. Musée du chocolat, Bruges
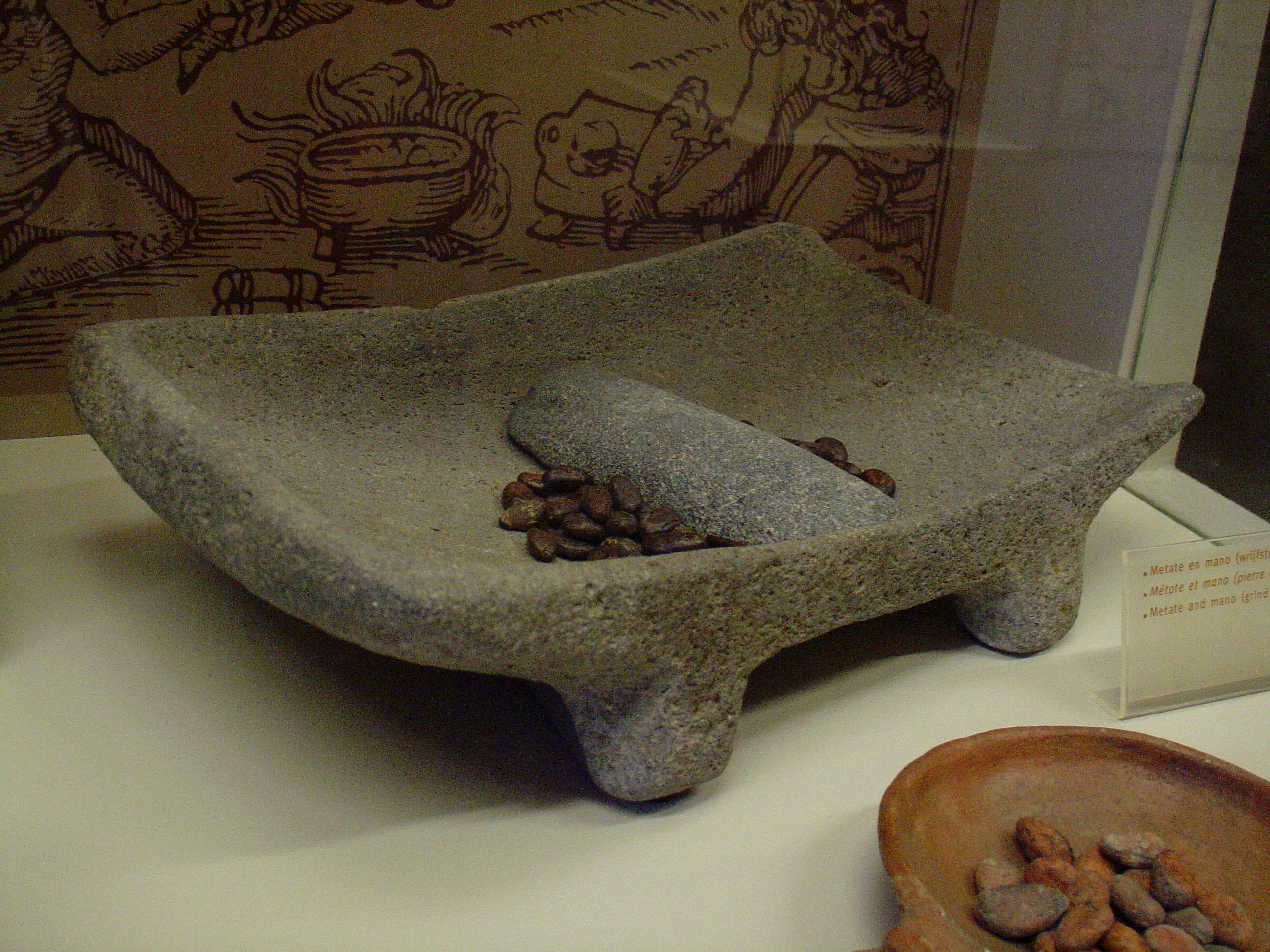
Metate et mano datant de la période maya. Musée du chocolat, Bruges
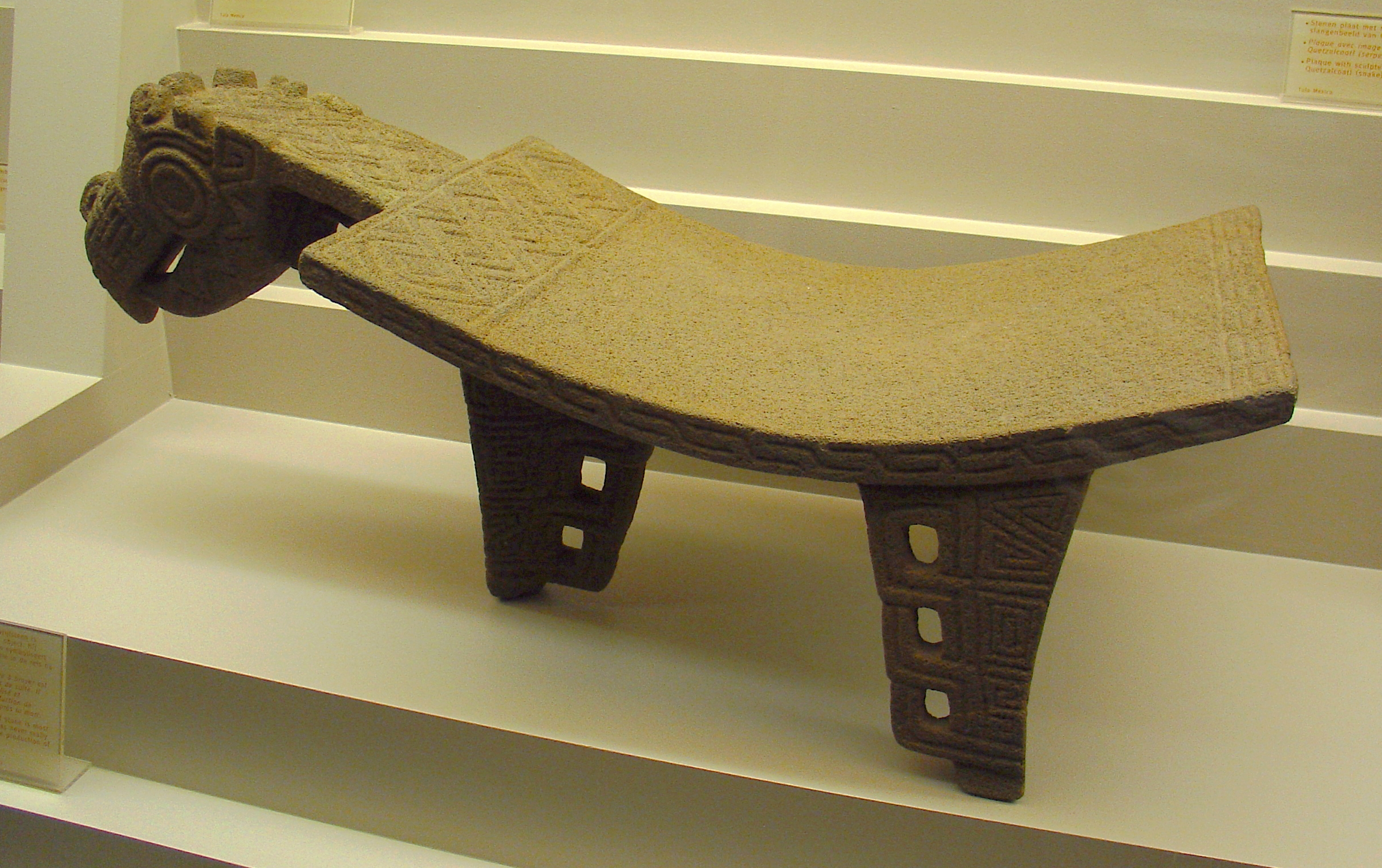
Metate funéraire du Costa Rica Musée du chocolat, Bruges
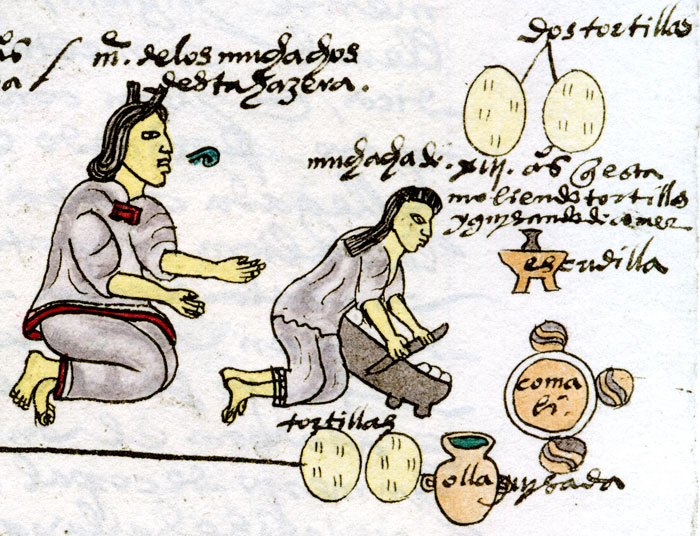
Mère aztèque apprenant à sa fille à préparer des tortillas. Codex Mendoza
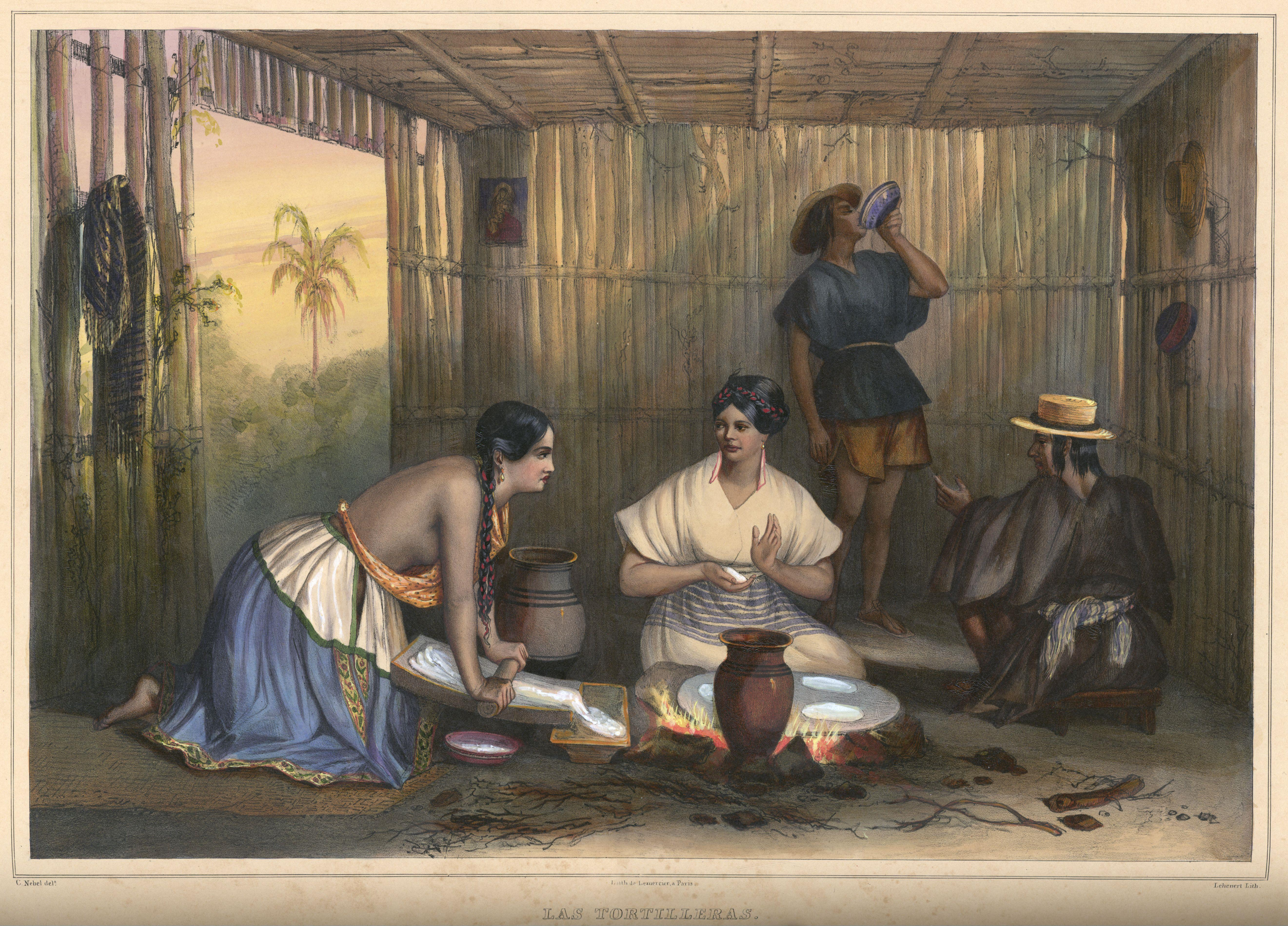
Las Tortilleras (Les faiseuses de tortillas). Lithographie colorée à la main, Mexique, début du XIXe siècle

### Le moulin à trémie d’Olynthe

Moulin à trémie d'Olynthe :
1. Pivot 2. Levier 3. Meule courante avec trémie
4. Meule gisante 5. Table

La ville d’Olynthe fut détruite en -348 par Philippe de Macédoine ; le nom de « meule d’Olynthe, broyeur d’Olynthe, moulin d’Olynthe » est désormais attaché à ce type de moulin, qui représente une véritable mutation technique. C'est au Grec Konstantinos Kourouniotis que l'on doit en 1917 l'élucidation du fonctionnement de la meule à trémie, qui joua un si grand rôle dans la Grèce antique.
Dans le moulin olynthien, la meule inférieure (meule dormante (4)) est de type rectangulaire, posée sur une table (5) ; elle mesure entre 0,42 m et 0,65 m de longueur, 0,36 m à 0,54 m de largeur pour 0,08 à 0,25 m d’épaisseur. Le broyeur, qui constitue la meule supérieure (meule courante (3)), est le plus souvent de forme rectangulaire, parfois ovale, et présente en son centre une trémie parallèle aux longs côtés et destinée à recevoir le grain à moudre. Ce broyeur est surmonté d’un axe horizontal fixé d’un côté sur la table à un pivot (1), l’autre extrémité étant actionnée par un ouvrier dans un mouvement de va-et-vient horizontal de ce levier (2). Le moulin d’Olynthe présente donc un début de mécanisation, les meuniers sont désormais debout et le travail est facilité.
Ce type de moulin apparaît certainement dès le début du Ve siècle av. J.-C. Son usage paraît courant dans le monde grec au IVe siècle av. J.-C., de la Macédoine au Péloponnèse et fut adopté jusque dans les îles d’Asie mineure, en Égypte et en Syrie actuelle, et se prolonge jusqu’au Ier siècle av. J.-C., parfois plus tard comme le suggèrent les fouilles de l’Agora d’Athènes. L’importance de ce type pour le monde grec a été confirmée par la découverte, en 1967, de 22 moulins à trémie dans la cargaison d’un navire naufragé au large de Kyrénia, daté de la fin du IVe siècle av. J.-C. Un accroissement de la demande a sans doute entraîné une standardisation dans la fabrication et une spécialisation des centres de production. C’est ainsi que les meules plates d’Argolide, en andésite et rhyolite, sont fabriquées à partir de carrières locales (Isthme de Corinthe, golfe Saronique) et les broyeurs proviennent de carrières plus lointaines (îles de Nysiros, Mélos).
L’usage de ce type de moulin ne se limitait pas à la mouture des céréales comme le suggèrent les découvertes de Thasos ou du Laurion : il était alors utilisé pour broyer le minerai, de manière à le calibrer en vue de sa sélection ultérieure par lavage. Il est même possible qu’il soit apparu dans les mines du Mont Pangée. Le texte d’Agatharchidès sur les mines d’or d’Égypte au Ier siècle av. J.-C., transmis par Photius et Diodore, évoque un moulin avec un levier :
« Les femmes et les hommes plus âgés reçoivent alors ce minerai concassé à la dimension de petits pois, le jettent dans les meules, en files nombreuses, deux ou trois personnes se tenant debout à chaque levier et le moulent. » La version de Photius précise « de part et d’autre » du levier.

### La meule rotative
On parle aussi de « meule à main », « meule à bras », « moulinet » ; et en latin « molendinum bracchis » ou « molendinum manuale ».
Selon de Barry, la plus ancienne meule circulaire en pierre a été mise au jour dans les ruines de la ville d’Olynthe : il s’agit de la meule d’un moulin à huile et non d’un moulin à farine. Les historiens Marie-Claire Amouretti et Georges Comet mettent en avant le fait que ces meules sont antérieures aux premiers exemples de moulins circulaires à grains que nous connaissons. C’est donc probablement par la fabrication de l’huile que s’est introduite la première machine à écraser par rotation. Puis suivront les céréales et d’autres fruits et graines.
Il semble que le moulin rotatif soit apparu à la fin du Ve siècle av. J.-C. et qu’il soit directement issu de tentatives de perfectionnement du moulin d’Olynthe. André Leroi-Gourhan précise que « la transformation du mouvement rectiligne alternatif en un mouvement circulaire-continu mène à une autre forme de moulin. » Les auteurs ne s’accordent pas sur son origine géographique, située pour certains « vers Carthage et la région syro-égyptienne », « simultanément en Espagne, et en Angleterre » pour d’autres et alors même qu’on en trouve en Chine au Ier siècle av. J.-C.. Selon L.A. Moritz, le moulin à grains rotatif n'apparaîtrait qu'au IIe siècle av. J.-C. Il fonde sa démonstration sur les textes latins, en particulier ceux de Plaute et de Caton, et fixe l'introduction de ce type entre le moment de la mort de Plaute en -184 et celui de la composition du De agri cultura, vers -160.
Selon la morphologie des meules de ces moulins rotatifs actionnés manuellement, il est possible de distinguer plusieurs types de moulins en Europe.
Le moulin celtique est formé de meules massives, à profil extérieur conique avec des surfaces actives des pierres quasi planes.
En Dacie, entre le Ier siècle av. J.-C. et le Ier siècle, le moulin celtique évolue vers un type intermédiaire formé de deux meules superposées et intégrées, disposant d’un orifice d’alimentation trilobé. La conicité accentuée des surfaces intérieures des meules assure un écoulement accéléré des graines par l’effet de la gravité, mais la qualité de la farine ainsi obtenue reste médiocre. D’autre part, l’effort pour actionner la meule courante est important. Le profil des meules les rend plus difficiles à tailler, impose une standardisation des meules, et explique leur diffusion et leur maintien dans une région donnée. Certains exemplaires présentent des meules plus aplaties, à conicité très réduite, qui diminue la masse de pierre. La vitesse de rotation devient plus élevée, ce qui permet de bénéficier d’un effet gyroscopique supérieur, mais impose aussi l’installation d’un système de griffes fixées à l’aide de plomb fondu, sur le côté supérieur de la meule mobile, pour maintenir celle-ci autour du pivot.
Avec la romanisation, on assiste à la généralisation d’un moulin à main perfectionné sous le rapport du volume, par l’augmentation du diamètre et la diminution de la hauteur et du poids. Le profil des meules s'aplatit et certains perfectionnements font leur apparition, comme le système de cale supérieure pour centrer la meule mobile sur le pivot. On constate également l’apparition d’un dispositif de réglage de la distance entre les meules (l’anille), qui permet de contrôler la qualité du broyage (Ier siècle av. J.-C.), et des rayons creusés sur la meule peuvent accentuer l’abrasivité naturelle de la pierre. Des évolutions ultérieures, comme l’installation du levier double ou l’utilisation d’une manivelle fixée au centre de la meule (XIVe siècle – XVe siècle) feront que ce type de moulin à bras sera utilisé dans les campagnes jusqu’au XXe siècle.
Du fait d’une usure plus rapide, ce type de meule impose une sélection des pierres plus sévère parmi lesquelles le basalte a une place privilégiée. L’essentiel des pierres utilisées à l’époque romaine semble provenir de quelques carrières. En France, les meulières du Cap d'Agde alimentent le Languedoc et la Provence ; plus au nord les carrières du Massif central (Volvic) fournissent un vaste territoire allant de l’Aquitaine aux vallées helvétiques ; enfin, à partir du val de Saône jusqu’aux confins germains, les meules viennent en majorité des carrières de l’Eifel (Mayen).
En Europe en général, le moulin à bras est resté le mode de mouture principal jusqu’à la fin de l’Antiquité, puis durant tout le Moyen Âge ; il ne commença à céder du terrain que devant les avancées des moulins à eau, puis à vent.

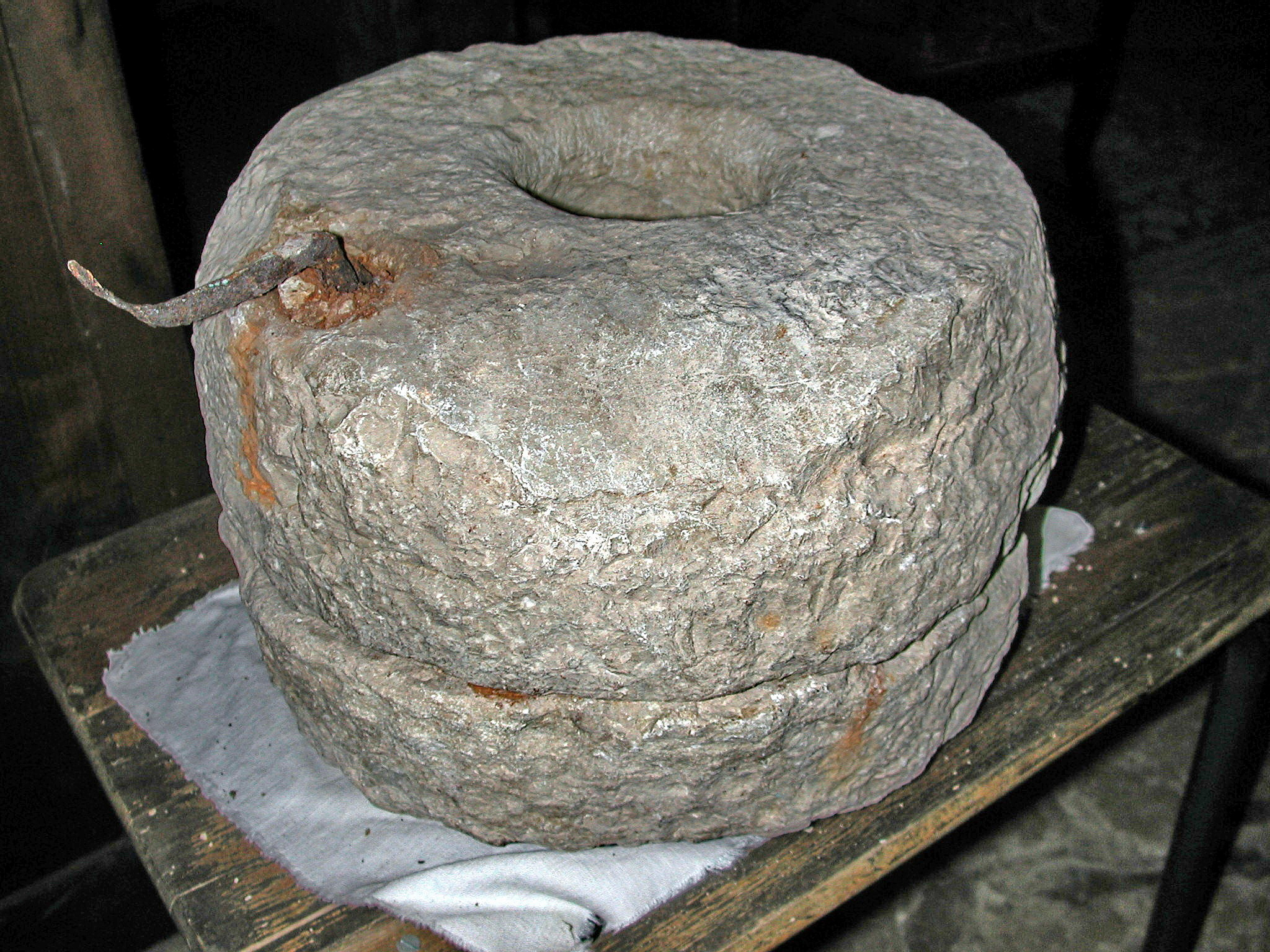
Moulin à bras de type celtique
Coupe transversale d'un moulin à bras de type celtique 1-Pivot 2-Levier 3-Meule courante 4-Meule gisante
Coupe transversale d'un moulin à bras de type dacique 1-Pivot 2-Levier 3-Meule courante 4-Meule gisante 5-Support
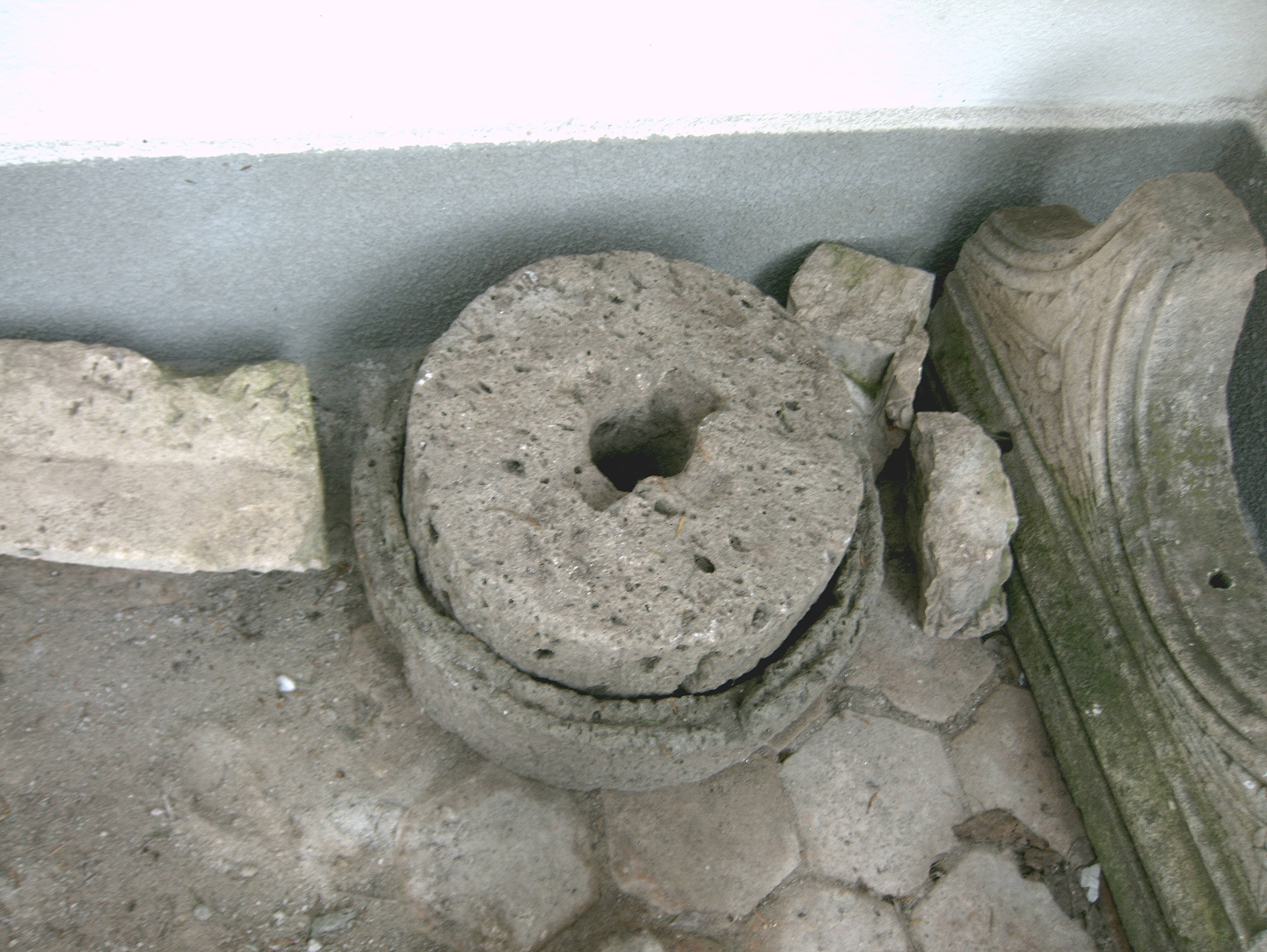
Moulin à main romain avec cale supérieure pour centrer la meule courante
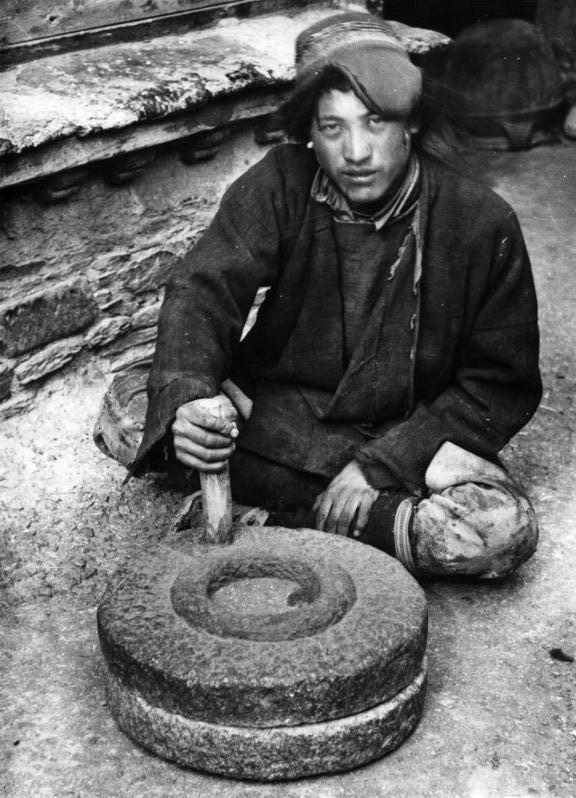
Meule utilisée au Tibet (Lhassa, 1938)
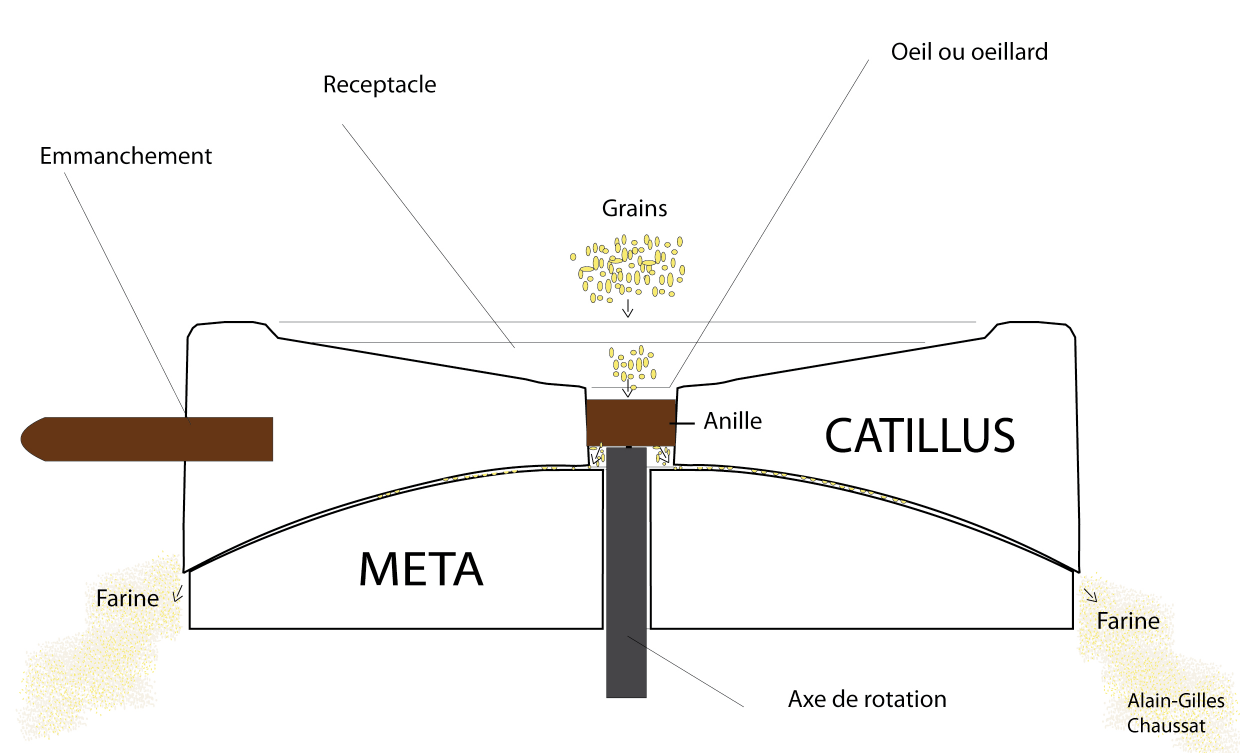
Schéma d'un moulin manuel antique en action
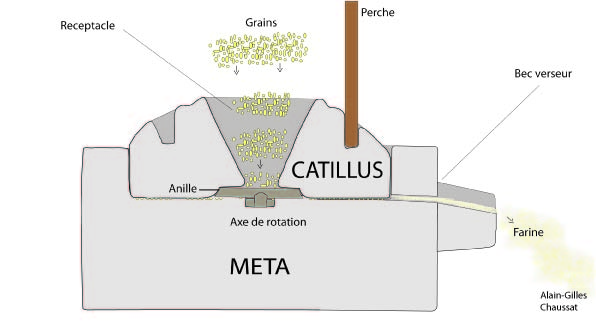
Schéma d'un moulin manuel en Auge que l'on retrouve entre le XIIIe et le XVIIIe siècle[12].

### Le moulin pompéien ou moulin à sang
Avec un diamètre limité à l'amplitude du mouvement d'un bras, soit 40 à 70 cm, le moulin à main ne pouvait produire qu'une quantité réduite de farine et se trouvait donc réservé à un usage essentiellement domestique. En augmentant le diamètre et surtout la hauteur de la meta (meule dormante) et du catillus (meule tournante), les Romains purent s'affranchir de cette contrainte avec le moulin pompéien à traction animale également appelé moulin à sang .
Dans ce moulin, la meule gisante est conique vers le haut et la meule courante a l’aspect d’un sablier dont la moitié inférieure recouvre le sommet conique de la meule dormante. La partie supérieure de la meule courante sert d'entonnoir et un léger écartement est maintenu entre les deux meules. La meule courante pivote autour d’un axe de bois enfoncé dans la meule dormante et c’est grâce à sa suspension sur cet axe que l’écartement des deux meules se trouve assuré. Ce type de meule pouvait être mû soit par deux ou quatre hommes, soit par des manèges d’animaux d'où son nom de mola asinaria, littéralement « moulin à âne ».
On trouve un exemple de ce type de meule dès l’époque classique pour broyer le minerai dans les mines du Laurion, sans qu'elle détrône la meule à mouvement alternatif, pourtant moins efficace. Malgré ses qualités, elle ne se diffusa réellement que plus tard dans le monde romain. On en a retrouvé dans tout le bassin méditerranéen, mais jamais en très grand nombre, Italie exceptée. Son coût très élevé, 1250 deniers au Bas-Empire contre 250 pour des meules à main, réservait son utilisation aux minotiers et aux boulangers. Pour la Gaule, on en connaît à Lyon, Saint-Raphaël, Paris, Amiens, Clermont-Ferrand, qui ont tous été façonnés dans des basaltes tirés de l'Eifel, de Volvic ou du cap d'Agde.
Au cours du Bas-Empire, le moulin à âne recula pour disparaître probablement après le Ve siècle sous l'effet de l'expansion du moulin à eau, puis à vent, sauf en Sardaigne où il se maintint jusqu'au XXe siècle.

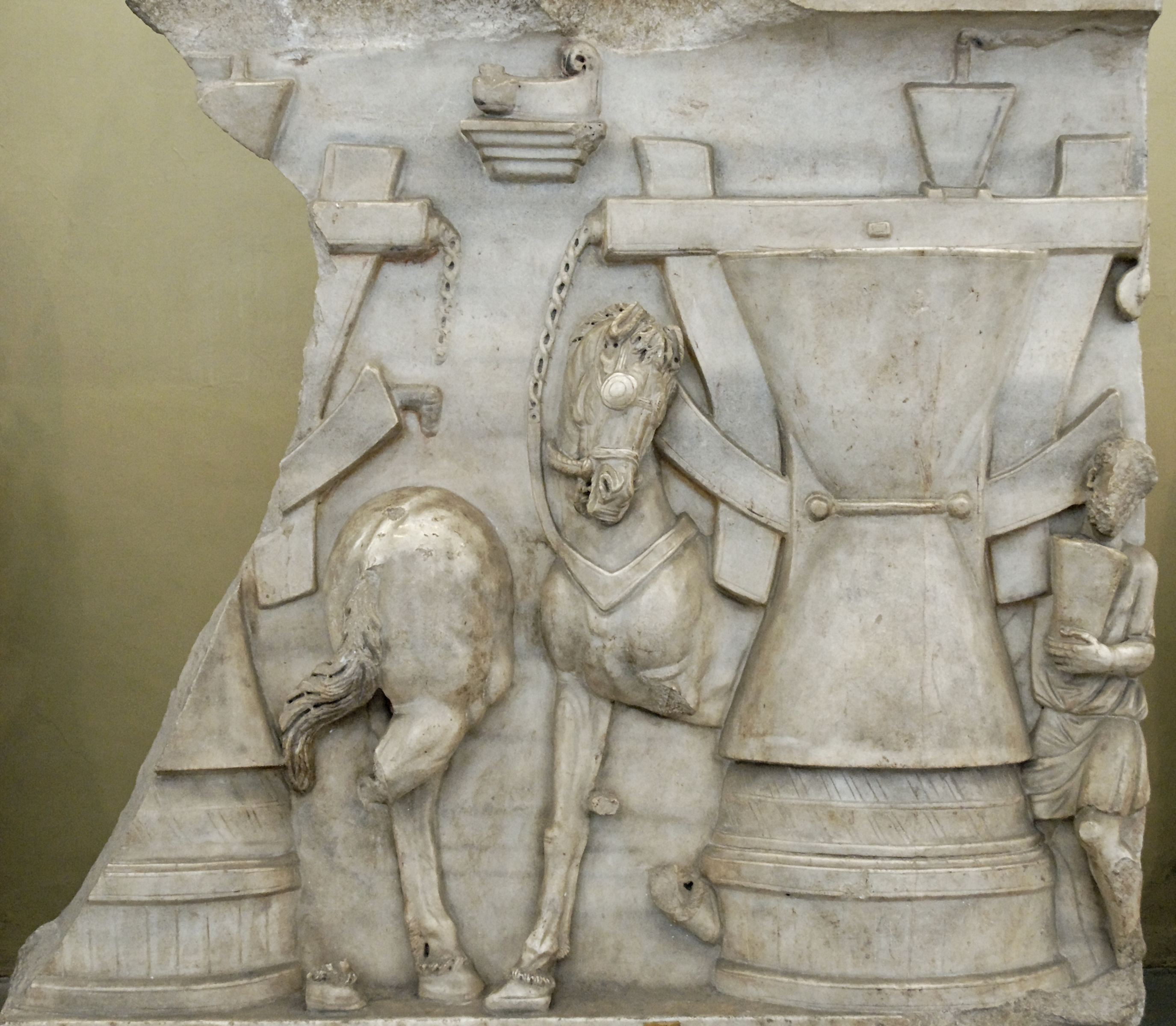
Moulin à broyer d’époque hellénistique actionné par un cheval. Détail d'un sarcophage romain du IIIe siècle. Musées du Vatican
Schéma de principe du moulin à broyer 1-Pivot 2-Charpente d’attelage 3-Meule courante 4-Meule gisante
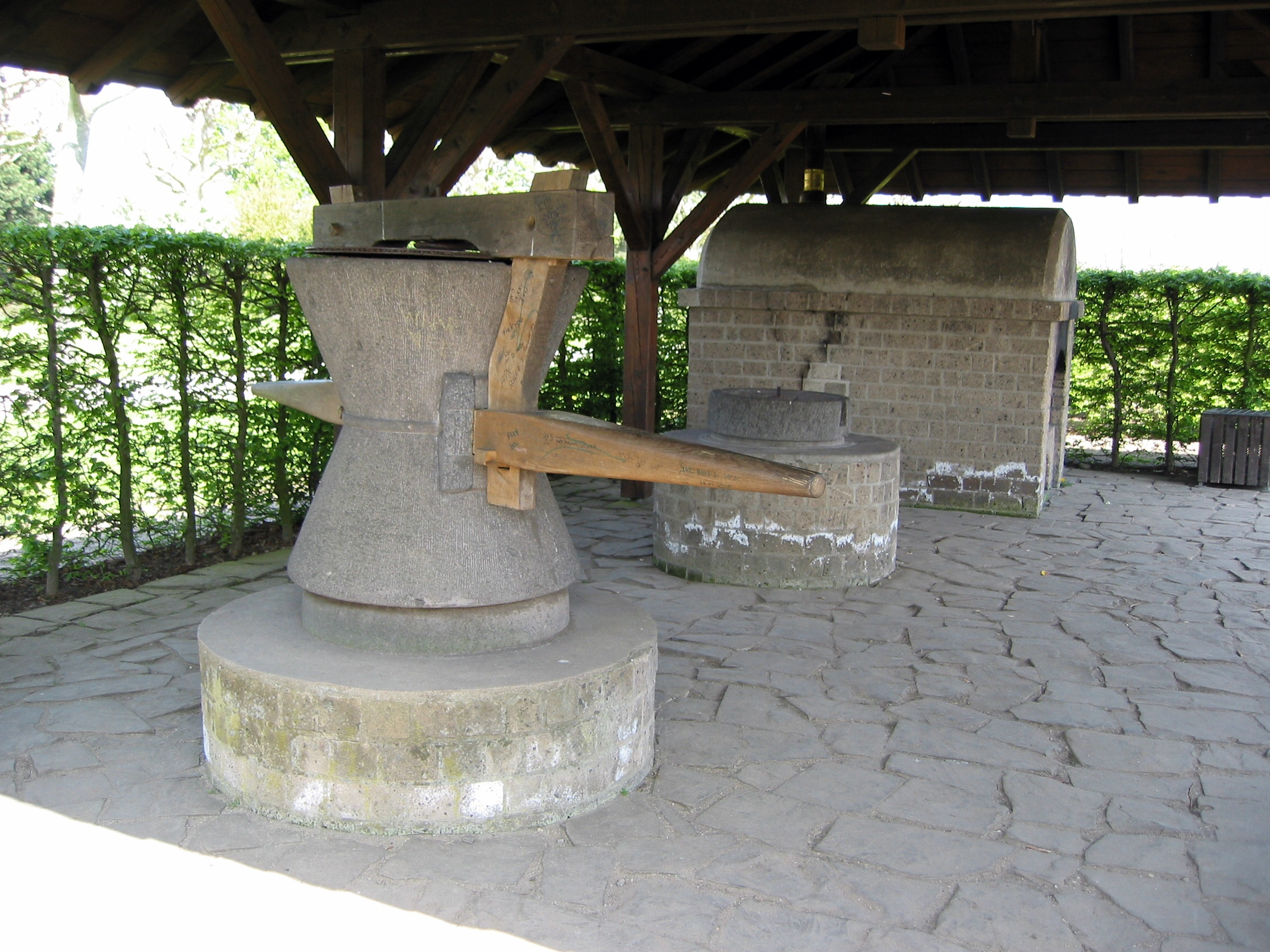
Moulin à blé. Parc archéologique de Xanten
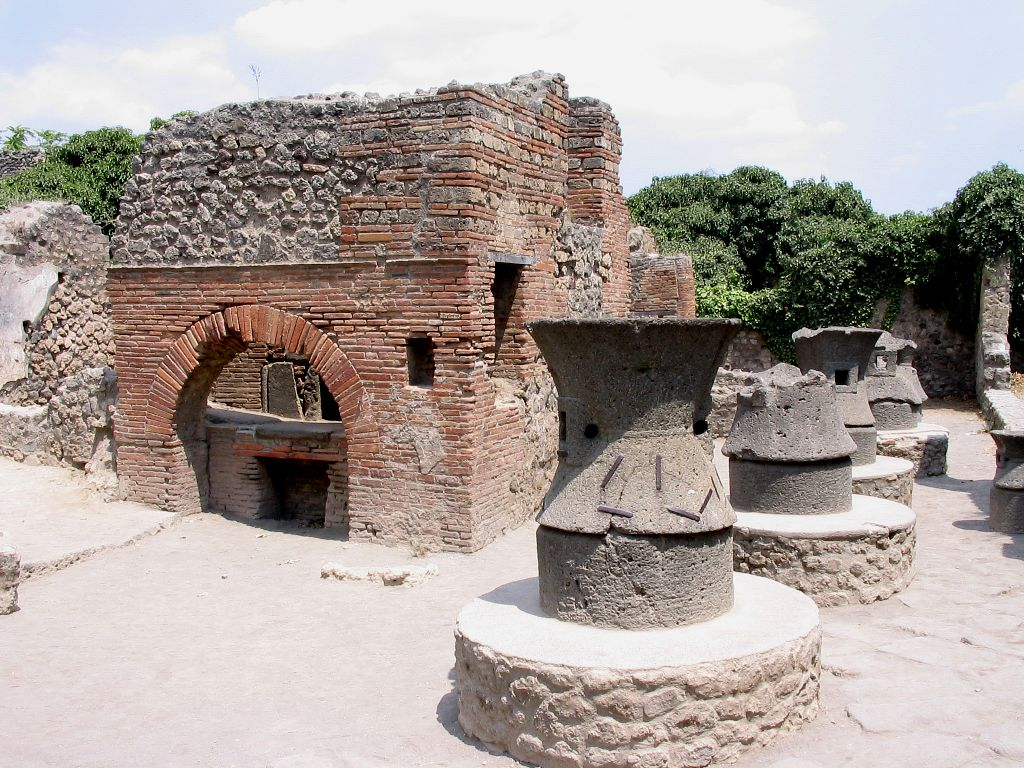
Meules constituées de deux éléments en lave volcanique[16]. Boulangerie de Pompéi.
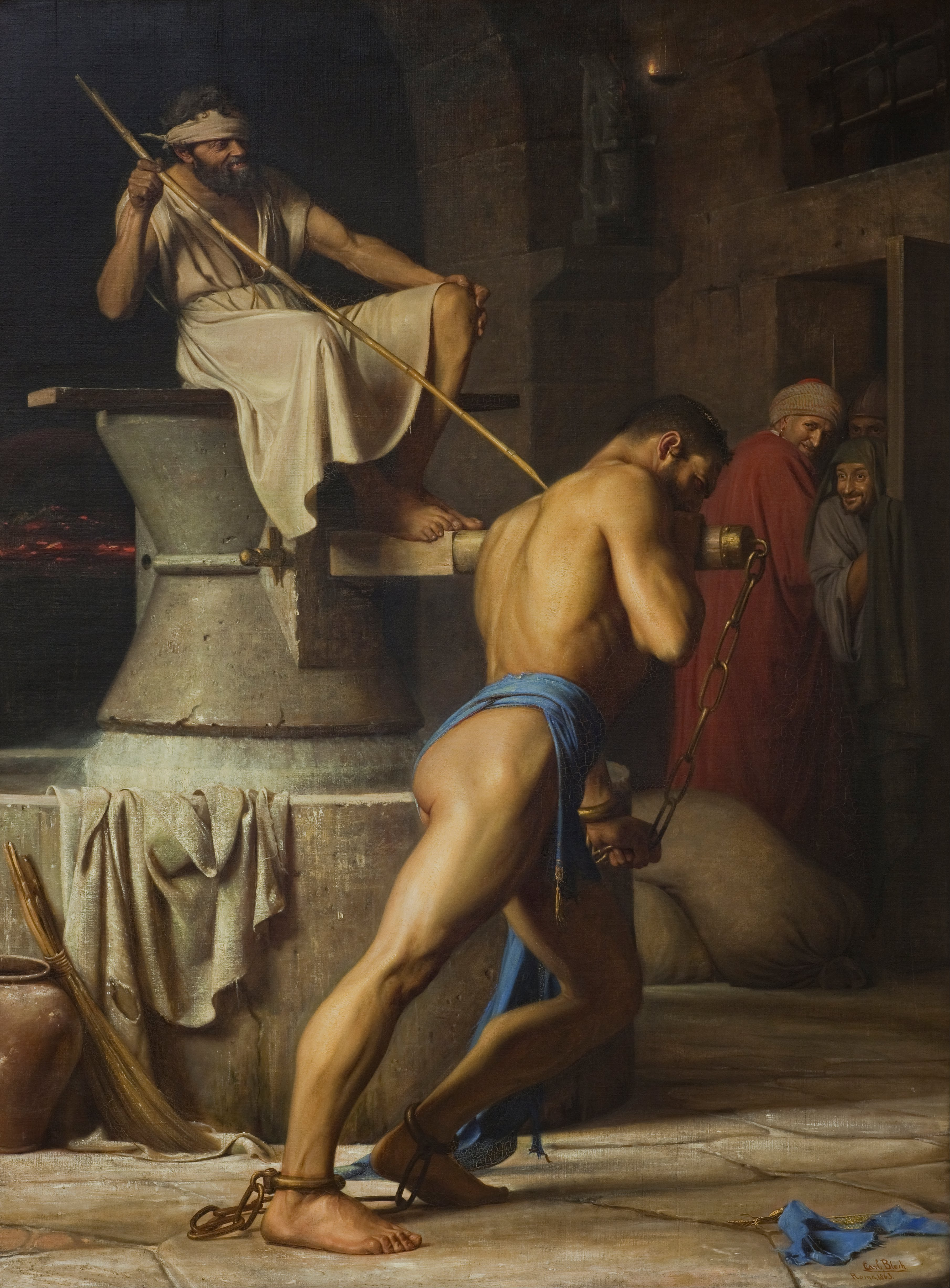
Samson prisonnier des Philistins tourne la meule de la prison, Carl Bloch (1863)

### Le trapetum romain
À l’époque hellénistique apparaît également le broyeur à olives que les Romains appelèrent trapetum. D’après la légende, il aurait été inventé par Aristée ; on en aurait, dans les fouilles d’Olynthe, des exemples qui dateraient du Ve siècle av. J.-C.. 

Broyeur romain à olives ou Trapetum

Le trapetum a été décrit précisément par Caton l'Ancien qui nous a transmis les noms techniques de toutes ses parties. Les fouilles de Stabies, de Pompéi, de la villa de Boscoreale et de l'Afrique romaine montrent que le système était largement utilisé dans la Rome antique et qu’il a disparu avec elle[réf. souhaitée].
Le trapetum se compose de deux meules (3, orbes), plano-convexes, dressées verticalement, soutenues par un axe horizontal tournant autour d’un pivot vertical (1, columella). Ce pivot repose sur une courte colonne de pierre (milliarium) située au centre d’un grand mortier hémisphérique (4). La meule gisante est une cuve en pierre (4, mortarium) dont les parois épousent le profil externe des deux meules courantes. Les orbes peuvent se déplacer circulairement dans le mortarium et sont mises en mouvement par l’action sur deux manches de bois (2, modioli). Des coins de bois (orbiculi) qu'on introduit entre le milliarium et la columella permettent de régler l'élévation des orbes au-dessus du fond de la cuve. Dans ce système, les olives ne sont pas écrasées sous la meule, mais entre la meule et les parois de la cuve. Comme dans le modèle précédent, on maintenait un écartement entre les deux meules. La résistance qu'offrent les fruits oblige les demi-sphères de pierre à tourner légèrement sur leur axe ; les deux mouvements se combinent et la pression ne s'exerce que modérément, sans briser les noyaux, ce qui donnerait de mauvais goûts. La pulpe ainsi obtenue pouvait ensuite être soumise à l’action d’un pressoir pour recueillir l’huile.

### Meules et moulins du Sud marocain

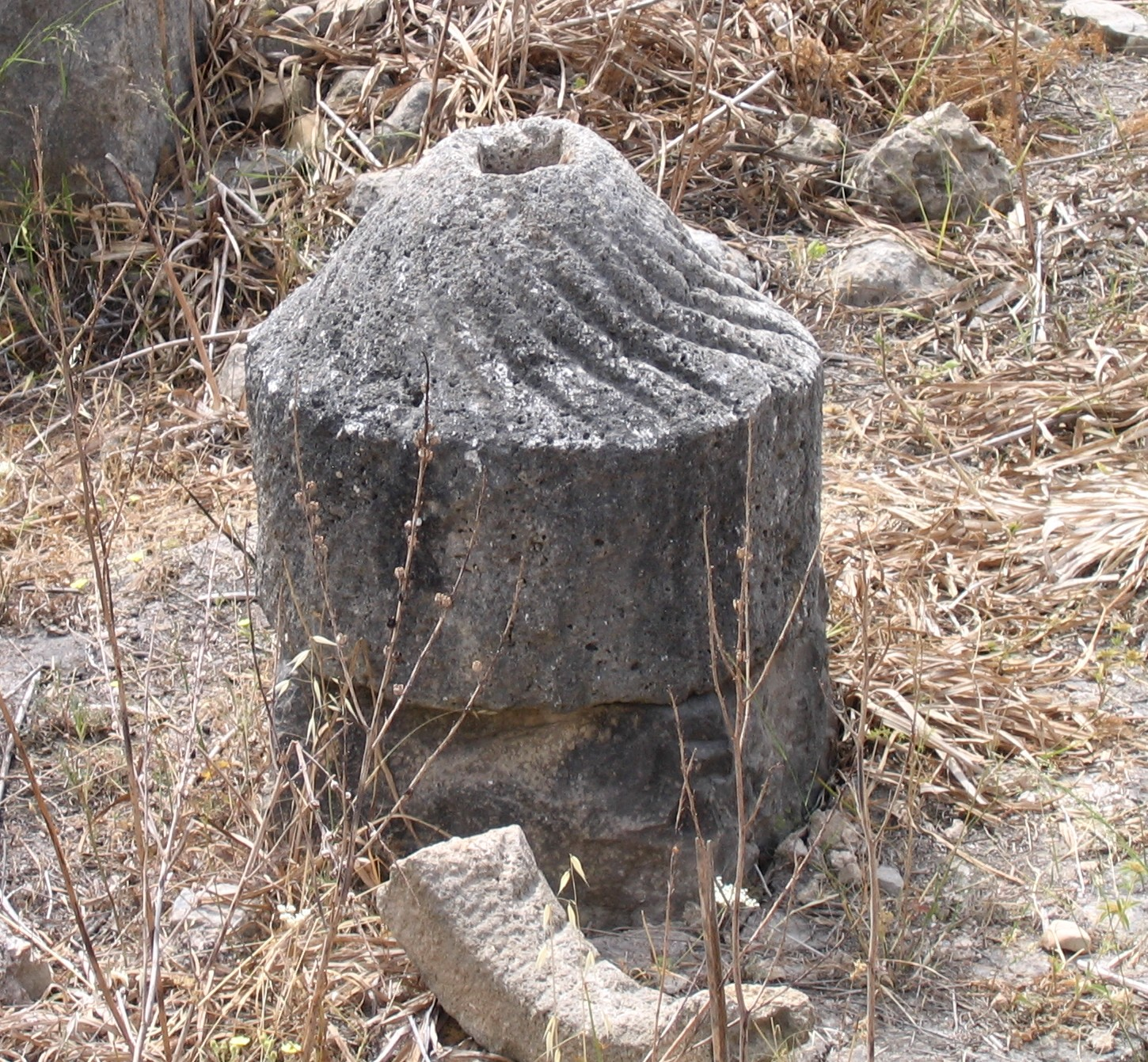
Meule à olives - Volubilis
Premier plan : morceau d'anneau broyeur
Second plan : meule dormante tronconique striée

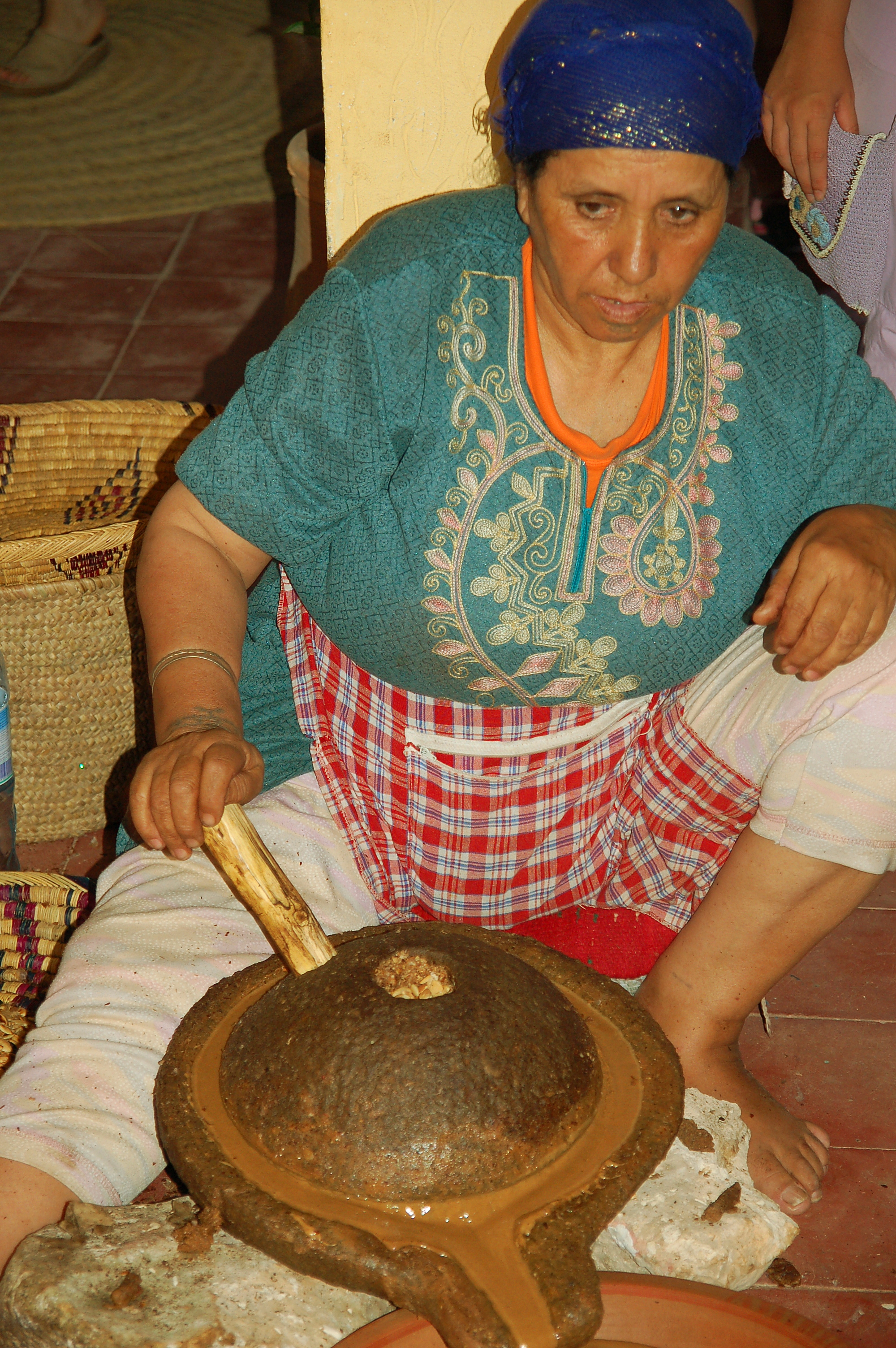
Moulin à bras utilisé pour la fabrication artisanale de l'huile d'argan

Lieu de brassages de civilisations d'Afrique, d'Orient et de Méditerranée, le Maroc a conservé des outils et des techniques appartenant à différentes époques.
Le site de Volubilis, situé en Maurétanie Tingitane (nord-est du Maroc), présente des moulins à grains et des moulins à olives d’époque romaine (Ier siècle- IIIe siècle). Ces moulins se composent d’une meule dormante de forme tronconique et d’un anneau broyeur convexe auquel est reliée la machinerie en bois qui semble avoir été actionnée sans le concours d’une force animale. Dans ce dispositif, l’anneau broyeur s’emboîte sur la meule gisante. La meule volubilitaine à olives se différencie de la meule à grains par la présence de stries obliques sur la surface tronconique de la meule gisante et à l’intérieur de l’anneau broyeur. Columelle affirme que pour extraire l'huile, les meules (molae) sont plus utiles que le broyeur (trapetum) car elles peuvent être  et être abaissées ou relevées selon à la grosseur des fruits de façon à éviter de broyer le noyau.
Un second type de moulin à olives se trouve sur le même site et se compose d’une cuve monolithe sur laquelle tourne, autour d’un mât vertical, un tambour cannelé à l’image d’une section de colonne. Ce type de moulin à trituration est plus commun et se retrouve dans de nombreux sites, y compris d'époque récente.

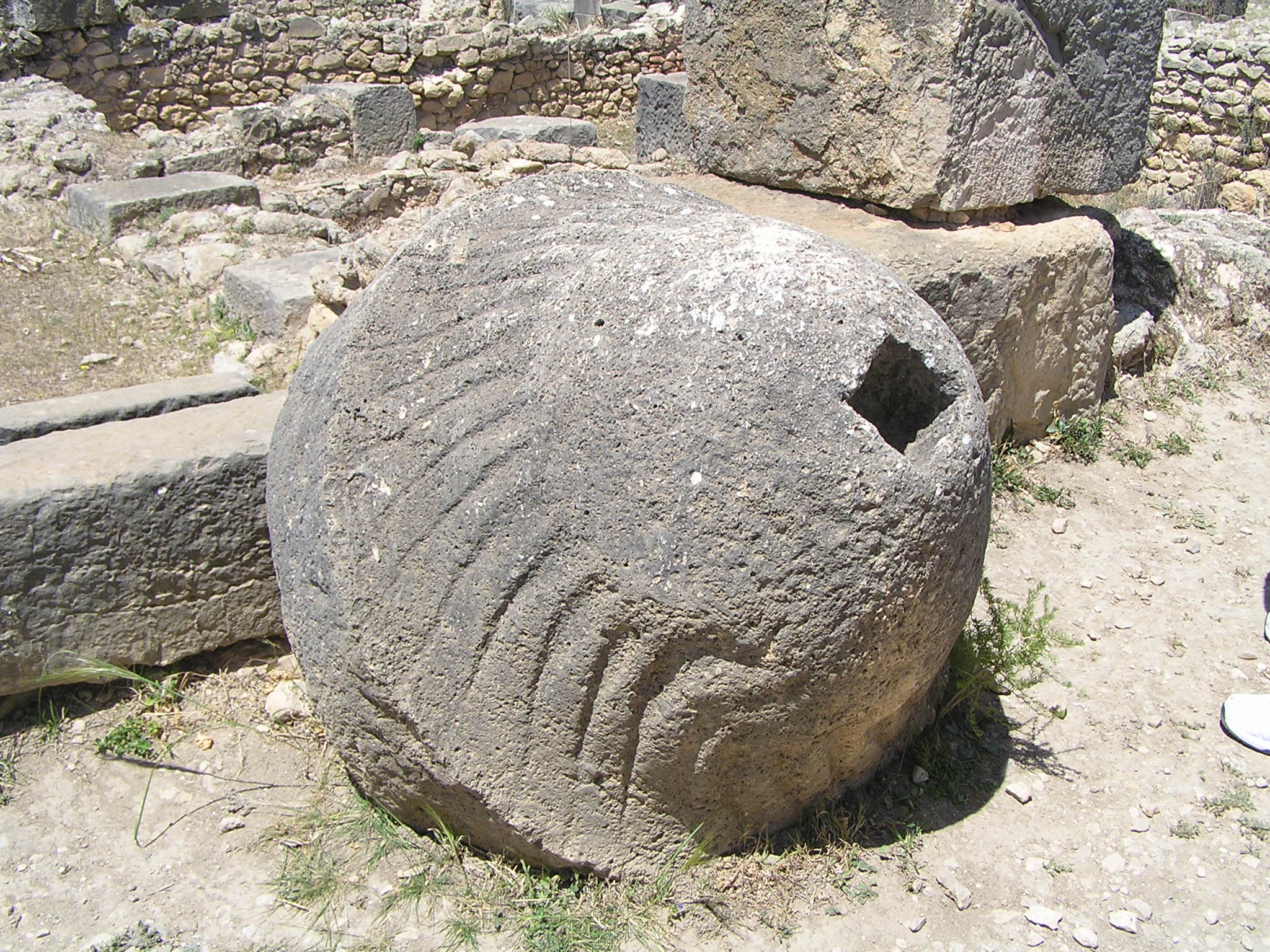
Meule gisante à olives - Volubilis
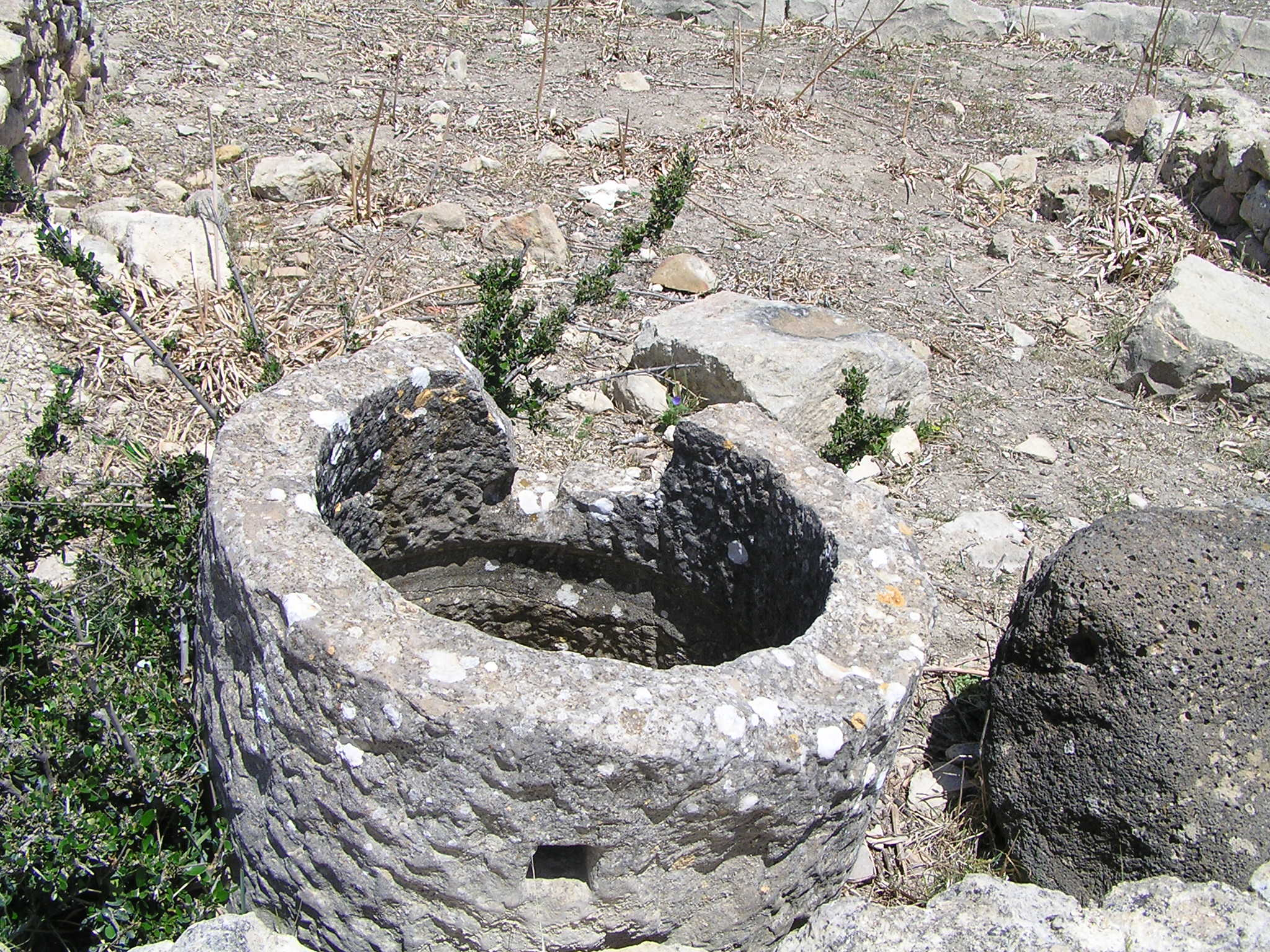
Anneau broyeur - Volubilis
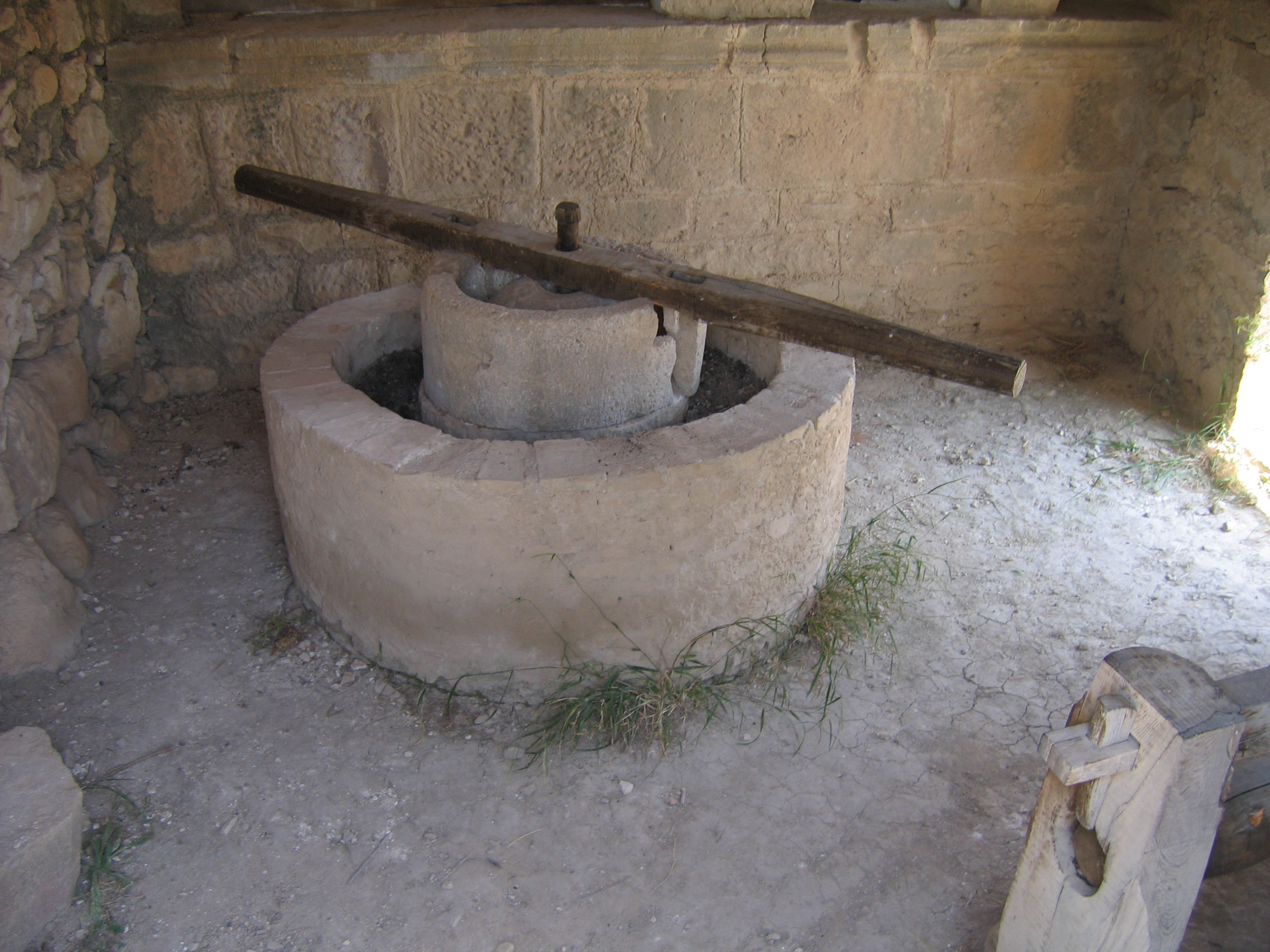
Moulin à olives avec son anneau broyeur - Volubilis
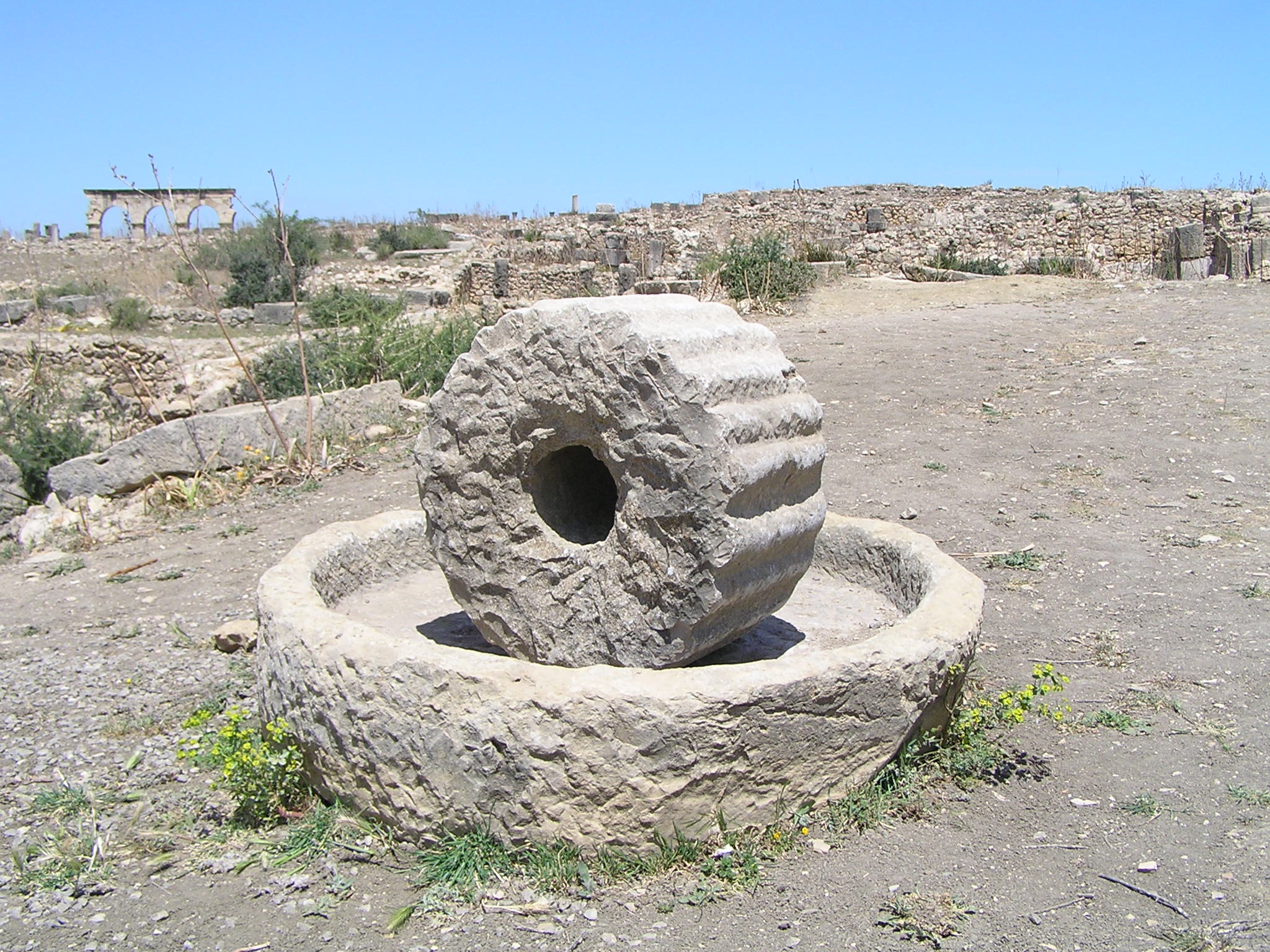
Moulin à trituration avec sa meule dressée - Volubilis

L’arganier est une espèce sylvestre endémique du sud-ouest du Maroc. Le milieu technique du moulin à argan couvre son aire de répartition. Il s’agit d’un moulin à bras, en pierre, réservé au broyage des noyaux torréfiés et des amandes.
 Il se distingue du moulin à grains par la forme tronconique et par la hauteur plus importante de sa meule mobile (agurf wuflla), ainsi que par la présence d’une goulotte (abajjr ou tilst) et d’un bec verseur (ils) sur la meule gisante (agurf u wadday). Au centre de la meule gisante se loge un court pivot (tamnrut) en bois d’arganier autour duquel tourne la meule supérieure percée d’un œillard (tit n tzrgt) dans lequel on introduit une ou deux poignées de noyaux. Le mouvement circulaire est interrompu pour décoller les noyaux après avoir soulevé la meule. L’ensemble peut être surélevé sur des pierres soudées entre elles dans une architecture type « four à pain », ce qui permet à des braises ou coques d’argane de réchauffer l’ensemble, facilitant ainsi le broyage en hiver.

## Chronologie des systèmes de mouture dans le monde méditerranéen
Mortiers et pilons traversent les siècles et sont prédominants pour l’orge en Grèce, pour l’amidonnier en Italie, pour le mil en Afrique. Ils deviennent lentement marginaux dans certaines régions, sans disparaître pour autant. À l’époque classique, ils sont encore largement représentés en Grèce et restent attachés au décorticage des céréales, même si l’apparition du réglage de l’écartement des meules autorise désormais leur mouture. L’avancée des blés nus, en particulier du blé tendre, en Italie ou en Égypte les rend moins utiles, mais ils sont encore cités au Bas-Empire, dans l’Égypte romaine et dans la règle monastique de saint Isidore. Avec l’arrivée du maïs, ils retrouveront un usage dans certaines régions.
Une première typologie des systèmes de mouture peut être réalisée selon la force motrice utilisée ; une approche complémentaire s’intéressera au contexte social dans lequel le mécanisme est mis en œuvre.
Selon l’édit de Dioclétien, par rapport à la meule manuelle, le moulin à sang a un coût six fois plus important et le moulin à eau huit fois : ce dernier va donc concurrencer essentiellement le moulin à sang et mettra près de trois siècles à le supplanter. C’est également le laps de temps qu’a mis le moulin à sang pour faire disparaître le broyeur à trémie et le broyeur à trémie pour supplanter la meule plate.
Il semble que le moulin à eau soit né en Méditerranée orientale. Dans une inscription où elle vante les avantages de son site pour conserver ses privilèges, la ville phrygienne d’Orcistus précise qu’elle possède « grâce à la pente des eaux qui y ruissellent, une grande quantité de moulins à eau ». Au début de l’ère chrétienne, le moulin à eau est encore une nouveauté en Méditerranée occidentale et Vitruve le classe avec les machines d’irrigation. Ce type de moulin s’avère mal adapté à la forme des meules de type pompéien. À l’époque de Caligula, les moulins à sang sont encore dominants et Apulée en donne une description. Au cours des IIe et IIIe siècles, le moulin à eau se répand lentement dans les provinces les plus diverses : Bretagne, Gaule, Afrique, province où la meule rotative était souvent plus répandue que le moulin de type pompéien. Au cours du IVe siècle, le moulin à eau évince lentement le moulin à sang à Rome même, pour devenir prédominant au VIe siècle. Si on observe quelques réalisations spectaculaires pour les villes, comme la meunerie de Barbegal à Arles, le moulin à eau semble s'être répandu plus lentement dans les villas rurales, comme l’indique Palladius.
Nous ne savons pas réellement comment les Grecs transformaient leurs céréales entre le Ier siècle et le IVe siècle. Le moulin à sang y était sans doute répandu, comme l’atteste la légende de l’âne de Lucius, empruntée par Lucien de Samosate et Apulée. La coexistence de plusieurs types de mouture semble  la règle dans le monde égéen et la codification de l’édit de Dioclétien au IIIe siècle, qui tarifie trois types de moulin (à main, à sang, à eau) peut encore se retrouver au VIIe siècle dans le code rural byzantin, voir au XVIIe siècle dans les récits des voyageurs.
En Méditerranée, les moulins à eau, tributaires de l’approvisionnement en eau, ont surtout progressé lorsqu’ils avaient un complément permettant d’éviter les aléas de la saison sèche. Dans ce contexte, les moulins à vent ont sans doute favorisé cette diffusion dès le XIe siècle dans des régions comme la Provence ou les îles grecques.

## Les enquêtes françaises sur les moulins à blé

### Enquête du 13 frimaire an II

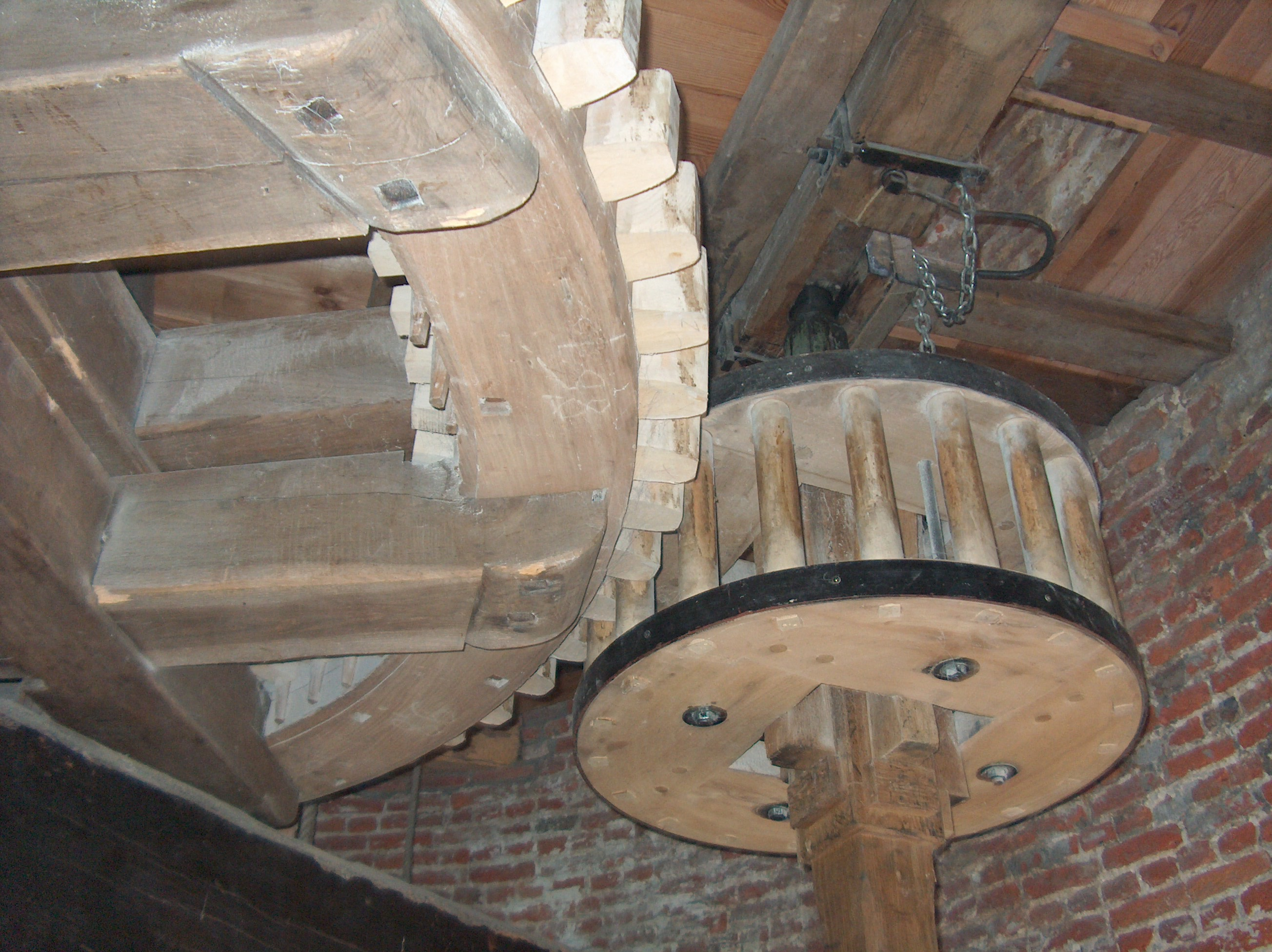
Grand rouet et lanterne d'un tournant

L’enquête du 13 frimaire an II (3 décembre 1793) sur les moulins est la première grande enquête à impact national sur ce thème. Émise par la "commission centrale des subsistances" qui deviendra "la Commission des subsistances et approvisionnements de la République" en avril 1794, cette enquête fut adressée aux 560 districts et renseignée par 157 d’entre eux, situés dans 71 départements différents.
La plupart des moulins de l’époque étaient des installations rurales de petite taille qui n’avaient pas plus d’une ou deux paires de meules. Des installations récentes comme le moulin à marée de Bordeaux, avec ses 24 paires de meules, étaient tout à fait exceptionnelles et devaient susciter en 1787 l’admiration d’Arthur Young. Pour l’équipement en meules des moulins à vent, l’enquête nous fournit des renseignements pour les districts de Pons, de Châteaubriant et de Nantes avec, à chaque fois, une seule paire de meules par moulin.
S’agissant des moulins à eau, 20 districts permettent de conclure quant au nombre de meules qui ne dépasse que rarement deux, sauf dans deux zones, la Franche-Comté (Jura, Doubs, Haute-Saône, sud du Haut-Rhin) et le Sud-Ouest (Tarn, Landes et surtout Basses–Pyrénées) où se trouvent des moulins à cinq ou six paires de meules. À cette époque, à une roue de moulin à eau correspondait le plus souvent un seul jeu de meules : on parle alors de « Tournant » pour désigner l'ensemble. Lorsque la ressource en eau est limitée, le meunier a parfois recours à la force animale comme au moulin d’Homonville (district de Toul) qui dispose de « deux tournants à eau et un à cheval » car il est « construit sur un étang qui n’a de l’eau que dans l’hyver ». La productivité est alors de deux quintaux par tournant à eau et un quintal pour le tournant mû par quatre chevaux.

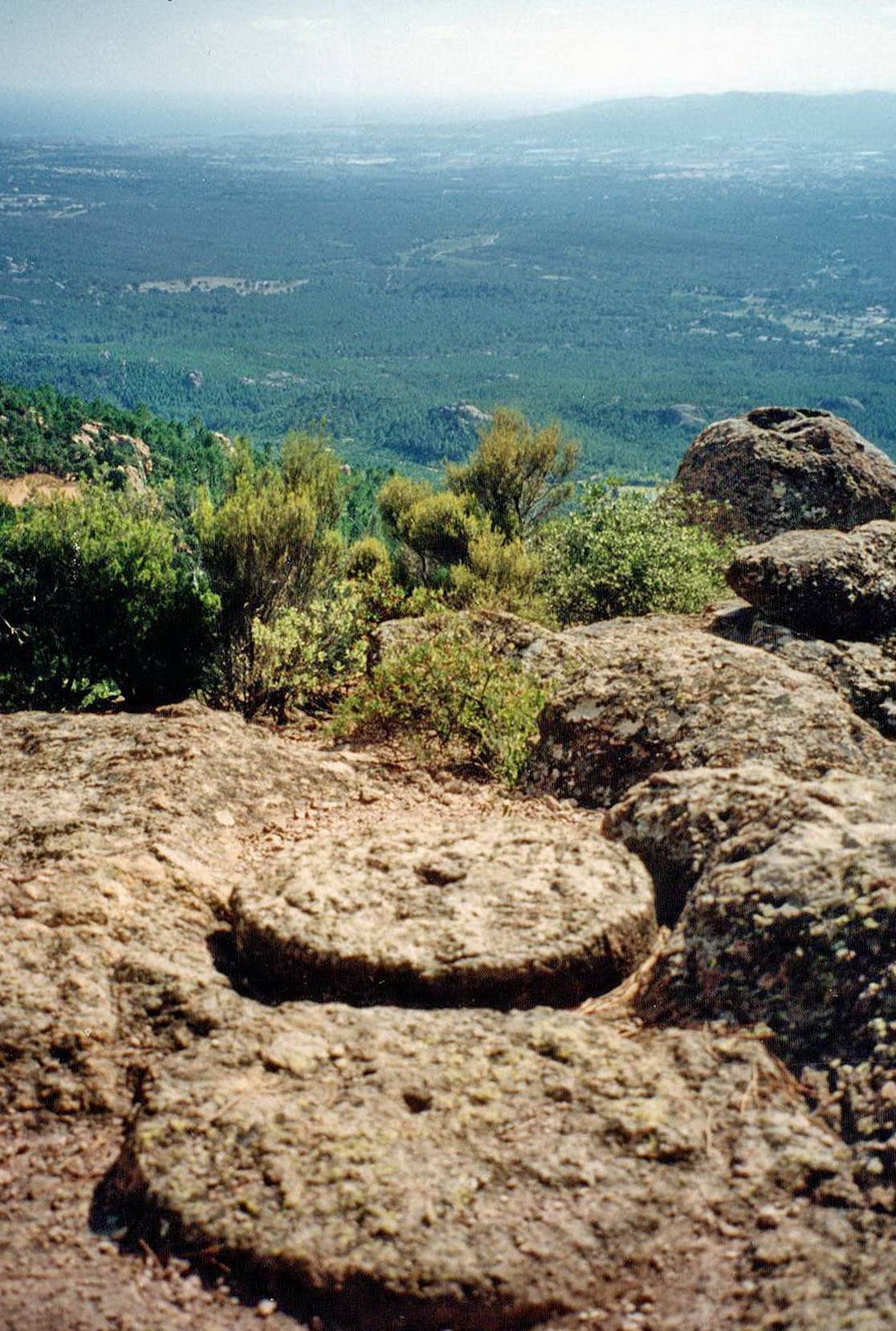
Meulière de la Pierre du Coucou – Bagnols-en-Forêt

Des précisions concernent les moulins à deux ou trois meules sont parfois données dans l’enquête : « quoiqu’il y ait deux ou trois meules dans le moulin, elles ne peuvent pas travailler toutes à la fois faute d’eau » ; les meules « ont besoin de se reposer et le meunier a soin de les faire travailler alternativement ». L’installation de meules supplémentaires semble répondre à deux exigences : le risque d’échauffement qui gâte les farines et la nécessité de leur entretien régulier. On parle alors du « repiquage » ou « rhabillage » des meules, de leur « ragrès » périodique ou encore de « battre » ou « rebattre » le moulin. « Les meuniers sont nécessités de lever la pierre tous les huit jours pour la battre avec un marteau pointu, ce qui occasionne au moulin un jour de repos de huitaine en huitaine. » La fréquence de l’opération semble peu varier d’un district à l’autre.
Dans le moulin, on note parfois une spécialisation des meules en fonction des graines (« milloc », seigle, « grains mêllés »…) et on évitait de moudre les céréales jugées nobles avec des meules de qualité médiocre. Ainsi le froment avait souvent droit à des attentions particulières avec des « meules blanches » et une productivité inférieure du tournant, signe d’un travail plus soigné. Dans le district de Pau, certaines meules sont spécialisées pour la mouture du maïs.
Trois zones de production de meules sont mentionnées plusieurs fois dans l’enquête : l’Auvergne, la région de Marseille et la Brie. Les meules de Marseille sont souvent jugées de qualité inférieure (districts de Solliès, Vidauban) par rapport à celles « du Havre », c’est-à-dire qui avaient transité par le port du Havre et qui provenaient probablement de Brie. Ces dernières sont celles que l’on signale le plus loin de leur lieu d’extraction et comme étant les plus qualitatives, « servant pour le pain blanc » quand les « meules de grez » étaient utilisées pour le « pain bis ». Ces meules pouvaient être « taillées sur mesures » ou « prêtes à la vente », ce qui imposait une certaine standardisation des formats correspondant à un marché organisé. Dans le même temps, à côté de l’utilisation de meules monolithes, il semble que certaines meules aient été constituées d’assemblages (« deux ou trois carreaux ») qui pouvaient provenir de pierres extraites plus ou moins localement.

### Enquête de 1808/1809 sur les pierres meulières de France

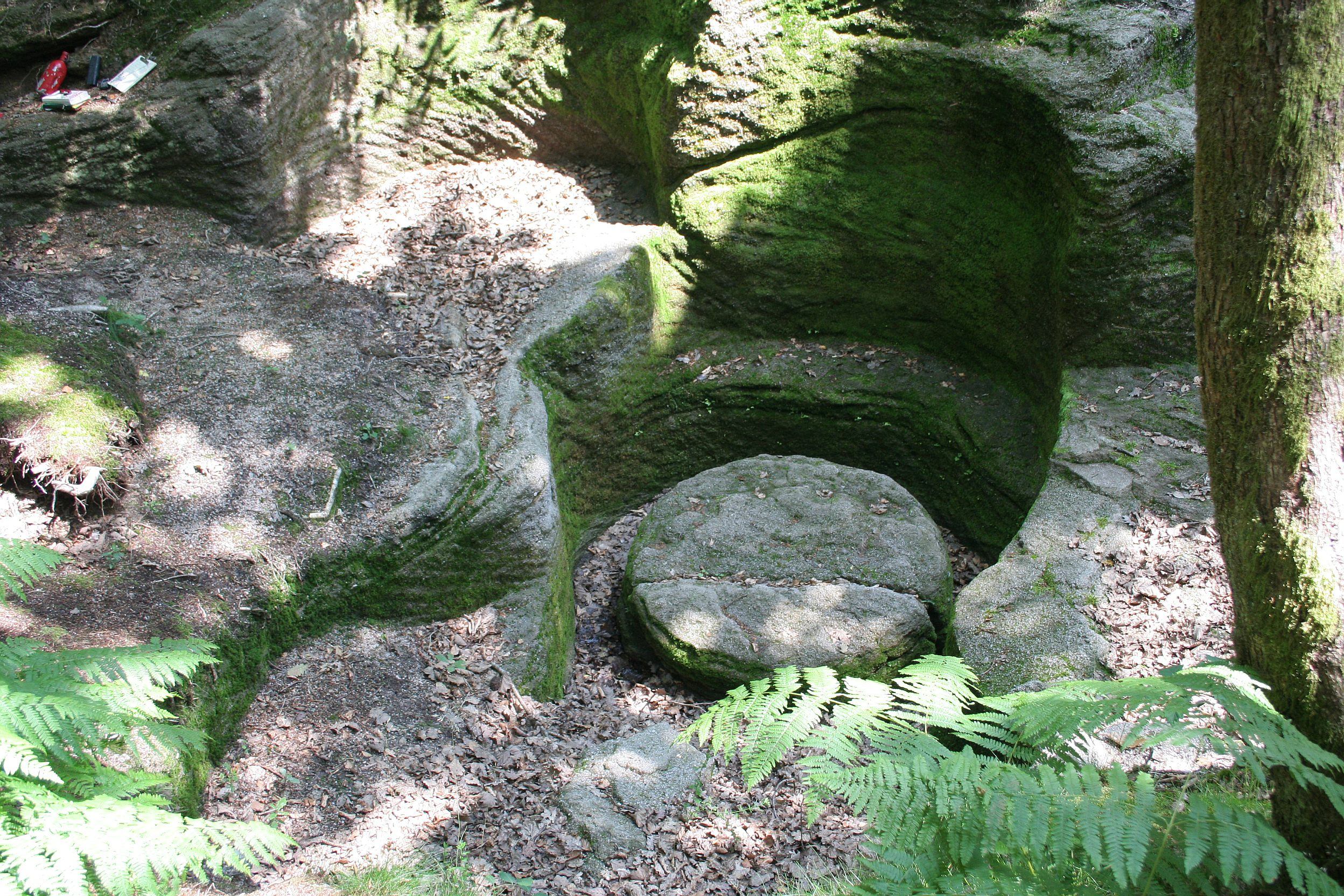
Carrière de meules en grès
Massif de la Serre

Le 31 décembre 1808, le Bureau des Subsistances du Ministère de l’intérieur adressa une enquête à chaque Préfet de département au sujet des moulins à farine car « le pain est devenu, pratiquement sans exception, la base de l’alimentation. La meunerie étant une opération essentielle pour sa préparation, le gouvernement souhaite connaître le nombre de moulins en activité. » L’enquête fut conduite par Charles Coquebert de Montbret, géologue et éditeur du Journal des Mines, féru de statistique.
S’agissant de la nature des pierres mises en œuvre, les descriptions sont peu précises et se limitent souvent à la couleur, ce qui n’a pas permis à Charles Coquebert de Montbret d’approfondir significativement son article publié quelques années plus tôt dans le journal des mines. Certaines réponses font référence au granite comme à Foix en Ariège où, « en plus des pierres coûteuses issues d’autres départements, des pierres ordinaires proviennent de gisements de granit fréquents dans le district. » De même, quelques meuniers des Pyrénées-Orientales déclarent avoir acheté des meules à Bordeaux mais utilisent généralement des meules « faites de granite qui est abondant dans la région ». Quelques rares réponses sont nettement plus précises, comme pour la commune de L'Hermenault en Vendée où la pierre est « une brèche, une agglomération de silex et de quartz unis par un ciment de spath pesant d’un blanc terne souvent crystallisé en crête de coq […] pour moudre l’orge et le maïs ».
L’enquête distingue également la nature des graines moulues. La Corrèze liste plus de six céréales dont certaines sont réservées aux animaux. La nature des pierres utilisées pour les meules semble varier selon le produit à moudre. Ainsi le maire de Hautefage déclare que « les pierres utilisées pour le seigle proviennent du canton, celles pour le sarrasin de Rocamadour, les autres du Cantal ». Tarascon-sur-Ariège utilise ses « pierres de Bordeaux » pour moudre le blé et le seigle, et les pierres locales pour le maïs et les graines de qualité inférieure. Le maire de Foix précise que ses « pierres de Bordeaux » proviennent d’un dépôt situé à Toulouse et approvisionné par bateaux sur la Garonne. Le maire de Bourg-d’Arlay dans le Jura décrit trois qualités de meules : « les meuniers achètent leurs meules de carrières de Brie, de Blanzy à côté de Châlon et de Moissey près de Dole. Les premières servent au blé, les secondes pour le maïs et celles de Moissey pour les grains de qualité inférieure ». D’autre part, ce dernier donne une précision intéressante selon laquelle « parfois une pierre de Brie est associée à l’une des deux dernières catégories » par souci d’économie. La réponse de Marseille indique que les meules proviennent « de Marseille mais principalement de La Ferté-Mison (sic) », ce qui suggère une production locale attestée par la commune de Vidauban, dont les pierres proviennent « du Havre et de Marseille, et dont les secondes sont de qualité inférieure aux premières ».
Ainsi, à cette époque, on note une spécialisation des meules selon les usages qui sont parfois déterminés au terme d’essais. La présence d’un commerce organisé est attestée, souvent par voie maritime ou fluviale, compte tenu de la difficulté d’acheminement, avec une distinction établie dans la qualité des meules selon leur origine géographique. Cette enquête à vocation nationale permet de préciser la distribution géographique des meules issues des principaux centres de production français. Un commerce international des meilleures pierres est également attesté à cette époque.

Dordogne, Houlbec-Cocherel, Cinq-Mars-la-Pile, Saint-Martin-d'Ablois
La Ferté-sous-Jouarre
Les Molières Châtellerault

## Critères de choix des pierres meulières

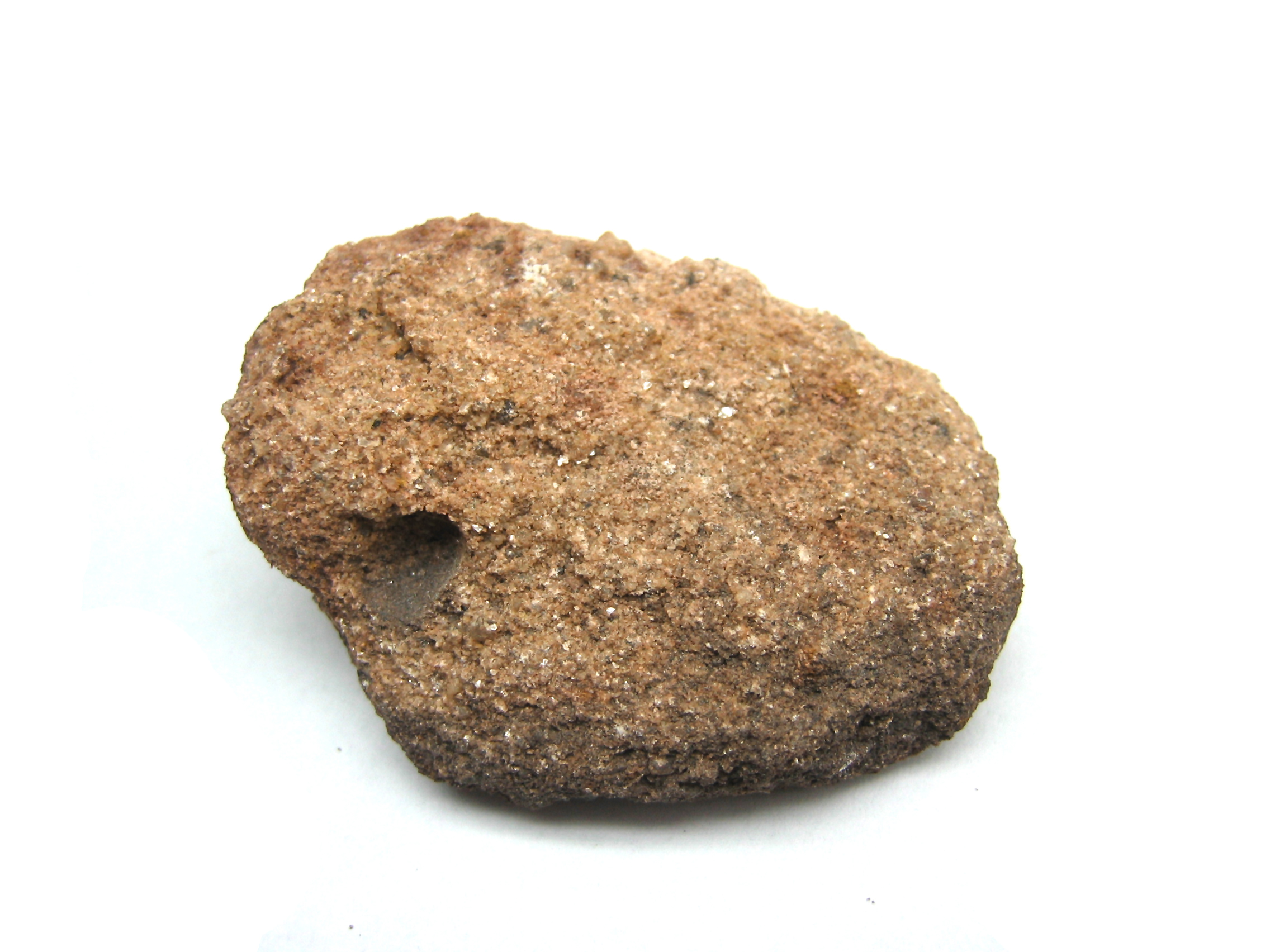
Morceau de grès d'environ 4 cm

Dans le langage courant, les « pierres meulières » correspondent à tout type de roche qui a pu servir dans un moulin, alors qu’au sens du géologue, la vraie « meulière » se définit comme un accident siliceux dans un bassin sédimentaire.
À l’échelle de l’histoire, il semble que des essais de fabrication aient été réalisés avec la plupart des types de roches disponibles. Parmi les roches sédimentaires d’usage possible, on trouve des roches calcaires et des roches gréseuses. Ces dernières apparaissent très vite comme des pierres de choix, avec des porosités qui les rendent faciles à tailler et une extraction qui peut être facilitée par une disposition en lits entre des interlits argileux. Il faudra attendre le XVe siècle pour voir les prémices de l’exploitation des meulières sensu stricto, meulières qui vont se généraliser au XVIIIe siècle.
Les roches profondes d’origine magmatique, telles que le granite, sont très répandues, mais elles furent finalement peu utilisées pour la fabrication des meules, probablement du fait de leur faible porosité et de la présence de mica noir qui s’altère rapidement en donnant des oxydes de fer. Le basalte a largement été utilisé en Allemagne (Eifel), mais il est peu répandu en France, à l’exception du volcan d’Évenos en Provence ; on peut également citer les meules de basalte du volcan d'Agde, et celles du volcan de Sainte Magdeleine à La Mole, non loin de Cogolin.
Les calcaires sont généralement poreux, avec des résistances en compression moyennes à faibles, de sorte que les calcaires « classiques » semblent avoir été vite abandonnés au profit de meilleures pierres. S’il possède un grain très fin, le calcaire se polit très vite et il est nécessaire de le retailler fréquemment pour que les pierres restent rugueuses. Certains calcaires gréseux (calcaire de Saint-Julien-des-Molières) peuvent avoir une très bonne résistance à la compression (supérieure à 100 Mpa).

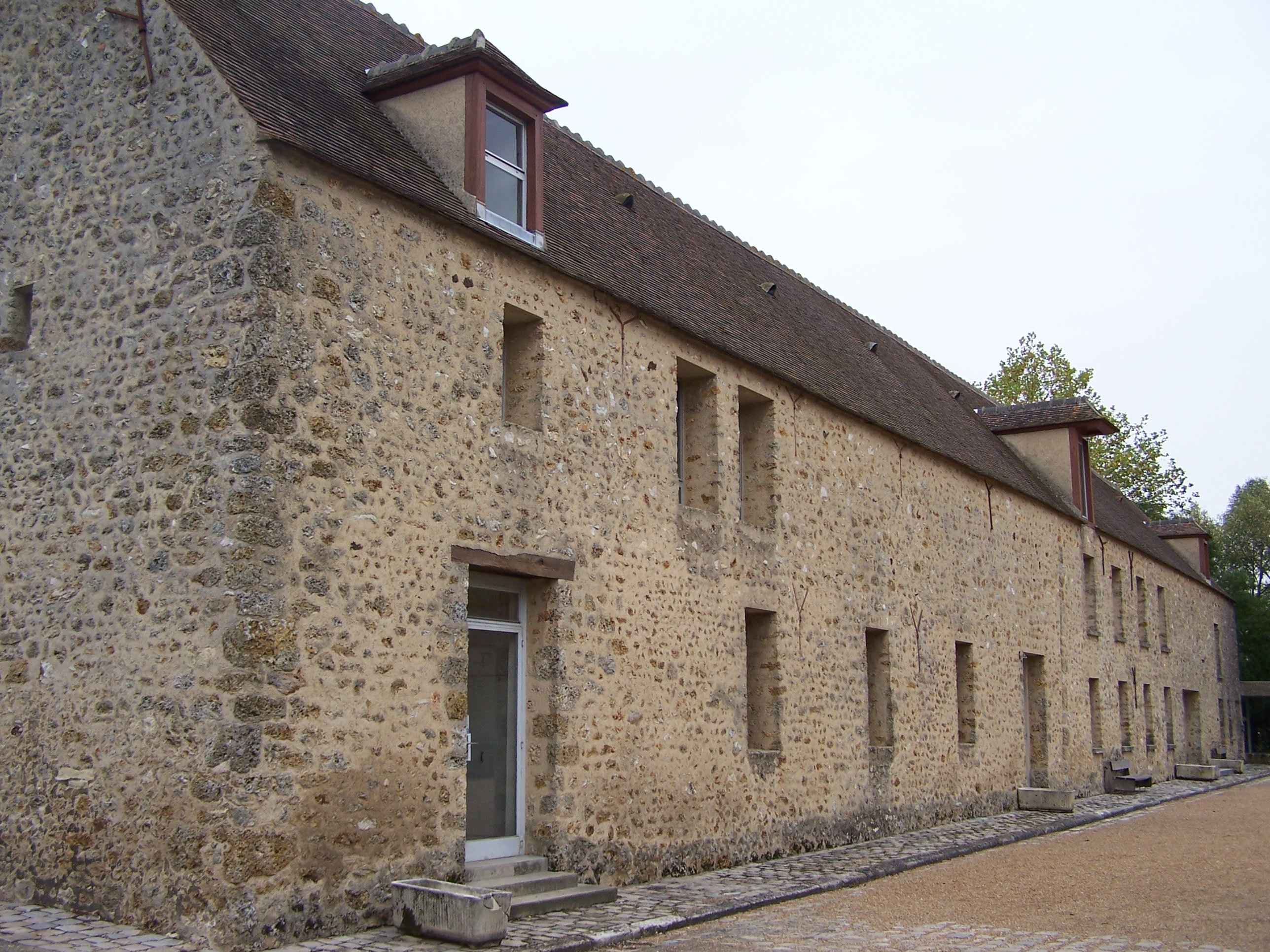
Maison construite en meulière - Élancourt

Les roches gréseuses (grès et microconglomérats jusqu’à 1 cm) constituent une famille de choix pour les pierres meulières. L’analyse des sites de production montre qu’il peut s’agir de grès à ciment calcaire, de grès à ciment siliceux ou encore de grès un peu métamorphisés.

Les roches gréseuses à ciment calcaire, comme les molasses alpines, sont très répandues. Elles possèdent des porosités moyennes (6 à 12 %), une résistance à la compression également moyenne (35 Mpa), une granulométrie souvent grossière et un pourcentage de silice variable. 

Une très bonne roche meulière est en général riche en silice : plus le pourcentage est élevé et plus la roche est résistante, la silice étant le minéral courant le plus dur à la surface de la Terre. C’est le cas des roches gréseuses à ciment siliceux dont le pourcentage de silice est élevé parce que les grains comme le ciment sont de nature siliceuse. Pourtant elles ne font pas forcément de bonnes pierres meulières, à l’instar du grès des Vosges qui possède un grain plutôt fin et des traces de fer. 

Les roches gréseuses un peu métarmophisées ont souvent une porosité très faible (de l’ordre de 2 %) du fait de la compression dans un contexte de tectonique, ce qui donne des grès un peu compacts. La résistance à la compression peut être très élevée (supérieure à 100 Mpa), comme pour le grès d’Arros, malgré un pourcentage de silice moyen.
Enfin, les meulières au sens du géologue sont des pierres poreuses, ce qui joue un rôle pour la taille, mais aussi sans doute pour le travail de la meule. On y trouve des pierres comme celles de La Ferté-sous-Jouarre, qui possèdent une porosité élevée (20 %) avec une résistance à la compression de 80 Mpa et un grain moyen. Les pierres de Corfélix ont une résistance à la compression exceptionnelle de l’ordre d’un basalte massif (190 Mpa), 98 % de silice, un grain assez grossier et une porosité moyenne à forte.
En résumé, pour le mécanicien des roches, une bonne pierre meulière possède trois caractéristiques fondamentales :
- une insensibilité à l’altération, qu’il s’agisse d’une dissolution (gypse), de l’action de l’humidité (cas du calcaire) ou chimique sous l’action de l’eau, comme pour le mica des granites ou le grès des Vosges (présence de fer) ;
- l’hétérogénéité à l’échelle millimétrique et centimétrique est une qualité pour avoir des aspérités qui écrasent et des canaux qui évacuent, à la façon de poinçons durs qui seraient tenus par un ciment un peu moins dur, mais tenace, ce qui n’est généralement pas une caractéristique des roches calcaires ;
- une porosité importante qui facilite l’exploitation en carrière, car il est plus facile d'introduire des outils de taille dans une roche poreuse que dans une roche massive, mais aussi sans doute le travail de la meule.

Le tableau suivant présente quelques exemples de données géologiques et pétrophysiques obtenues sur des sites ayant servi à la production des meules à grains :
| Lieu de production        | Type de roche                                                    | SiO2 % | CaO % | Masse volumique (t/m3) | Porosité %  | Rc (compression) Mpa |
| ------------------------- | ---------------------------------------------------------------- | ------ | ----- | ---------------------- | ----------- | -------------------- |
| Mont-Saint-Martin         | Brèche calcaire                                                  | -      | 54,2  | 2,36                   | 11,1 à 11,7 | Moyenne à faible     |
| Saint-Julien-des-Molières | Calcaire marin à alvéolines, avec inclusions de quartz-feldspath | 33,8   | 35,6  | 2,65 à 3,39            | 0,9 à 1,1   | 130 à 133            |
| Les Écouges               | Grès microconglomératique du Crétacé supérieur                   | 40,6   | 28,1  | 2,35                   | 11          | 37 à 44              |
| Le Bézu                   | Grès à ciment siliceux                                           | 98,6   | -     | 2,35                   | 11,9        | 23 à 26              |
| Pareil                    | Grès à grain fin et ciment carbonaté du Crétacé supérieur        | 54,7   | 22,7  | 2,6                    | 1,7         | 124                  |
| Tarterel                  | Meulière                                                         | 98,3   | -     | 2,1 à 2,4              | 17,5 à 21,4 | 38 à 100             |
| Bois de l'Homme Blanc     | Meulière                                                         | 97,8   | -     | 2,4                    | 10,3 à 10,6 | 139 à 240            |

## Meules d'assemblage

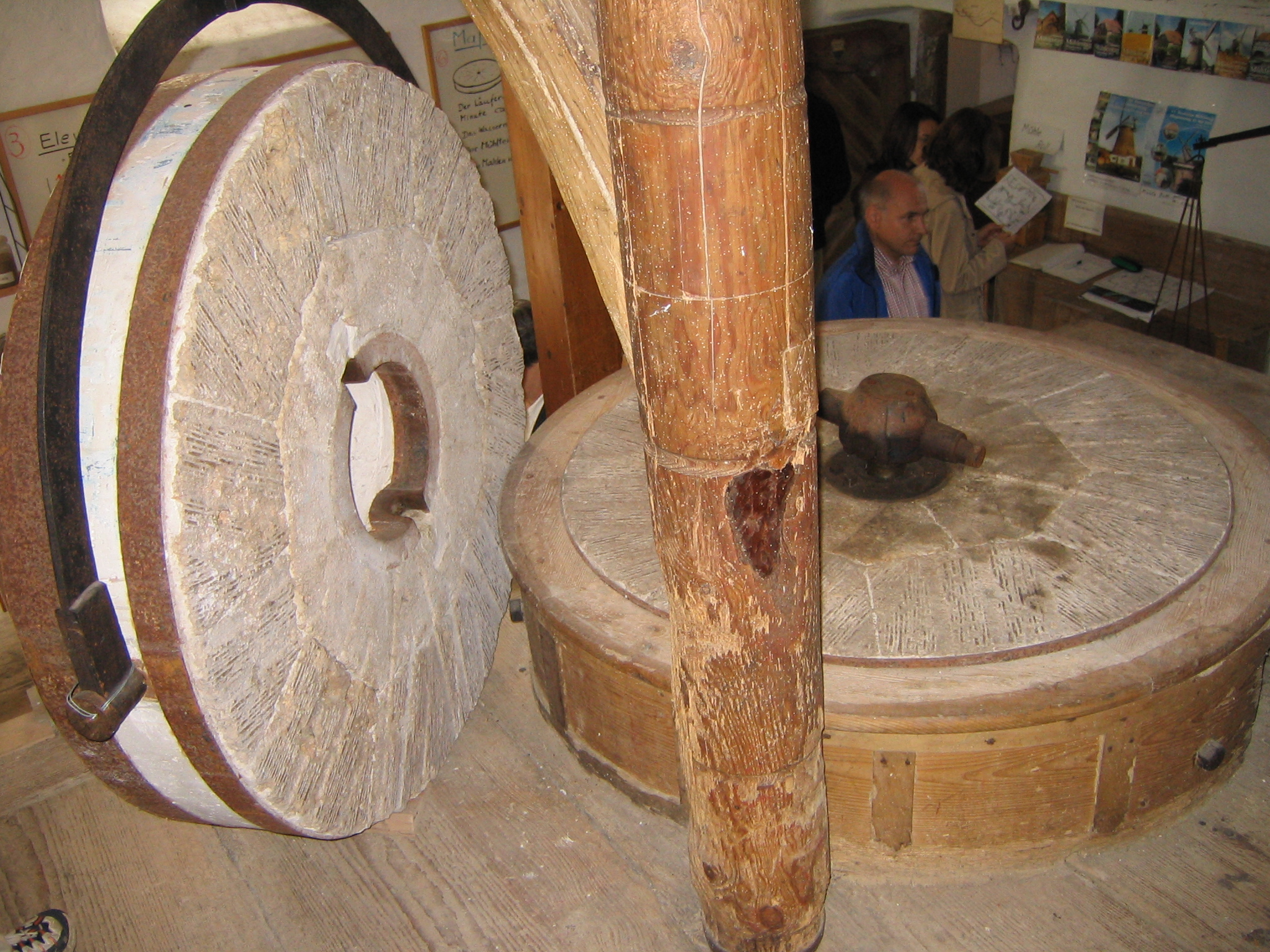
Paire de meules composée de carreaux assemblés

Dans une étude réalisée sur les meules en Flandre du Moyen Âge à la Révolution, Jean Bruggeman indique que les meules médiévales sont toujours monolithiques, que les pierres noires, en basalte, l’ont encore été dans les siècles suivants et que les pierres blanches le seront jusqu’au XVIIIe siècle. Mais il arrivait que les « gisantes » soient constituées de plusieurs pièces de forme irrégulière. Celles-ci étaient liées au plâtre, enserrées d’un carcan en fer ou en bois, et reposaient parfois sur un lit de briques cimentées.
En fait, l’invention des meules composées de morceaux, c’est-à-dire constituées d’un assemblage de plusieurs pierres ou carreaux, reste difficile à dater précisément.
Au XVe siècle, le commerce fluvial transitant par Paris était sévèrement contrôlé par la Hanse des marchands de l’eau ; les « compagnies françaises » devaient indiquer aux greffiers le nom des associés, la ville de destination, la nature et la valeur de la cargaison. C’est ainsi que le 3 mai 1452, un marchand de Rouen nommé Robert Le Cornu déclare conduire en Normandie un ou des bateaux chargés de 35 meules, 5 œillards, 100 carreaux et… une pierre tombale.
Divers textes donnent des indices quant à la fabrication de meules d’assemblage au XVIIe siècle. Le 10 mars 1647, Jacques Vinault « a vendu 3 ronds de pierre de moullage » à Pierre Bailly. Le 26 mars 1652, un autre texte évoque les difficultés d’un chantier de meules à assembler, avec un « manque de bois pour faire cuire le plastre quy n’est en quantité suffisante pour plastrer et en mettre aux lieux où il est nécessaire, joinct aussy qu’il n’y a de la pierre à suffire pour faire lesd. meulle ». Le 7 juillet 1680, Sr Delugré « a faict marché avec Claude Duvau et Jullien Boullmer, perriers en pierre de moulage […] à la charge de leur fournir 2 moules de pierres de moulage et plastre pour faire lesd. meulles […] faicte et parfaites pour faire farine ».
D’après Dorothée Kleinmann, la « mouture économique » et ses perfectionnements auraient véritablement pris leur essor à la fin du XVIIIe siècle. Elle permit de développer une activité d’extraction des pierres et de production de meules dans de nouvelles régions comme Cinq-Mars-la-Pile et Domme, où « les meules sont toujours formées par la réunion de plusieurs morceaux ; on ne trouve pas de blocs assez considérables pour faire des masses d’une seule pièce ». Dans ces sites, il semble qu’au début du XVIIIe siècle, on n’exploitait pas encore la pierre meulière en carrière, préférant récupérer les blocs épars dans les bois, les terres et les vignes, ce qui augmentait parfois considérablement leur valeur.

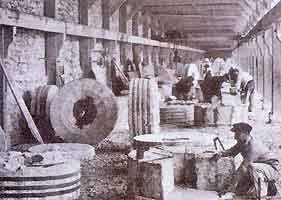
Atelier de production de meules à Épernon

Après acheminement des quartiers de pierre meulière jusqu’au chantier et leur « épluchage », le fabricant choisit les pierres nécessaires à la fabrication de la meule. Il s’agit de classifier les différents morceaux suivant leur qualité en considérant la dureté, le grain, la porosité et la couleur des pierres. À ce stade, il faut également tenir compte du système de mouture employé dans le pays d’expédition et de la nature des blés que les régions produisent. Le choix fait, la fabrication commence par le centre ou « boitard », qui est le plus souvent d’une seule pièce. Celle-ci doit avoir une grande solidité, surtout pour la meule courante, car c’est à ce niveau que l’on fixe l’anille sur laquelle la meule est suspendue. Autour du boitard viennent se ranger et se fixer, avec du plâtre ou du ciment, les carreaux taillés au burin pour s’adapter suffisamment entre eux. Une meule ainsi constituée est formée généralement de deux à six quartiers. « Lorsque le travail est fait et que les blocs correspondent entre eux, l’ouvrier les ajuste en les cimentant avec du ciment de Portland, parfois avec une pâte de blanc d’Espagne et d’huile qui durcit en vieillissant, et serre le tout à l’aide de cercles de fer ». De l’autre côté de la surface travaillante, le dos de la meule ou « contre-moulage » est entouré d’une bande de tôle servant de coffrage provisoire. Pour donner à la meule le poids et l’épaisseur nécessaires, le rechargement est réalisé avec de petites pierres noyées dans un béton fin dans lequel on insère des boîtes d’équilibrage en fonte, qui pourront contenir du plomb si nécessaire.

## Rayonnage des meules

Principales manières de rayonner les meules

La surface triturante de la meule doit être dressée très soigneusement en réalisant l’« entrée » et les « rayonnages ». Le profil est maintenu légèrement concave pour ménager un vide entre les deux meules au centre (boitard), tout en portant à sa périphérie.
La difficulté majeure à surmonter consiste à limiter l’échauffement lié à la pression des meules sur la mouture. Outre la dénaturation de la farine (brunissement), cet échauffement, ainsi que les étincelles éventuellement issues du frottement des pierres, peuvent être à l’origine d’une explosion du moulin dont l’atmosphère est chargée de fines particules de farine. Il fallait donc imaginer un système complexe de rayons participant à la ventilation de l’entre-meules et à la fois, à l’avancée progressive de la matière de l’œillard vers la feuillure située en périphérie. Les meules à blé ont longtemps moulu cette céréale en un seul passage. Il a fallu rechercher le principe optimal d’extraction des farines et de curage des sons qui doivent être non brisés et exempts de farine.
Pour ce faire, les rayons sont creusés à même les surfaces travaillantes des meules. Ils furent l’objet de nombreux essais quant à leur forme (courbe, oblique, tangente…) et leurs profondeurs.

La feuillure située en périphérie de la meule est constituée de fines stries appelées rhabillures

Pour la fabrication de la meule, le client devait préciser le diamètre, la dimension de l’œillard et le sens du rayonnage. Il arrivait qu’un meunier se trompe sur le sens du rayonnage comme en témoignent des extraits de correspondance « Vous nous dites que vos meules de dessus doivent être rayonnées pour tourner à contre-sens. Nous comprenons donc que ces meules doivent être rayonnées pour tourner à contre-sens des aiguilles d’une montre, c’est-à-dire dans le sens opposé à celui auquel le soleil semble tourner autour de la terre ». Malgré toutes les précautions prises à la commande, il arrivait parfois, en cas de litige, qu’on soit obligé de se déplacer pour en modifier le sens « nous avons envoyé un ouvrier à cent lieues d’ici pour dérayonner, redresser et rayonner à nouveau deux paires de meules ; le bénéfice est mangé deux fois ».
Entre les rayons, la meule est parcourue de fines stries, également taillées dans la pierre, pour rendre celle-ci plus agressive et ainsi mieux broyer les grains. Ces stries sont appelées rhabillures. Elles sont situées en bordure de meule, sur une largeur d'environ 15 cm constituant ainsi la feuillure. Régulièrement, les rhabillures doivent être refaites avec un marteau spécial : on dit qu'il faut rhabiller ou rebattre la meule. Cette opération doit être exécutée après avoir moulu environ 50 tonnes de blé. Les techniques particulières de trempe de l’acier permirent à certaines entreprises, comme Kupka en Allemagne, de produire des pics et marteaux particulièrement appréciés des rhabilleurs de meules. Durant l'opération, les coups légers frappés dégagent un nuage de poussière siliceuse qui pouvait provoquer des affections pulmonaires chez les ouvriers spécialisés. D’autre part, la taille des pierres meulières provoquait des tatouages professionnels par incrustation sous le derme de certaines particules d’acier provenant des outils. Les affections oculaires étaient également fréquentes.

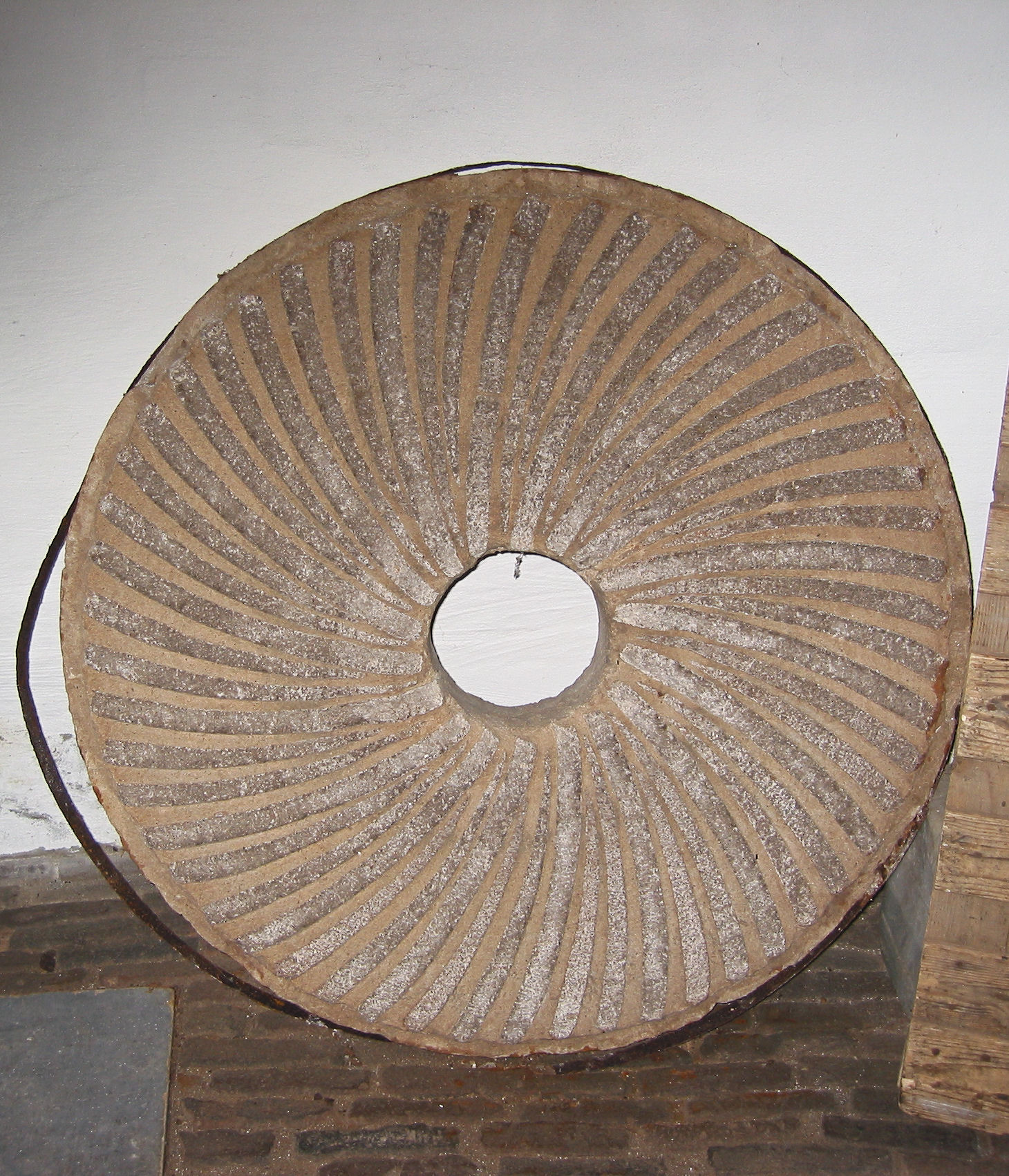
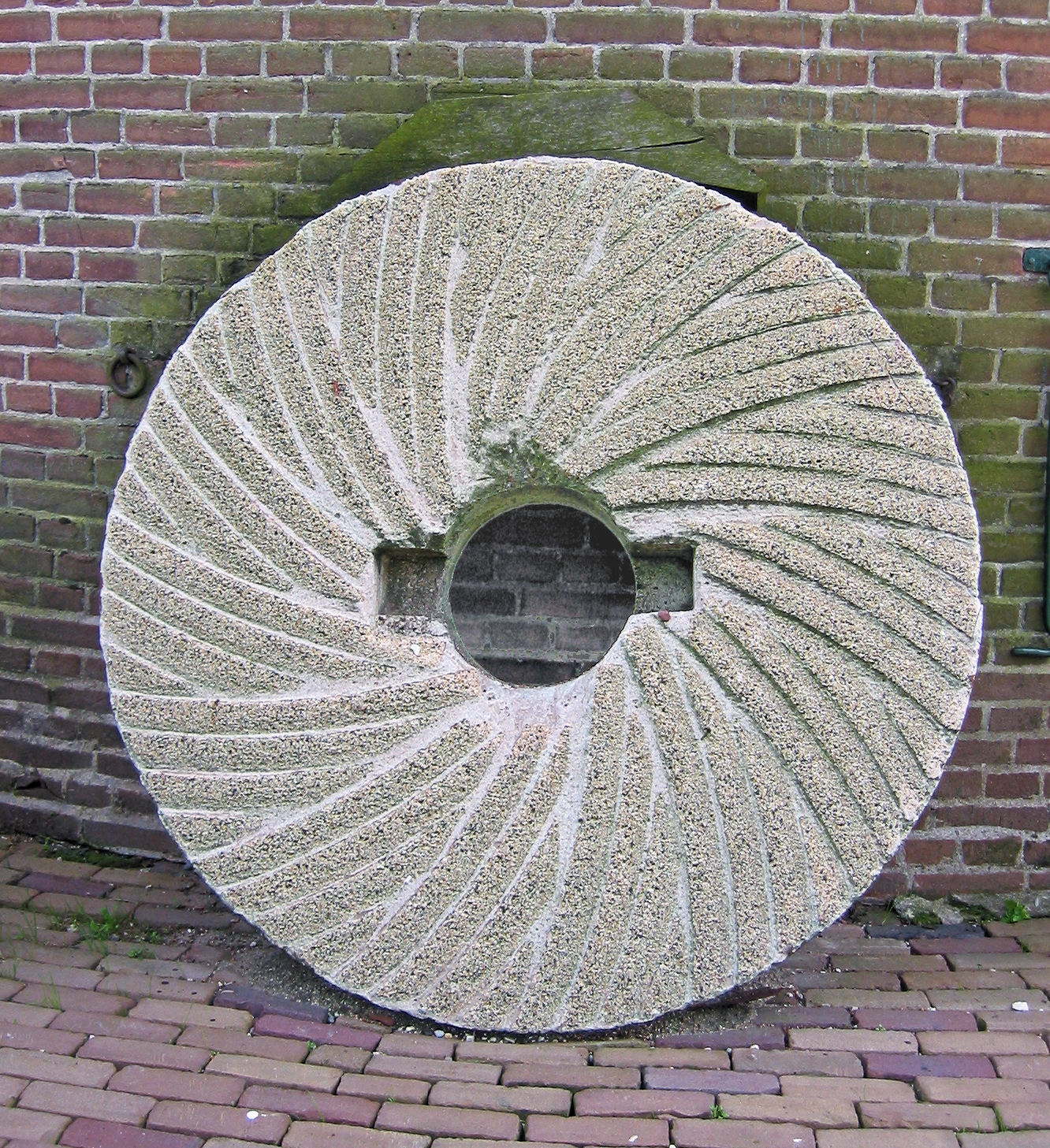
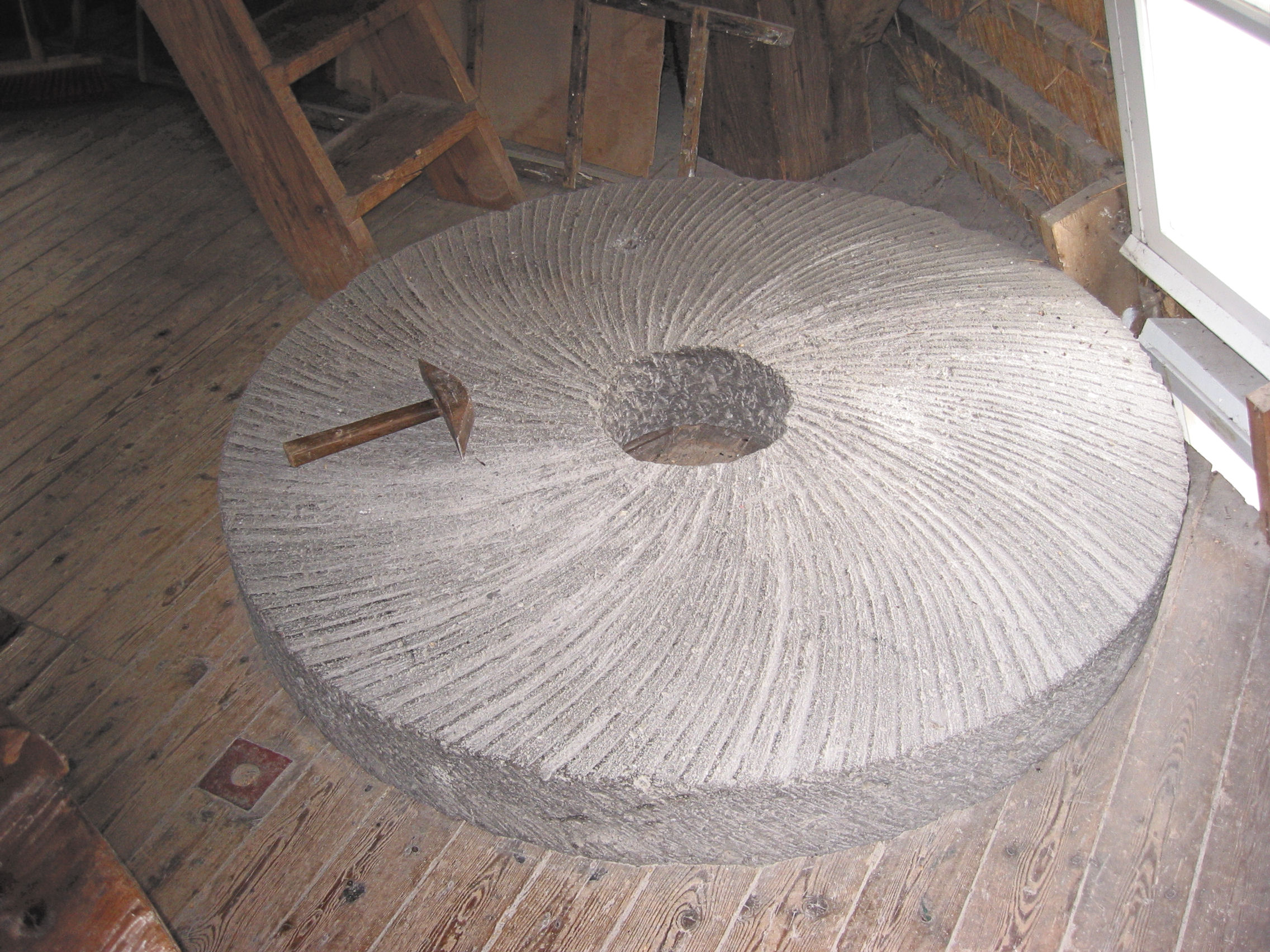
Meule à Walderveen, Gueldre, Pays-Bas
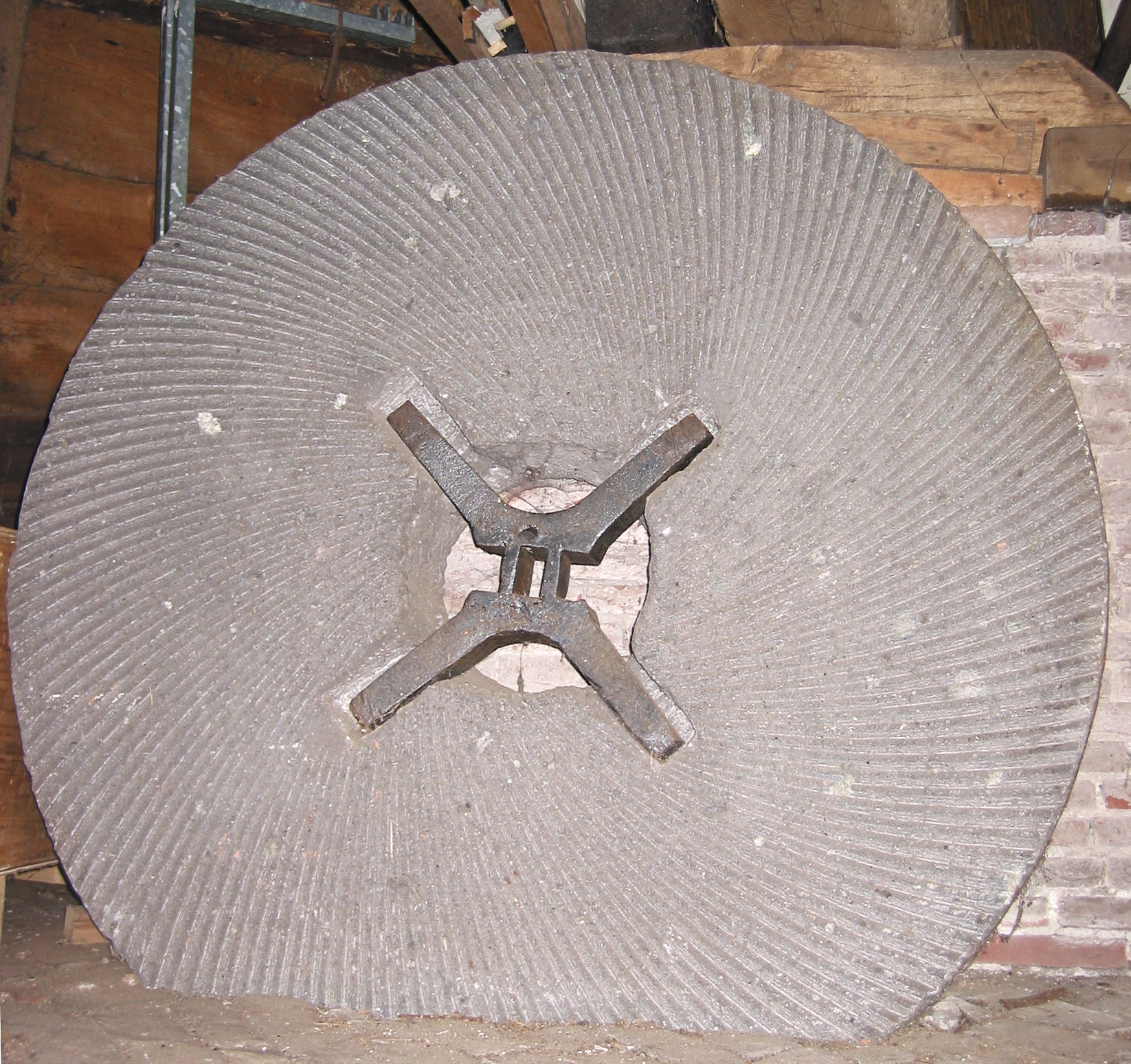
Meule et anille, pièce métallique en forme de X
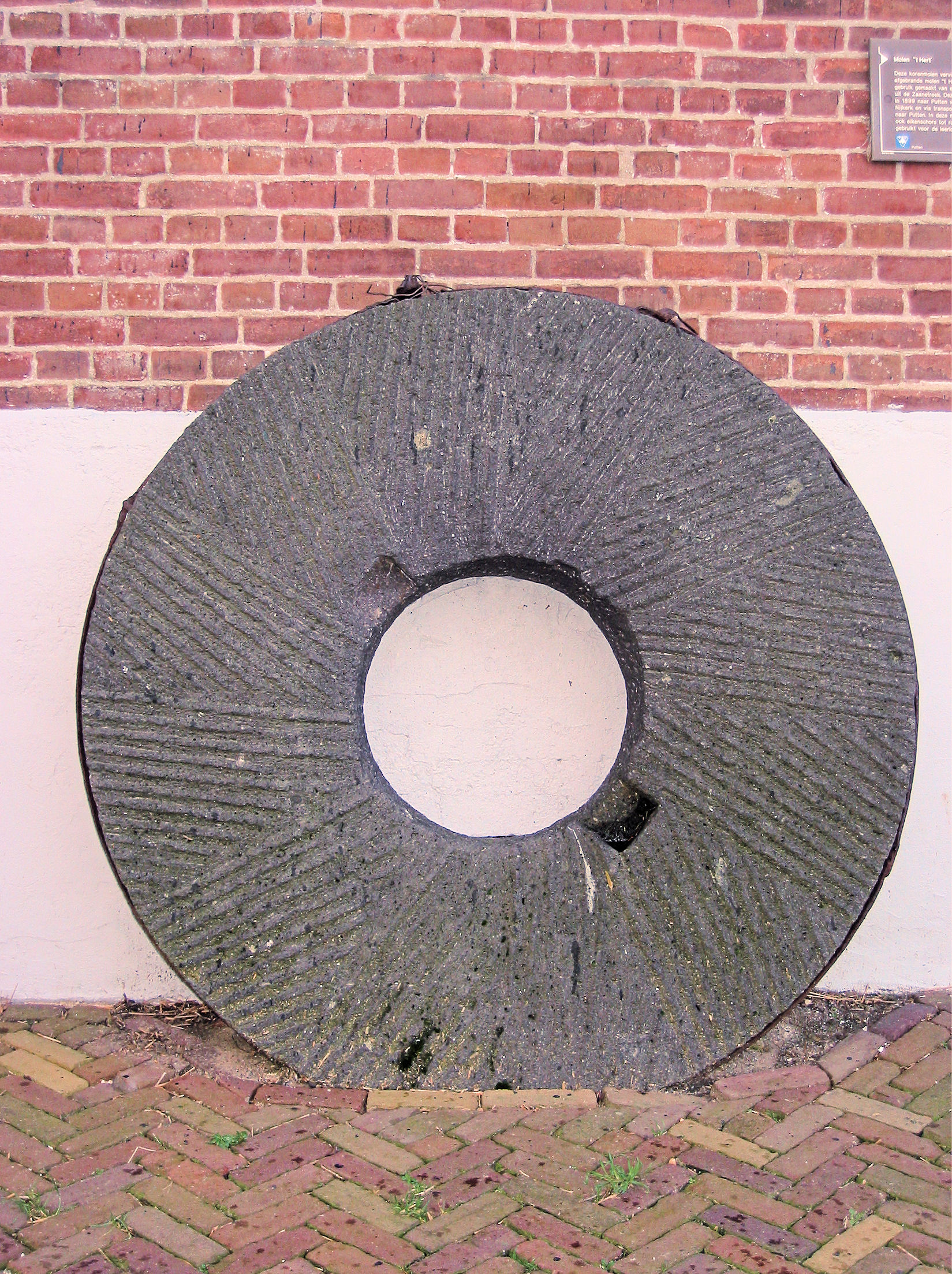
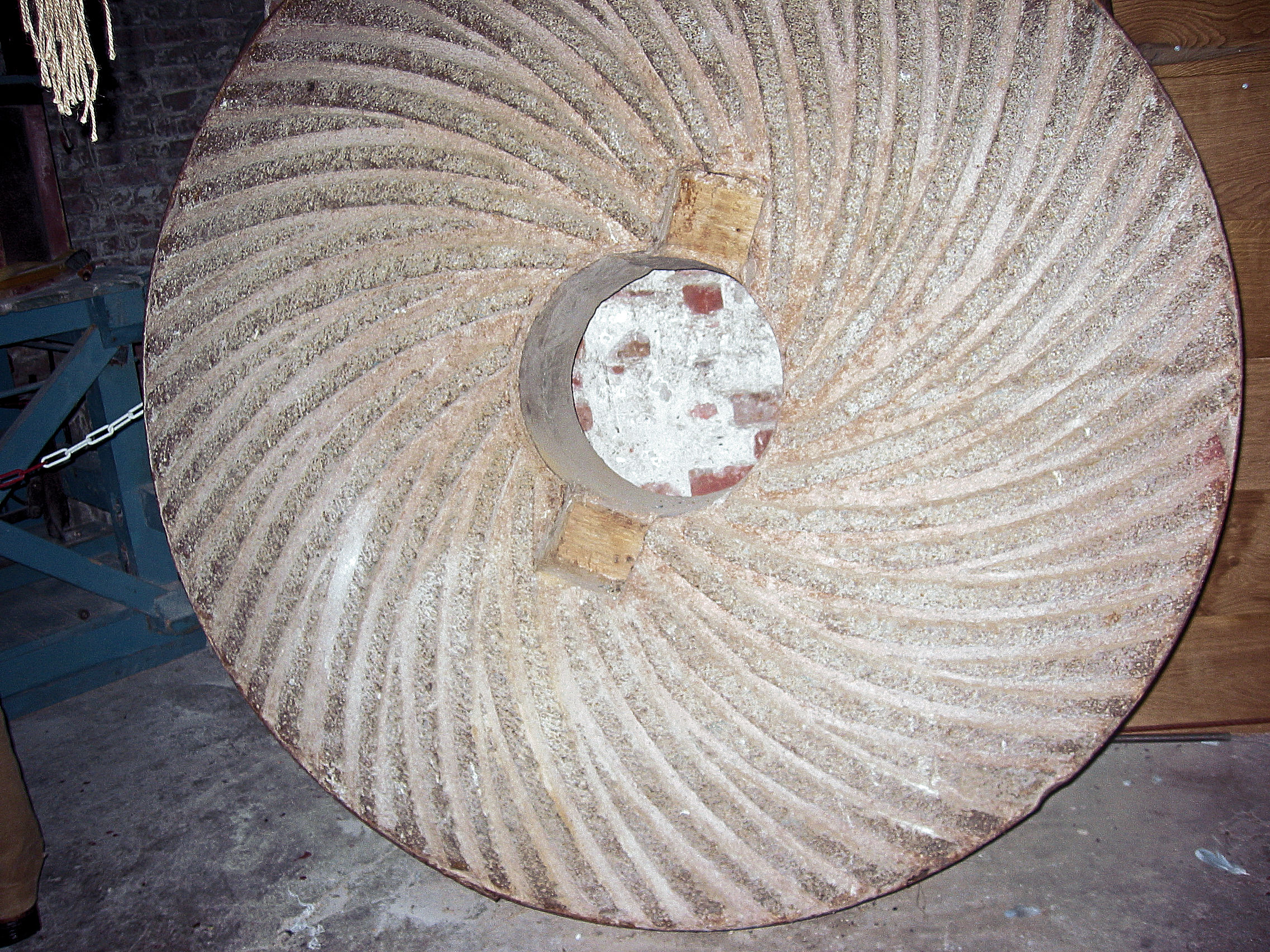

## Fonctionnement des meules d'un moulin

Disposition des meules dans un moulin

La paire de meules constitue le cœur du moulin. Dans cet ensemble protégé par l’archure (14), la meule dormante (8) est installée sur un support (12) qui est fixé à une poutre (13). Le petit fer (11) est animé d’un mouvement de rotation provenant de la roue à eau ou des ailes du moulin. Il se prolonge par la fourchette (10) au niveau de laquelle est fixée l’anille (9) appelée aussi fer à moulin. Cette pièce métallique, généralement en forme de X, est incrustée ou scellée dans la meule courante (7) et sa fonction principale est de transmettre le mouvement à la meule tournante. D’un point de vue historique, l’apparition de cette pièce mécanique est considérée comme une révolution technologique qui bouleversa les performances des meules et moulins. Le réglage de l’écartement des deux meules se fait au niveau de la fourchette par le système dit des leviers de la trempure qui permet d’agir sur la meule tournante en la soulevant ou en la laissant descendre par l’anille. Ce réglage de l'écartement doit être rectifié lors de chaque séance de mouture et peut varier très fortement en fonction de paramètres tels que la température, l'humidité de l'air, l'humidité du grain, la variété de blé.
Le grain à moudre est versé dans la trémie (1) et s’écoule dans l’auget ou esclop (2) dont l’inclinaison est réglée par une corde fixée à un contrepoids appelée baille-blé (3). L’auget est prolongé par un manche (4) terminé par le cabalet parfois sculpté en tête de cheval. Ce manche est maintenu au contact du babillard (5), appelé aussi frayon, cornilhet, fuseau ou encore quenouille selon les régions et qui est mis en rotation avec la meule. Sa section n’étant pas ronde, l’auget reçoit de petites secousses horizontales associées au passage des arêtes du babillard, ce qui favorise l’écoulement du grain dans l’œillard (6). Le babillard fonctionne donc comme un vibreur : il s’agit d’un dispositif d’alimentation automatique. Le mouvement répété de l’ensemble génère un bruit régulier correspondant au « tic-tac » du moulin.

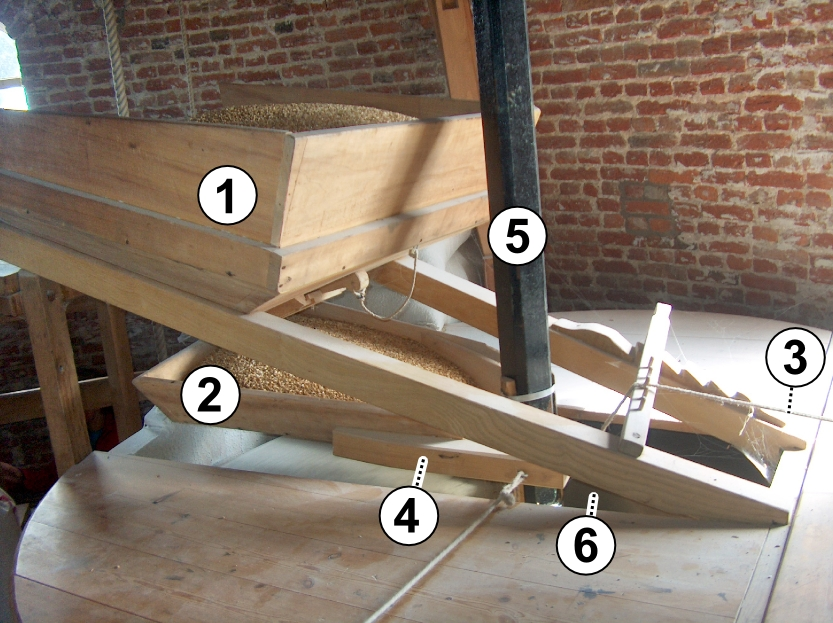
Dispositif d’alimentation des meules en grains
Principe de fonctionnement de l’alimentation en grains
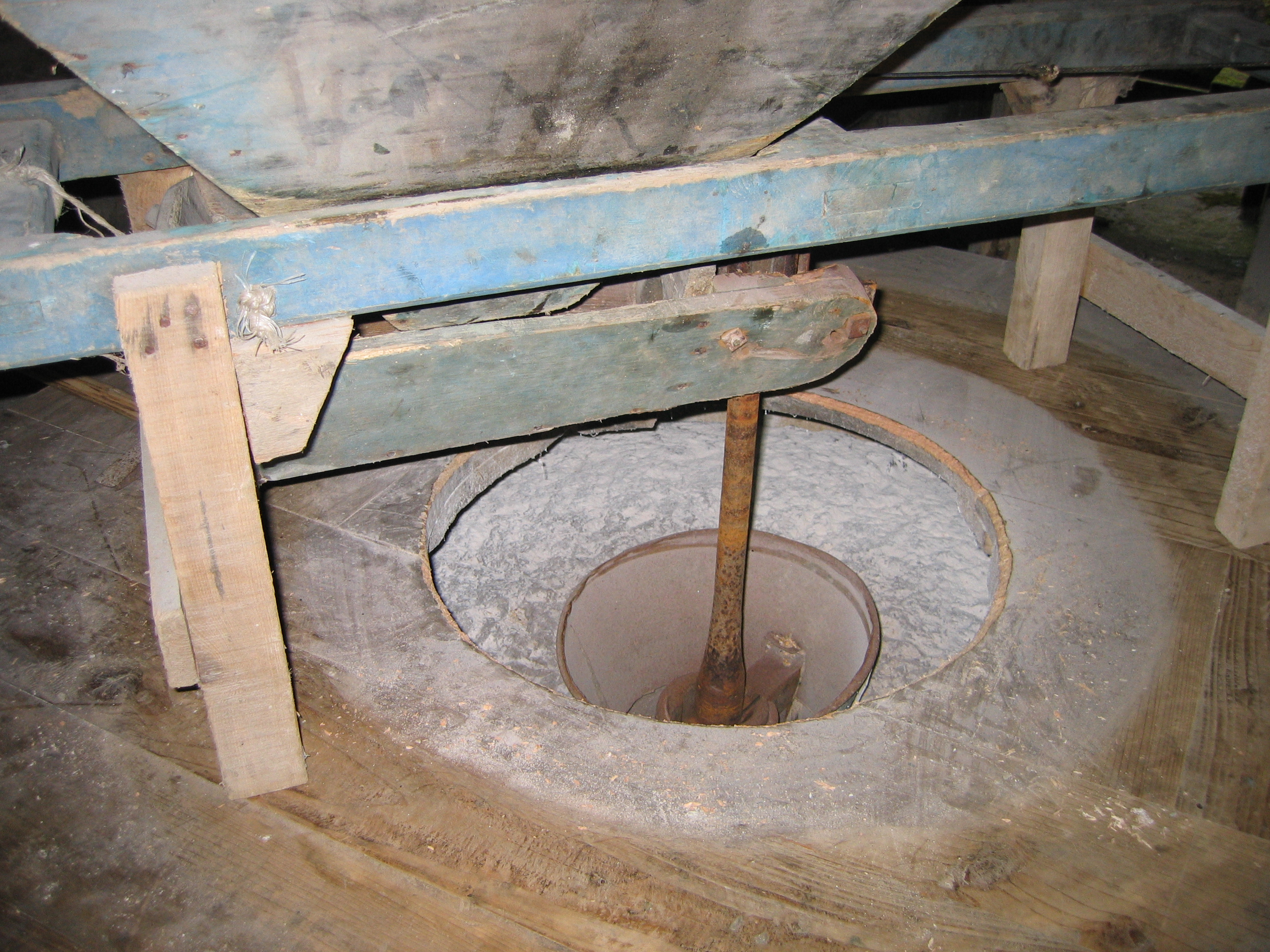
Vue de l'œillard
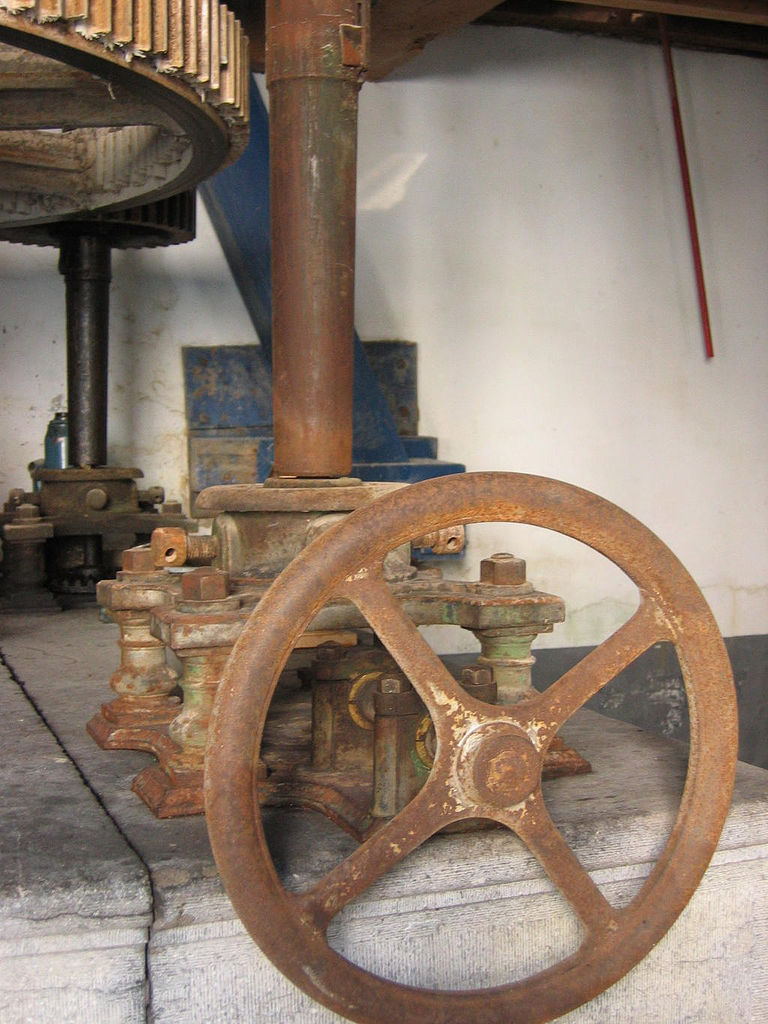
Le mécanisme de la trempure permet le réglage de l'écartement entre les deux meules. (Moulin à eau de Gentinnes - Belgique)

## Meules dressées
L’utilisation de la meule en position horizontale est généralement associée à une activité de mouture. Lorsque la meule est « dressée », c’est-à-dire utilisée sur son chant, elle assure plutôt des opérations de broyage, de trituration ou de concassage. Dans cette configuration, la meule courante est fixée par son œillard sur un mât vertical situé en position centrale sur la meule gisante, et qui sert de pivot. Selon la dimension de l’installation, et pour maintenir la verticalité du mât, ce dernier peut être solidaire, dans sa partie haute, d'une poutre surplombant le moulin. La meule courante est mise en rotation soit « à force d’homme », ou plus souvent, dans un manège. Ainsi animé d’un double mouvement, le broyeur tourne sur lui-même tout en pivotant autour du mât, comme dans le trapetum romain. Dans ce dispositif, la meule gisante est monolithique ou constituée d’une surface dallée, voire maçonnée. Selon le produit à traiter, la meule gisante peut être légèrement concave et disposer d’un rebord en périphérie pour éviter de disperser le broyat.

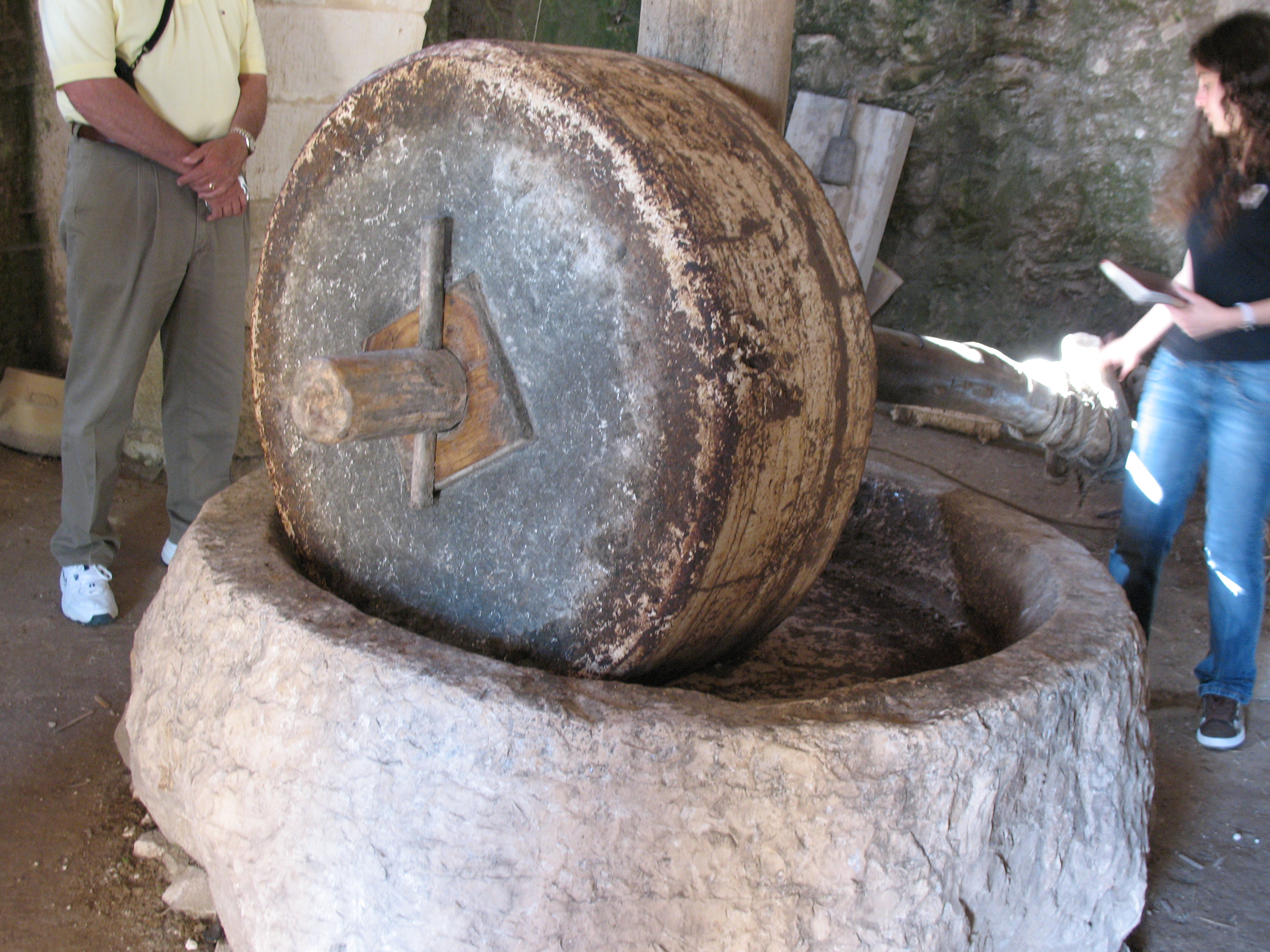
Moulin à triturer les olives - Nazareth L'Épart traversant l'œillard est maintenu par une cheville et permet de faire tourner la meule courante
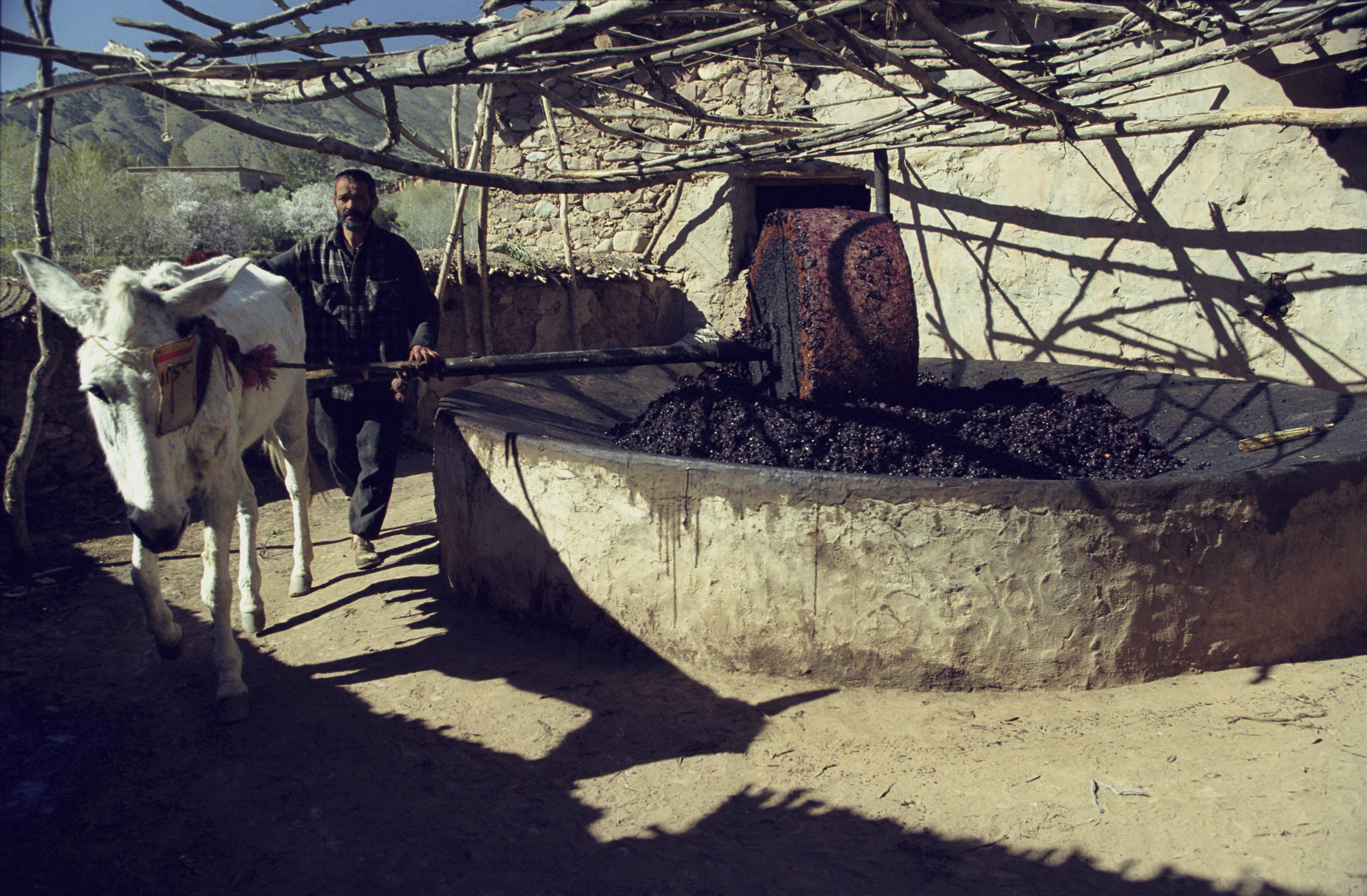
Moulin à triturer les olives. Haut Atlas
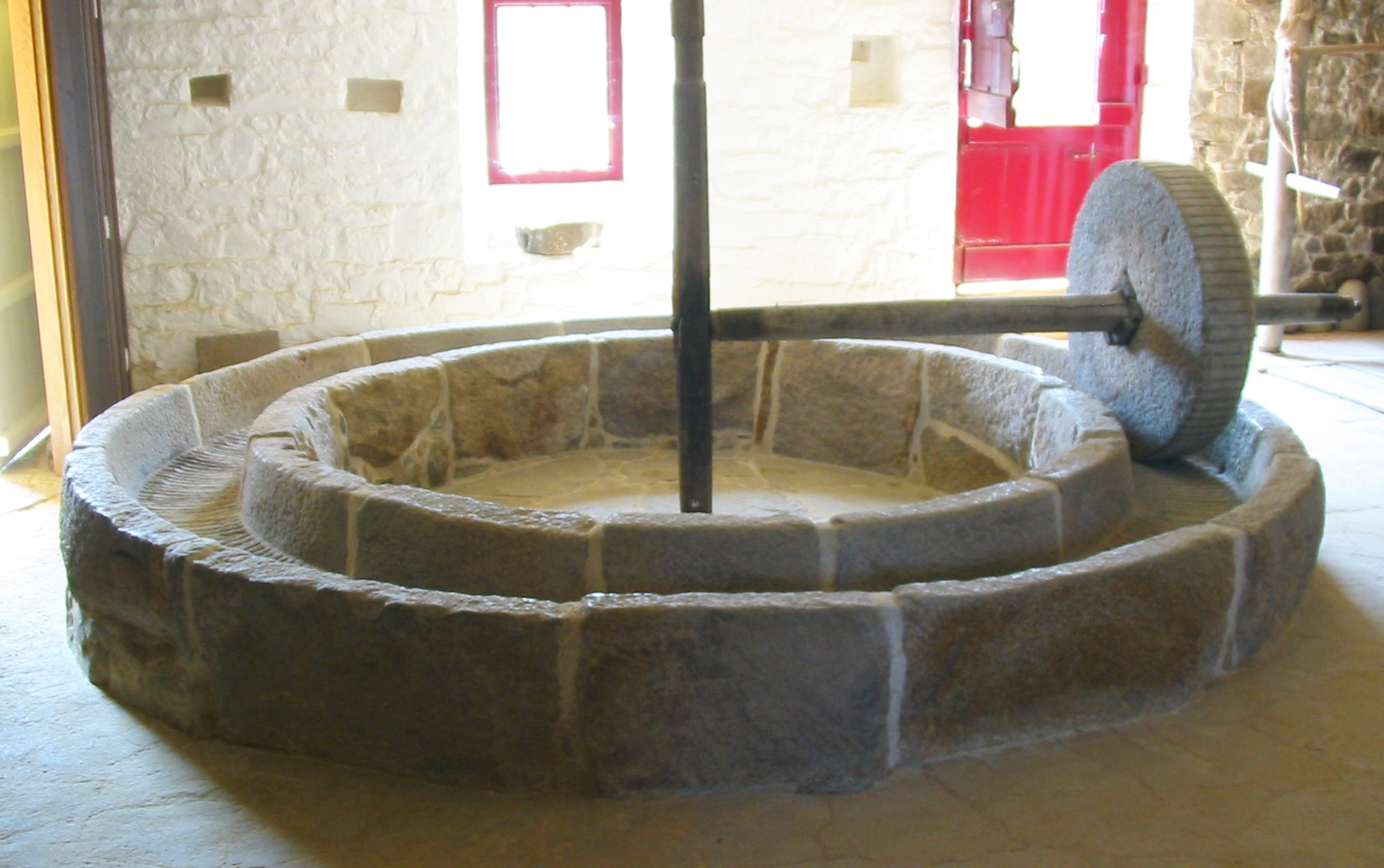
« Tour à pommes » mû par un cheval. Rigole annulaire servant de meule gisante. The Elms, Jersey
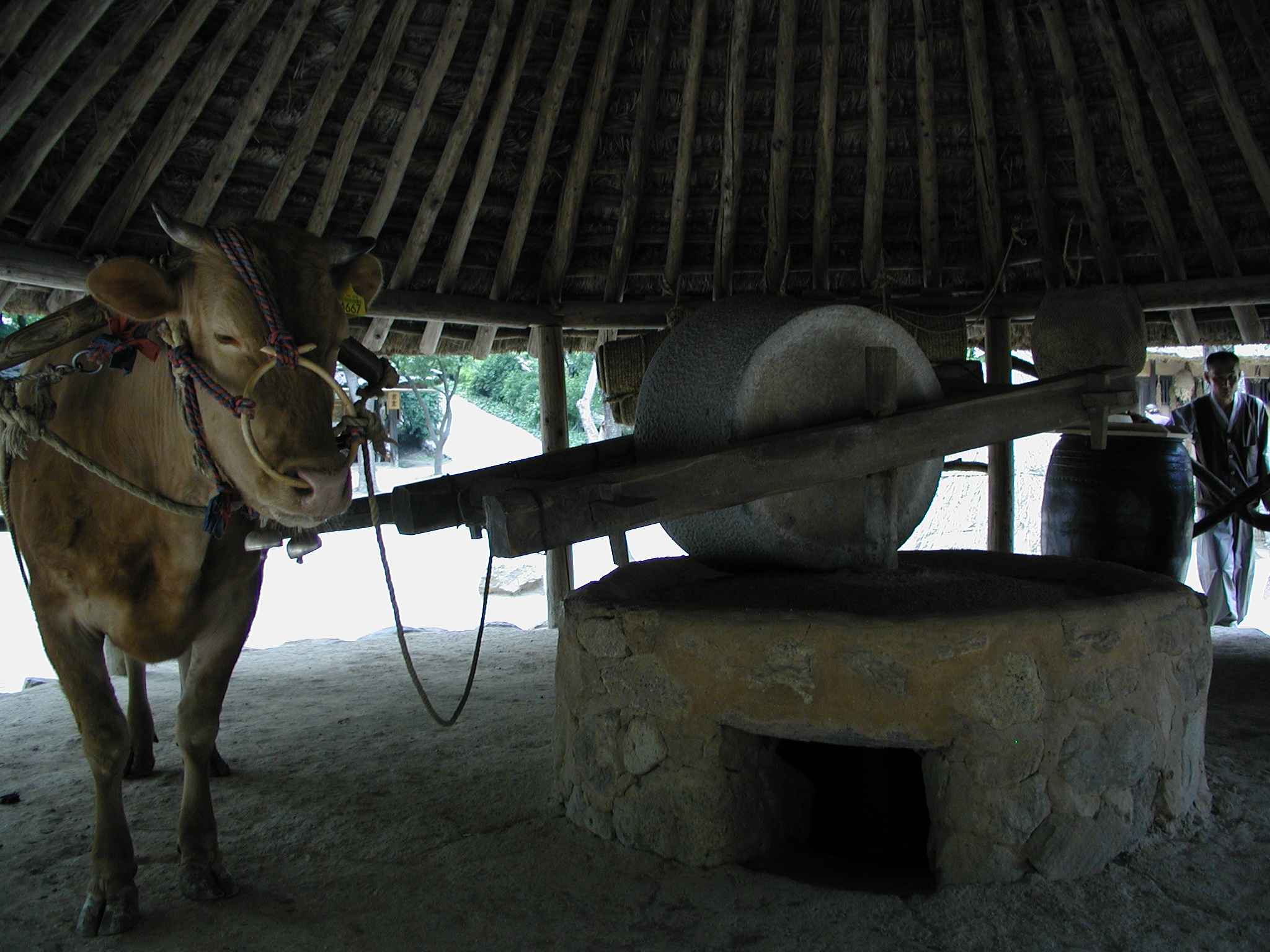
Meule actionnée par traction animale. Corée
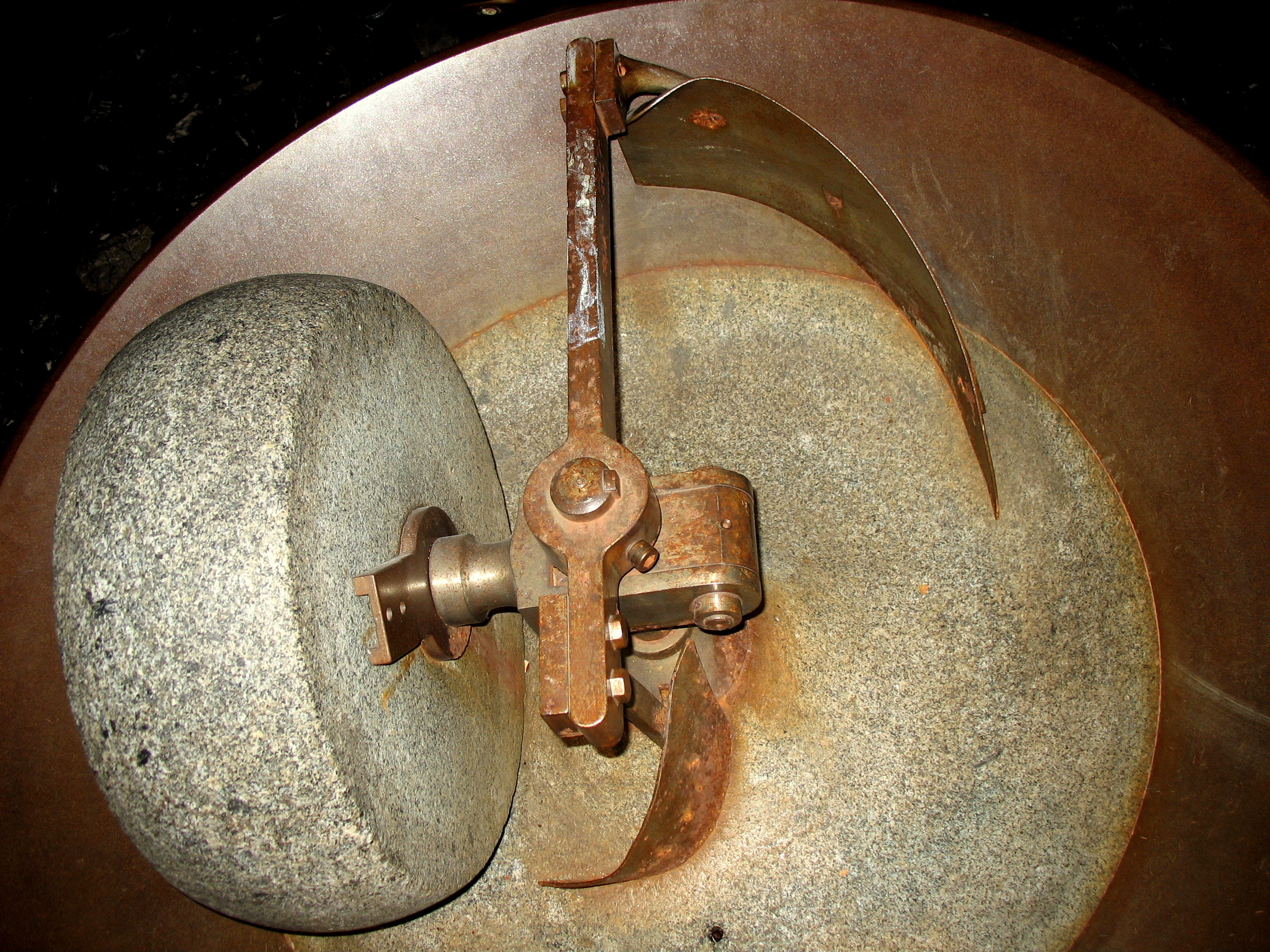
Ancienne meule équipée de charrues à andain, utilisée pour broyer les fèves de cacao
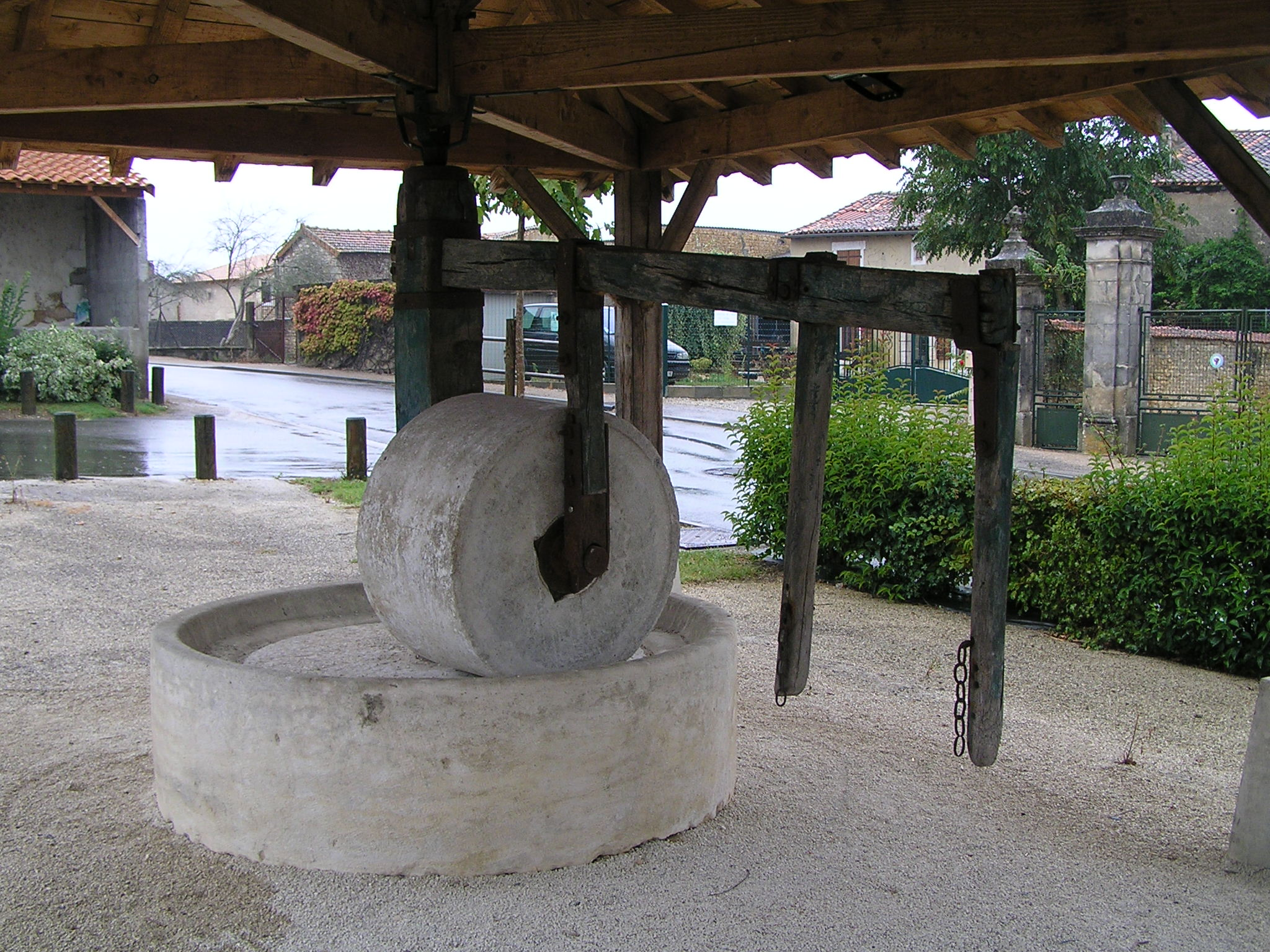
Meule et manège - Agris (Charente)
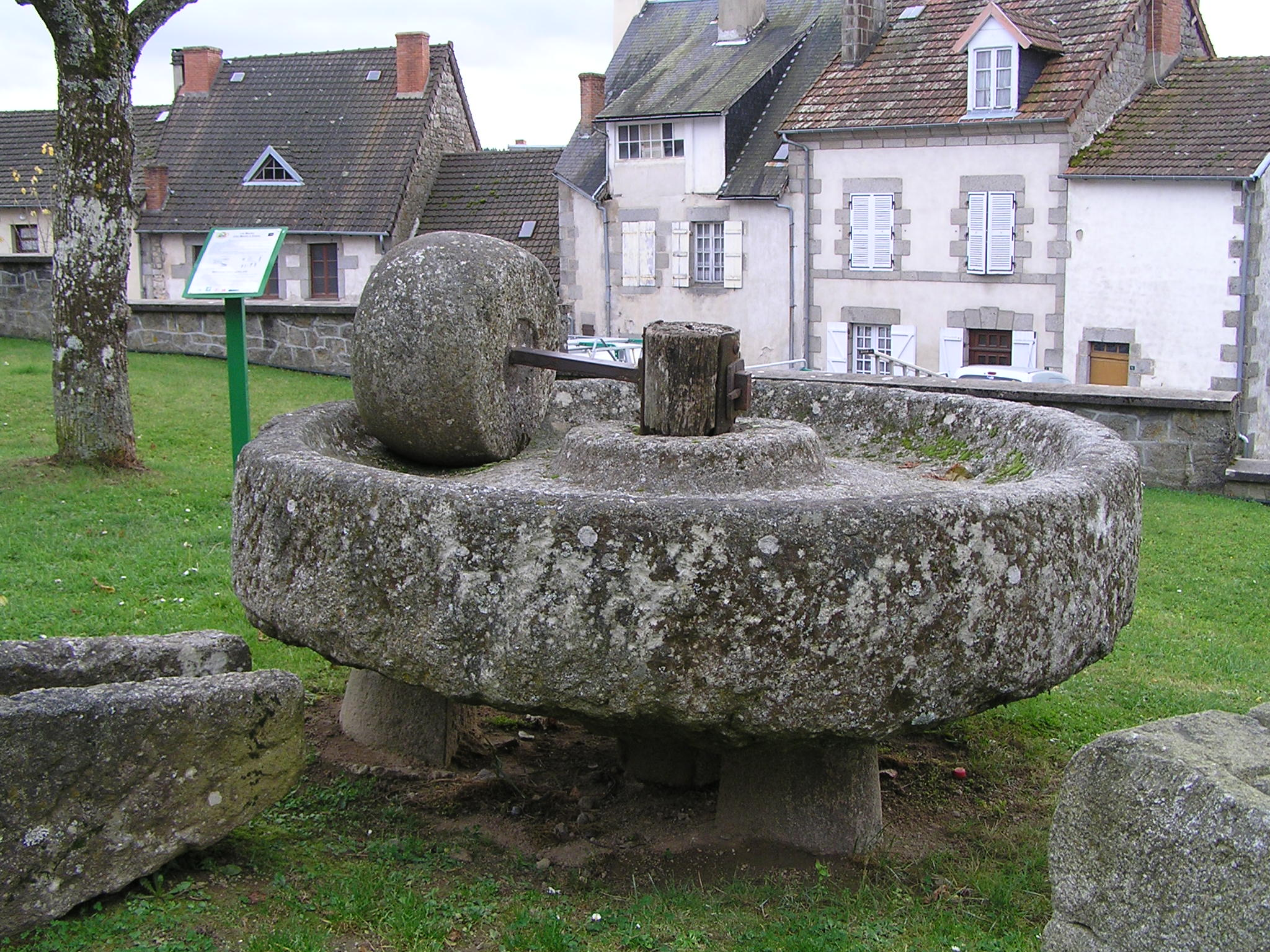
Meule et pressoir à huile - Crocq (Creuse)
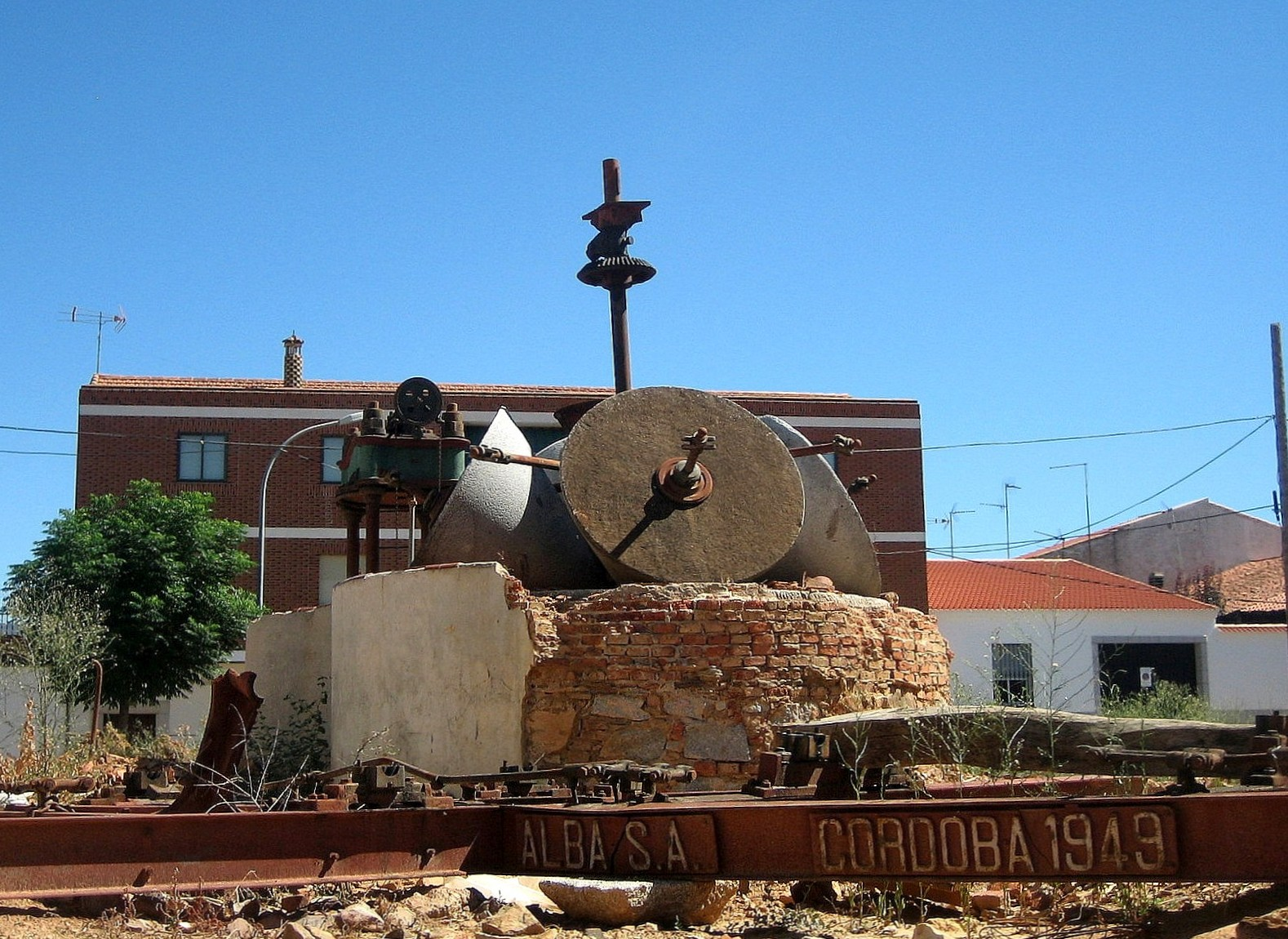
Broyeur à olives à quatre meules coniques (Espagne)

## Galerie photographique

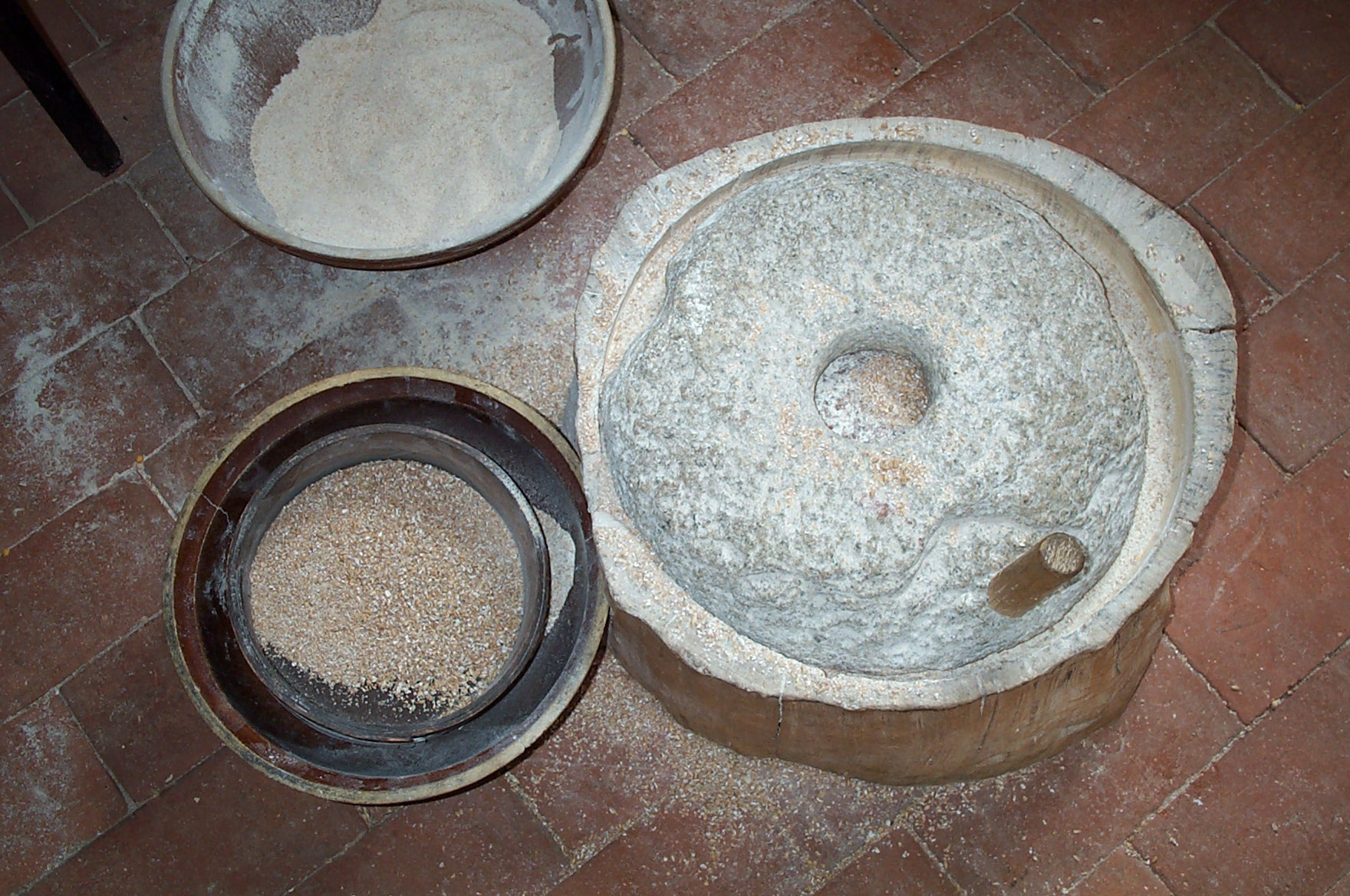
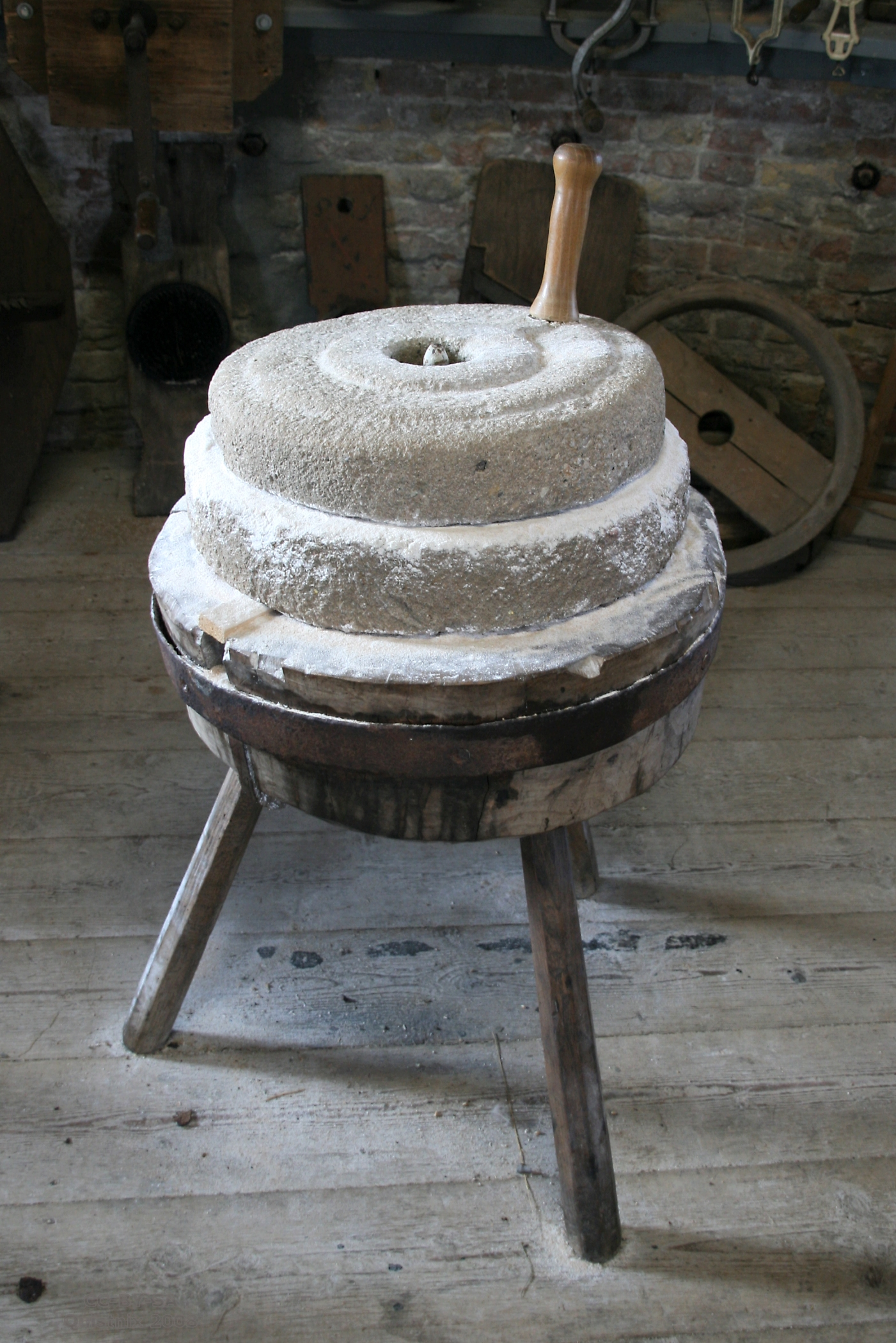
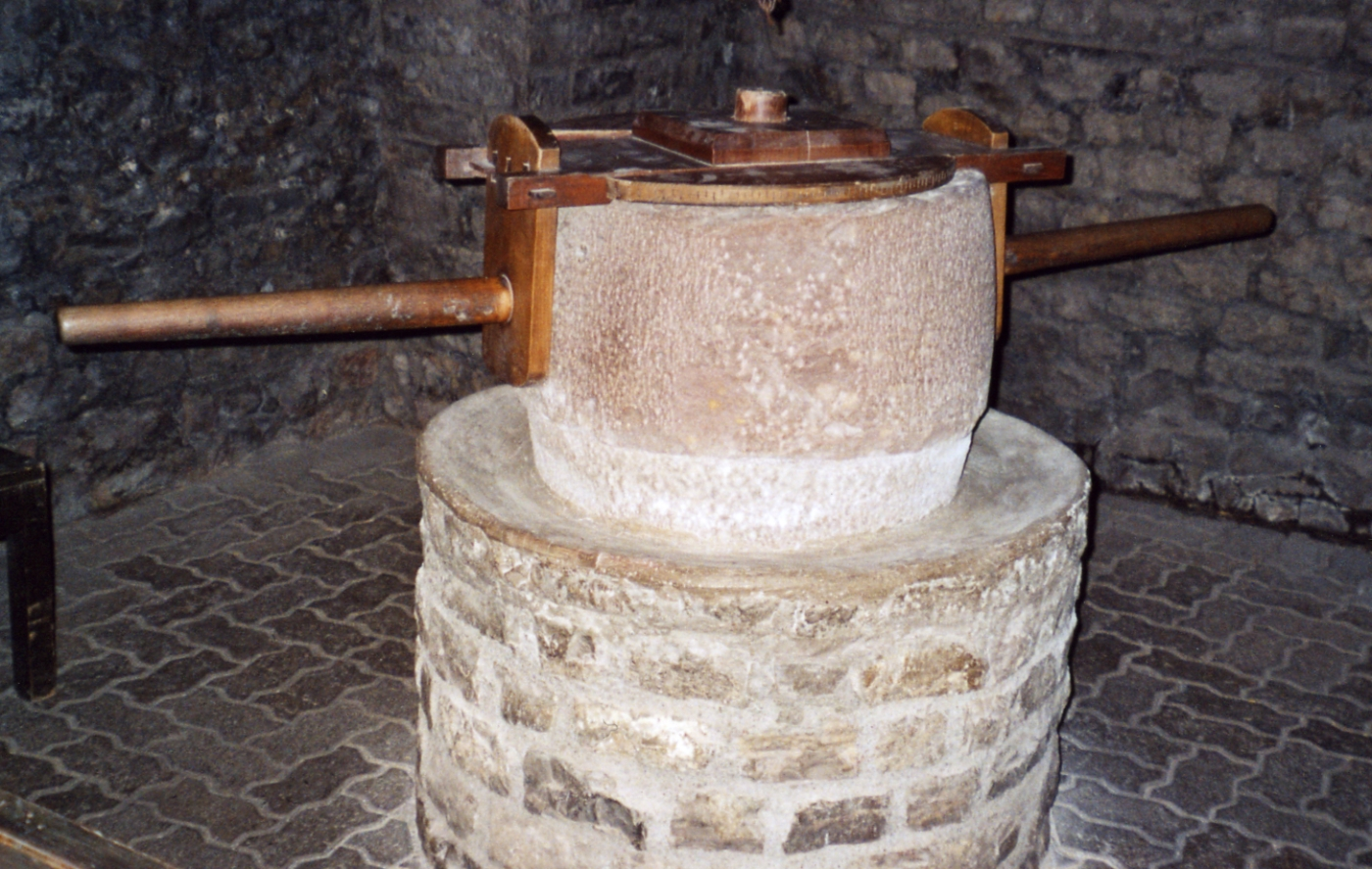
Meule à Augusta Raurica
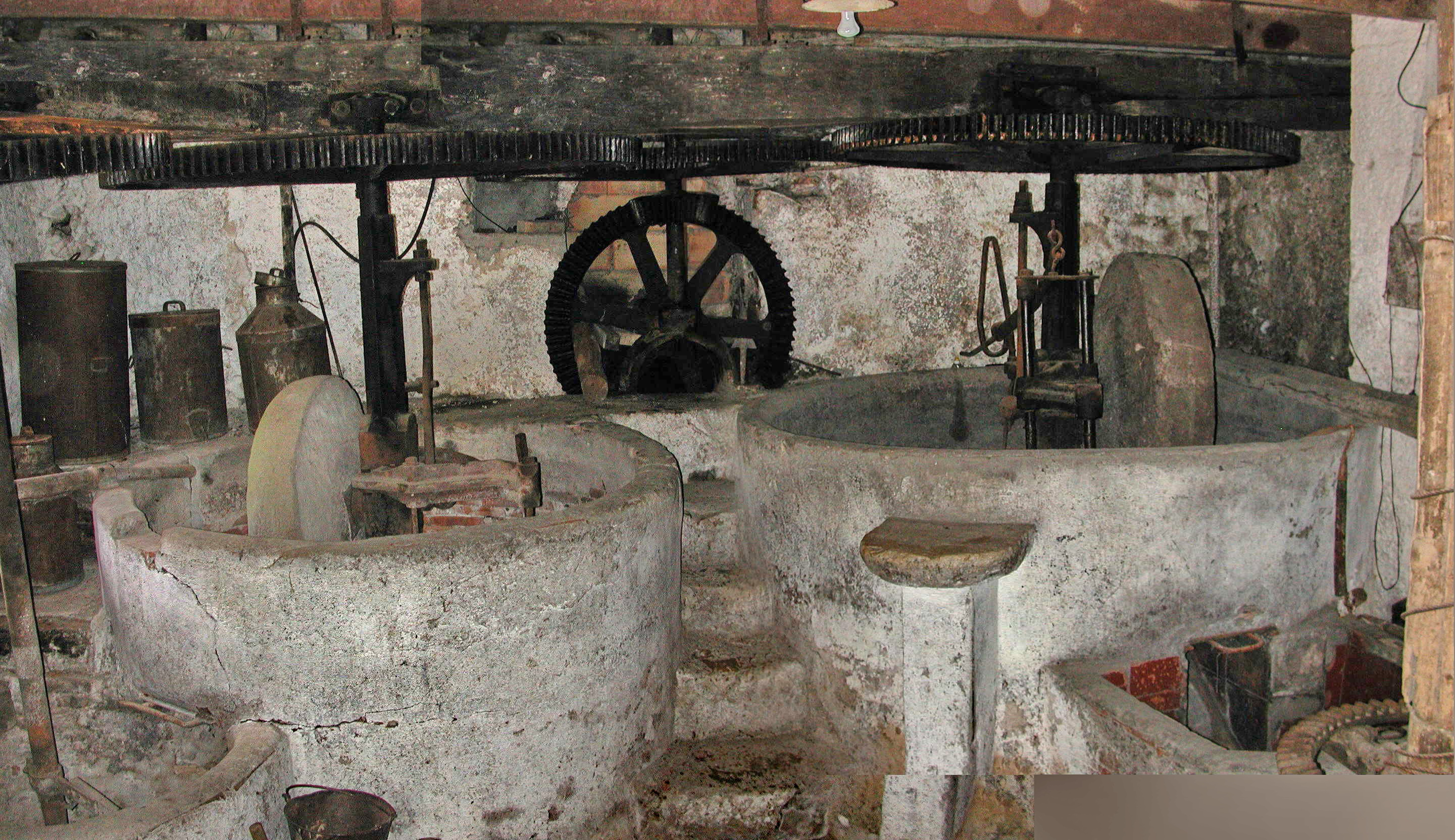
Anciens moulins communaux (moulins Lambert) à huile, foulon, blé, sur la Siagnole, Mons (Var)
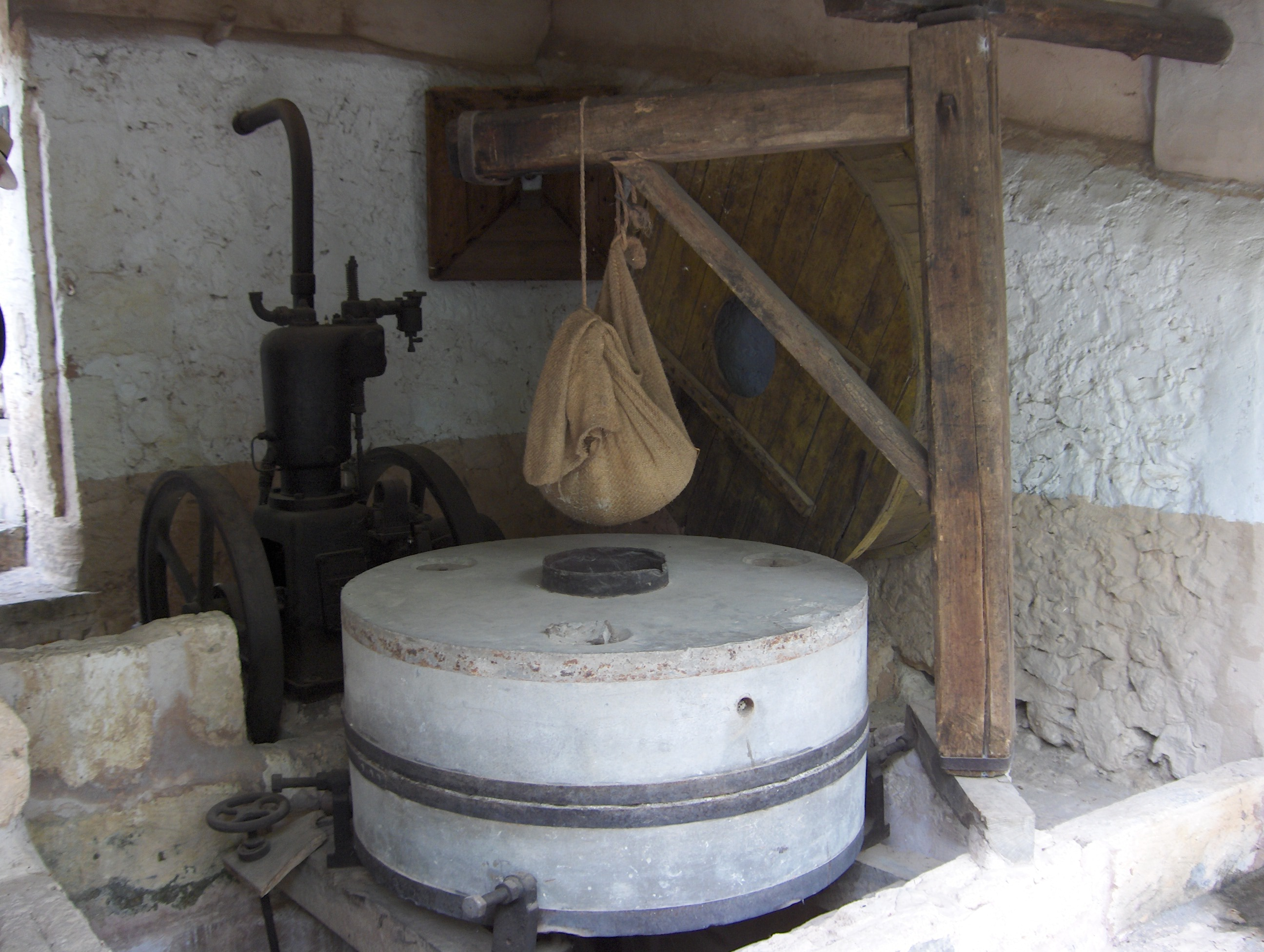
Meule actionnée par moteur à explosion
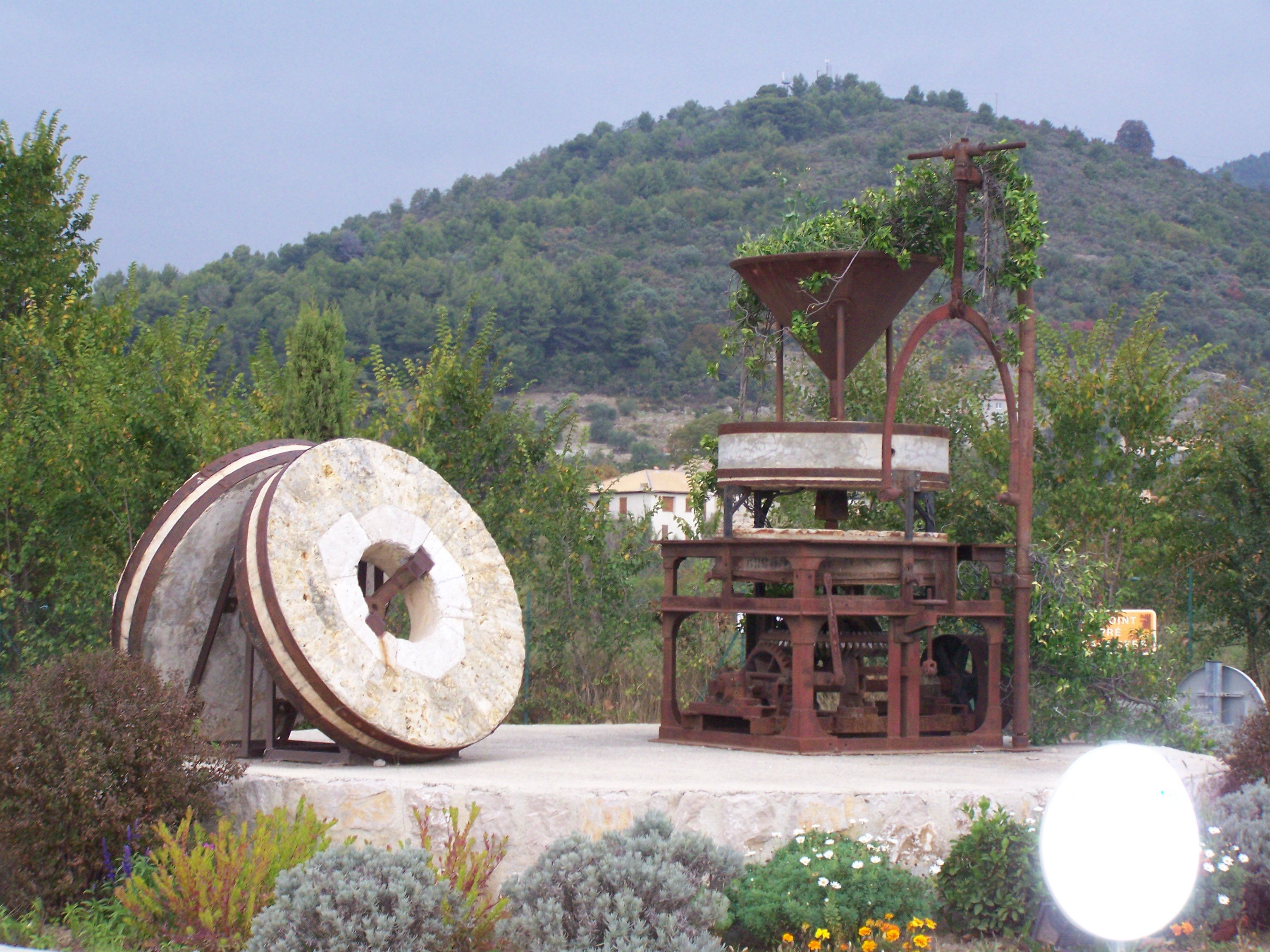
Ancien moulin à farine (Levens, France).
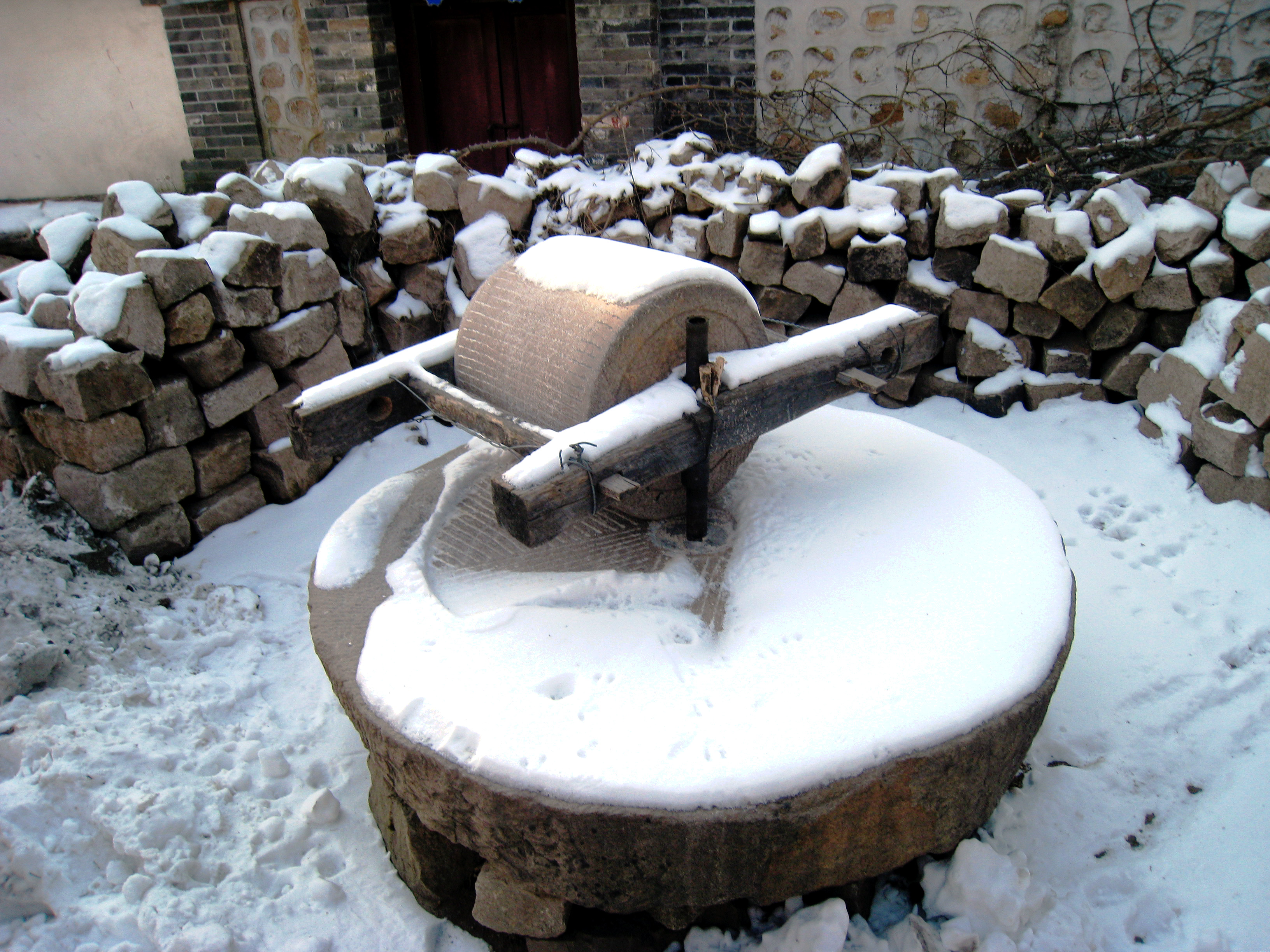
Meule à grain sous la neige, dans le nord de la chine.
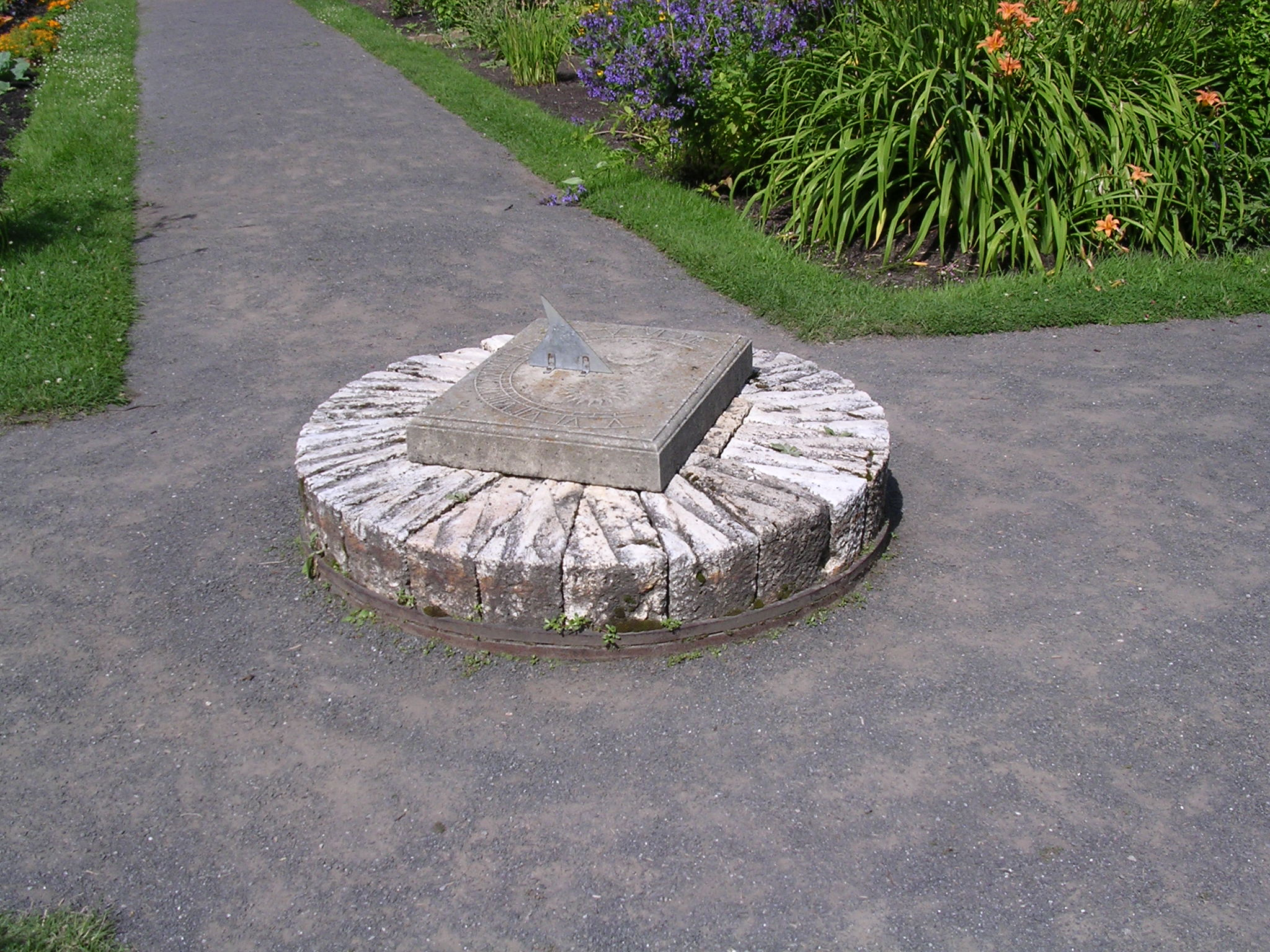
Meule comme support d'un cadran solaire, au Domaine Joly de Lotbinière, au Québec.
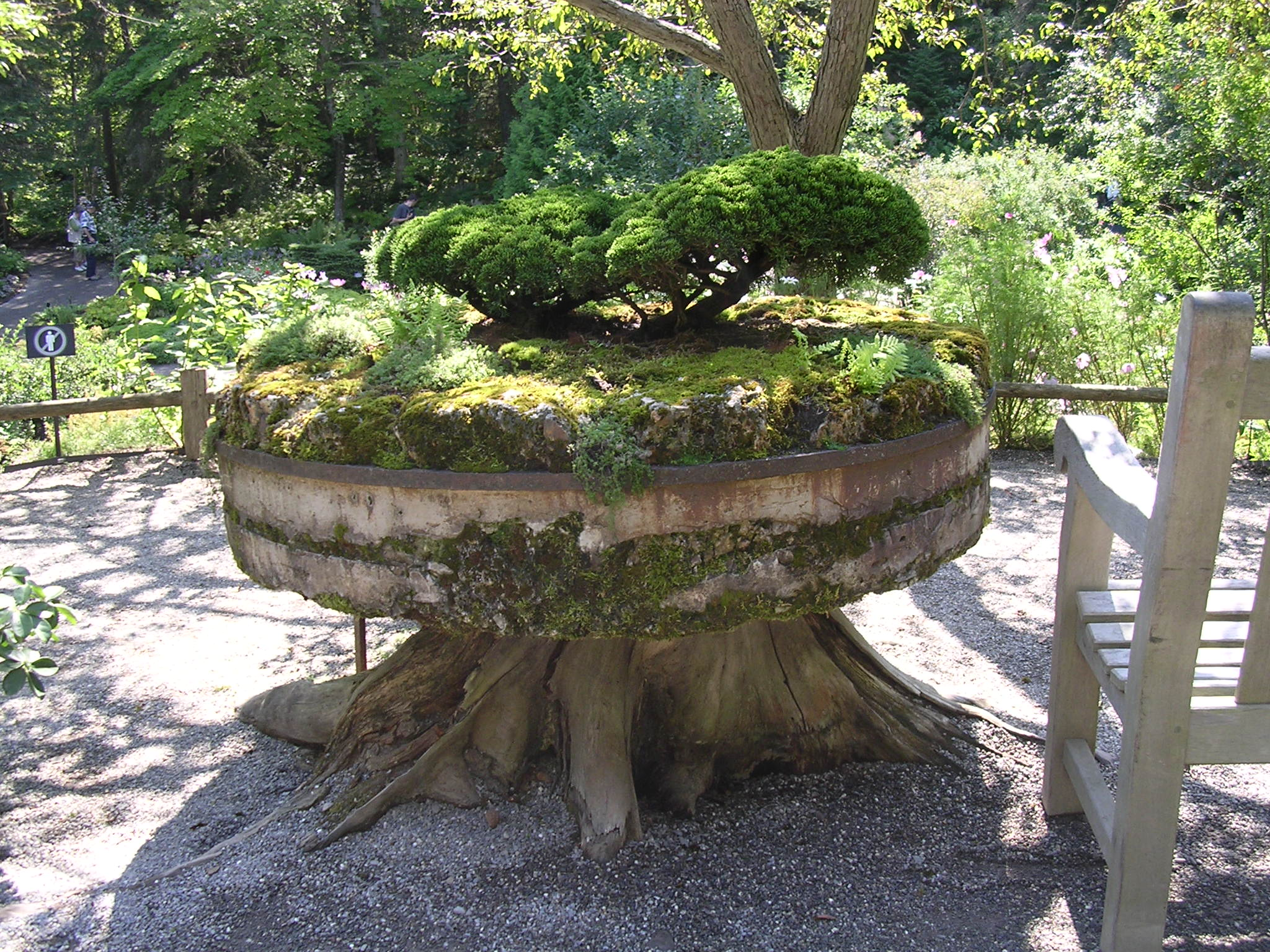
Meule-jardin aux Jardins de Métis, au Québec.
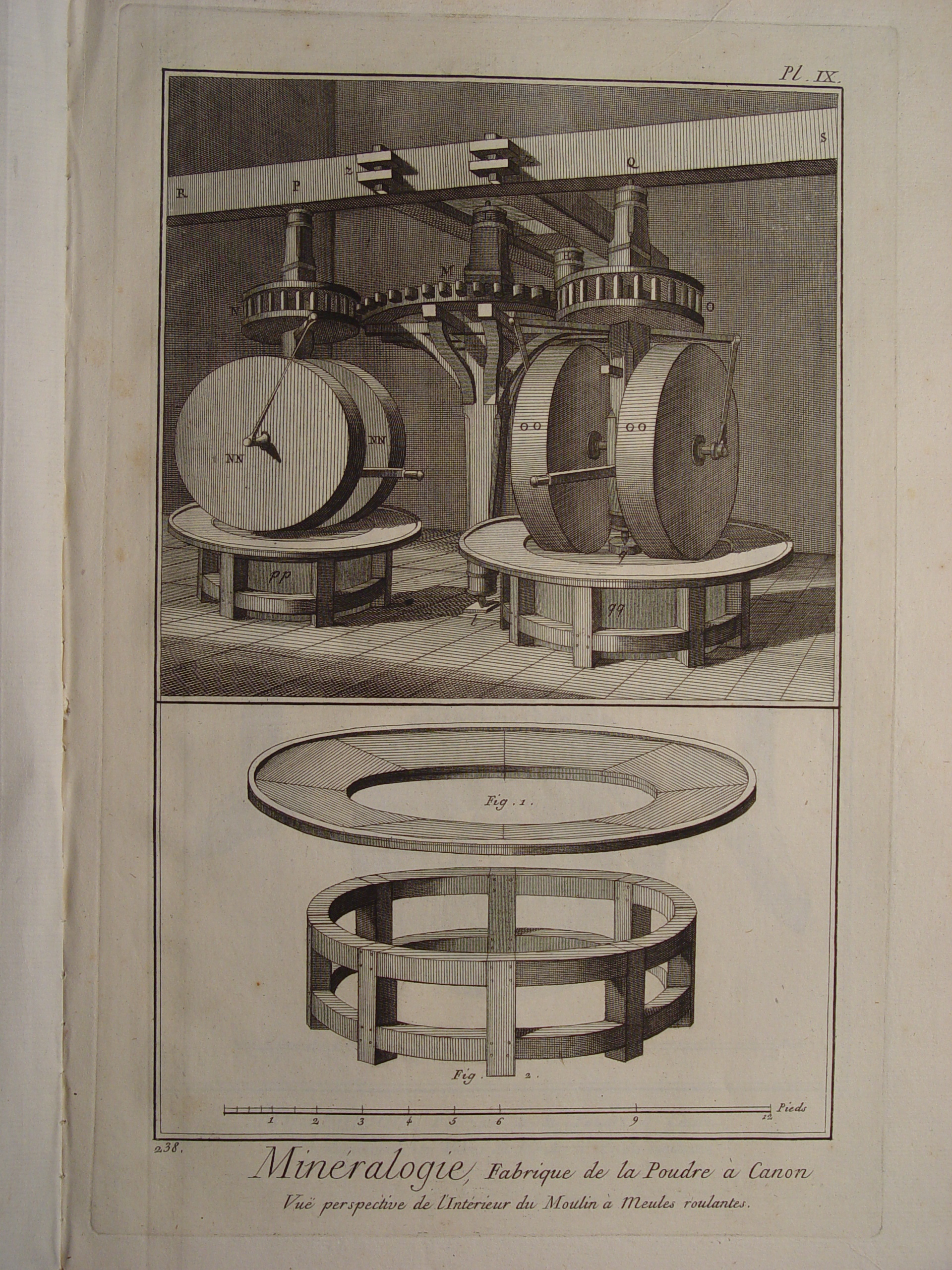
Encyclopédie. Fabrique de la poudre à canon
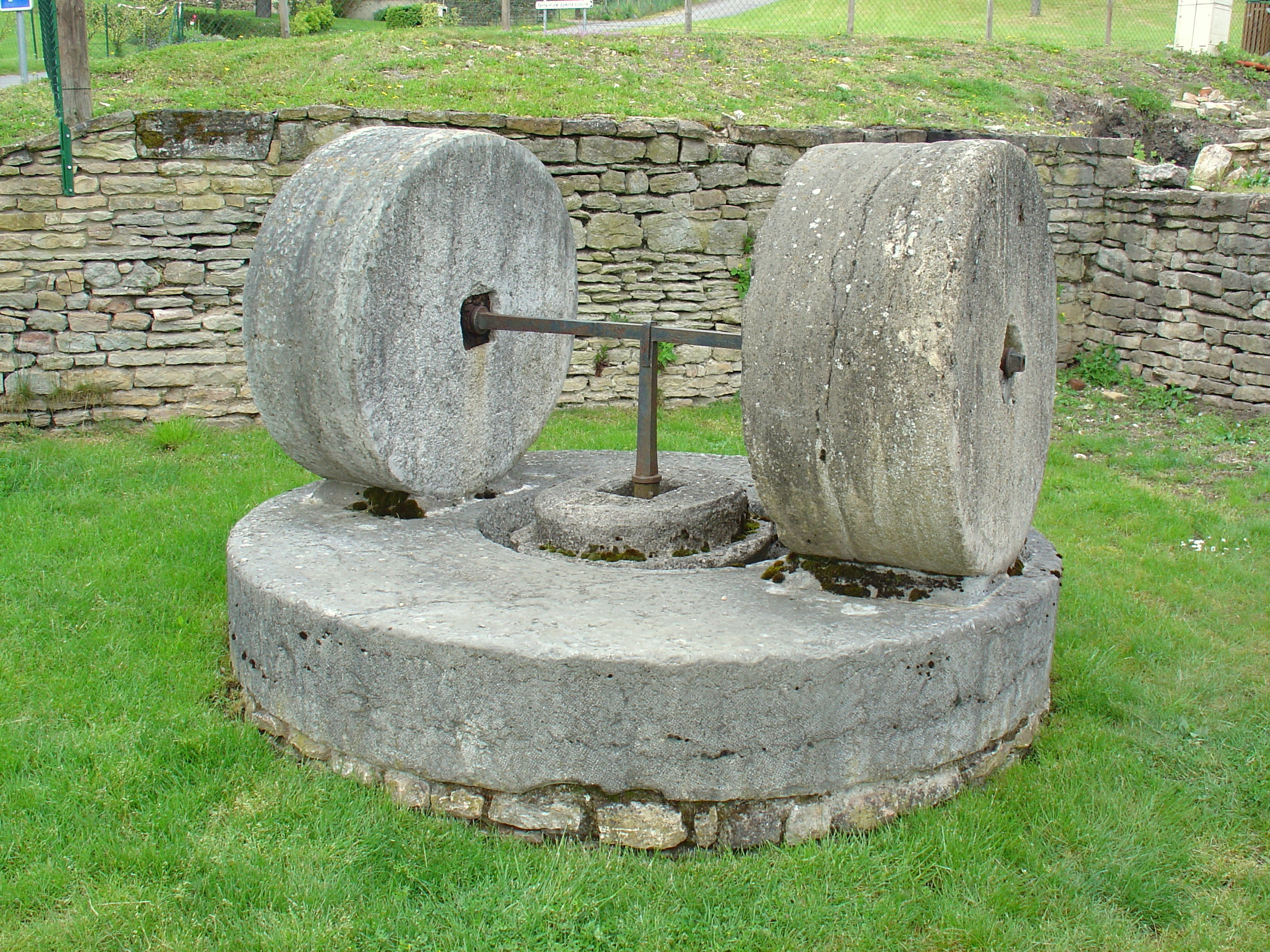
Paire de meules utilisée pour broyer le gypse avant cuisson. Berzé-la-Ville